# Список эпизодов телесериала «Закон и порядок»

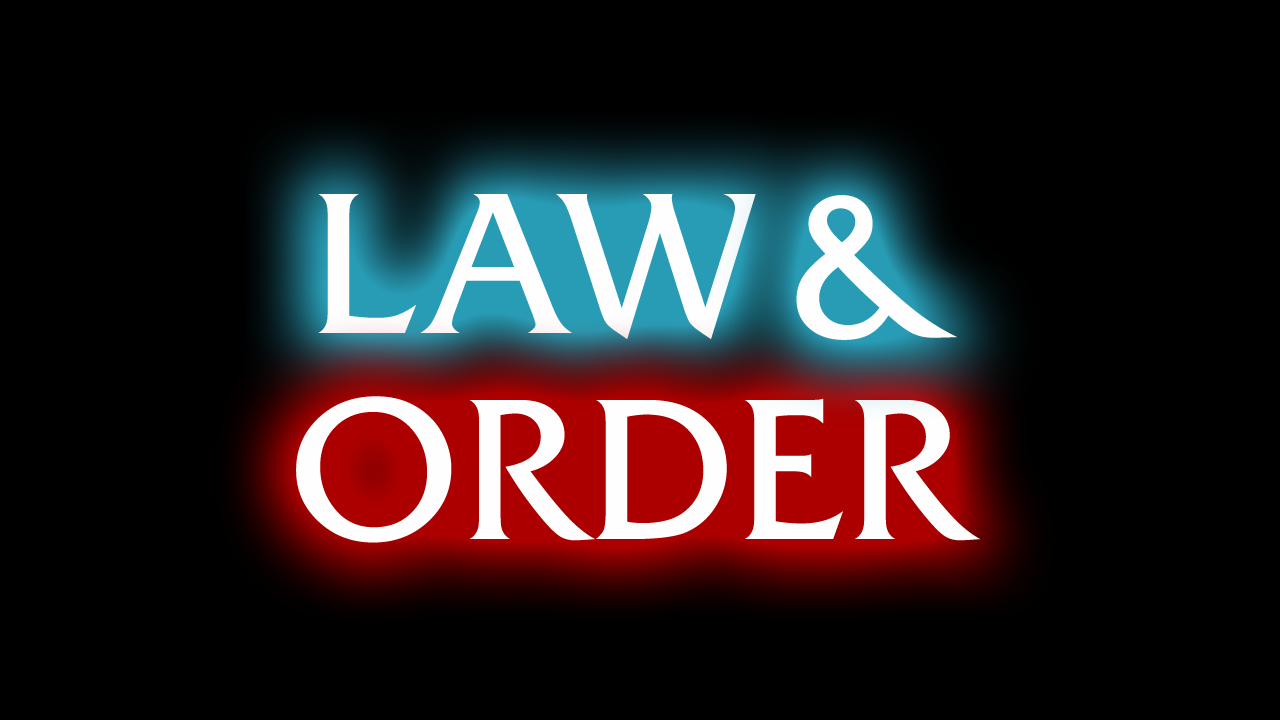
Кадр из заставки сериала

В данной таблице представлен список эпизодов американского телесериала «Закон и порядок». Первая серия была показана 13 сентября 1990 года на канале NBC. На данный момент вышло 21 сезонов сериала. Всего снято 466 эпизодов. В 2010 году сериал закрыли.
Главными героями первого сезона являлись детективы убойного отдела Макс Гриви (роль исполнил Джордж Дзундза) и Майк Логан (роль исполнил Крис Нот), а также их начальник Дональд Крейген (роль исполнил Дэнн Флорек) и окружной прокурор Бенджамин Стоун (роль исполнил Майкл Мориарти).

## Обзор сезонов
| Сезон | Сезон | Количество эпизодов | Выход на ТВ      | Выход на ТВ  | DVD-релиз        | DVD-релиз       | DVD-релиз        |
| Сезон | Сезон | Количество эпизодов | Премьера сезона  | Финал сезона | Регион 1         | Регион 2        | Регион 4         |
| ----- | ----- | ------------------- | ---------------- | ------------ | ---------------- | --------------- | ---------------- |
|       | 1     | 22                  | 13 сентября 1990 | 9 июня 1991  | 25 октября 2002  | 16 июня 2003    | 14 апреля 2003   |
|       | 2     | 22                  | 17 сентября 1991 | 14 мая 1992  | 4 мая 2004       | 28 февраля 2004 | 19 января 2005   |
|       | 3     | 22                  | 23 сентября 1992 | 19 мая 1993  | 24 мая 2005      | 21 ноября 2005  | 8 марта 2008     |
|       | 4     | 22                  | 15 сентября 1993 | 25 мая 1994  | 6 декабря 2005   | 17 июля 2006    | 19 сентября 2006 |
|       | 5     | 23                  | 21 сентября 1994 | 24 мая 1995  | 3 апреля 2007    | 23 июля 2007    | 30 июля 2007     |
|       | 6     | 23                  | 20 сентября 1995 | 22 мая 1996  | 2 декабря 2008   | 16 февраля 2009 | 4 марта 2009     |
|       | 7     | 23                  | 18 сентября 1996 | 21 мая 1997  | 19 января 2010   | Нет данных      | Нет данных       |
|       | 8     | 24                  | 24 сентября 1997 | 20 мая 1998  | Нет данных       | Нет данных      | Нет данных       |
|       | 9     | 24                  | 23 сентября 1998 | 26 мая 1999  | Нет данных       | Нет данных      | Нет данных       |
|       | 10    | 24                  | 22 сентября 1999 | 24 мая 2000  | Нет данных       | Нет данных      | Нет данных       |
|       | 11    | 24                  | 18 октября 2000  | 23 мая 2001  | Нет данных       | Нет данных      | Нет данных       |
|       | 12    | 24                  | 26 сентября 2001 | 22 мая 2002  | Нет данных       | Нет данных      | Нет данных       |
|       | 13    | 24                  | 2 октября 2002   | 21 мая 2003  | Нет данных       | Нет данных      | Нет данных       |
|       | 14    | 24                  | 24 сентября 2003 | 19 мая 2004  | 14 сентября 2004 | Нет данных      | Нет данных       |
|       | 15    | 24                  | 24 сентября 2004 | 18 мая 2005  | Нет данных       | Нет данных      | Нет данных       |
|       | 16    | 22                  | 21 сентября 2005 | 17 мая 2006  | Нет данных       | Нет данных      | Нет данных       |
|       | 17    | 22                  | 22 сентября 2006 | 18 мая 2007  | Нет данных       | Нет данных      | Нет данных       |
|       | 18    | 18                  | 2 января 2008    | 18 мая 2008  | Нет данных       | Нет данных      | Нет данных       |
|       | 19    | 22                  | 5 ноября 2008    | 3 июня 2009  | Нет данных       | Нет данных      | Нет данных       |
|       | 20    | 23                  | 25 сентября 2009 | 24 мая 2010  | Нет данных       | Нет данных      | Нет данных       |
|       | 21    | 10                  | 24 февраля 2022  | 19 мая 2022  | Нет данных       | Нет данных      | Нет данных       |

## Список эпизодов

### Первый сезон (1990—1991)
| Номер | Название                                                                   | Режиссёр         | Сценаристы                                         | Дата премьеры    |  |
| --- | -------------------------------------------------------------------------- | ---------------- | -------------------------------------------------- | ---------------- |  |
| 1.01 | „Смертельный рецепт“ (англ. Prescription for Death)                        | Джон Витезелл    | Дэвид Блэк и Эд Цукерман                           | 13 сентября 1990 |  |
| Молодая женщина внезапно умирает в отделении первой помощи. Её отец обращается в полицию, утверждая что его дочь убили. Детективы Макс Гриви и Майк Логан подозревают, что доктор Эдвард Остер, занимавшийся ей, возможно, во время работы был пьян. Прототипом является дело Либби Зайон. |                                                                            |                  |                                                    |                  |  |
| |                                                                            |                  |                                                    |                  |  |
| 1.02 | „Блюз для парня из подземки“ (англ. Subterranean Homeboy Blues)            | Эгберт Швакхамер | Роберт Палм                                        | 20 сентября 1990 |  |
| Белая женщина стреляет в двух чёрных мужчин в переполненном метро и утверждает, что это была самооборона. Окружной прокурор Бенджамин Стоун, после небольшого внутреннего разногласия с сотрудниками, продолжает судебное преследование, не веря показаниям женщины.                       |                                                                            |                  |                                                    |                  |  |
| |                                                                            |                  |                                                    |                  |  |
| 1.03 | „Смертельная помощь“ (англ. The Reaper's Helper)                           | Верн Гиллум      | Дэвид Блэк, Томас Фрэнсис Макэлрой и Роберт Нейтан | 4 октября 1990   |  |
| Застрелен гомосексуалист больной СПИДом. Расследование выводит Гриви и Логана на мужчину, совершившего несколько убийств из сострадания. У убийцы есть все шансы разжалобить жюри присяжных и избежать наказания.                                                                          |                                                                            |                  |                                                    |                  |  |
| |                                                                            |                  |                                                    |                  |  |
| 1.04 | „Целуй девочек, прежде чем убить“ (англ. Kiss the Girls and Make Them Die) | Чарльз Коррелл   | Дик Вульф и Роберт Нейтан                          | 11 октября 1990  |  |
| Молодую девушку, работавшую агентом по недвижимости, находят в собственном доме мертвой с перебитой гортанью. Гриви и Логан арестовывают подозреваемого в убийстве, но когда дело доходит до суда, защита пытается подмочить репутацию потерпевшей.                                        |                                                                            |                  |                                                    |                  |  |
| |                                                                            |                  |                                                    |                  |  |
| 1.05 | „Счастливое будущее“ (англ. Happily Ever After)                            | Верн Гиллум      | Дик Вульф и Дэвид Блэк                             | 23 октября 1990  |  |
| В своем гараже застрелен и ограблен миллионер, а также ранена его жена. Макс Гриви и Майк Логан подозревают что убийство было совершено по найму, а ограбление было инсценировано с целью сокрытия реального мотива убийства.                                                              |                                                                            |                  |                                                    |                  |  |
| |                                                                            |                  |                                                    |                  |  |
| 1.06 | „Всеми любимый лоточник“ (англ. Everybody's Favorite Bagman)               | Джон Паттерсон   | Дик Вульф                                          | 30 октября 1990  |  |
| Макс Гриви и Майк Логан расследуют ограбление и убийство члена городского совета. Бандит, которого они арестовывают, рассказывает о связи городских властей что с преступностью. Дело осложняется тем, что в нём замешан близкий для Пола Робинетта человека.                              |                                                                            |                  |                                                    |                  |  |
| |                                                                            |                  |                                                    |                  |  |
| 1.07 | „Проститутки и ложь“ (англ. By Hooker, By Crook)                           | Мартин Дэвидсон  | Дэвид Блэк                                         | 13 ноября 1990   |  |
| Майк Логан и Макс Гриви занимаются расследованиям дела человека, найденного без сознания в Центральном Парке. Они раскрывают первоклассную операцию девушки по вызову, которой управляет образованный светский человек.                                                                    |                                                                            |                  |                                                    |                  |  |
| |                                                                            |                  |                                                    |                  |  |
| 1.08 | „Ядовитый плющ“ (англ. Poison Ivy)                                         | Эгберт Швакхамер | Джейкоб Брекман и Джек Ричардсон                   | 20 ноября 1990   |  |
| Убийство чернокожего студента белым полицейским вызывает расовые напряжённые отношения. Полицейский утверждает, что стрелял он после того, как убитый нацелил на него оружие. |                                                                            |                  |                                                    |                  |  |
| |                                                                            |                  |                                                    |                  |  |
| 1.09 | „Безразличие“ (англ. Indifference)                                         | Джеймс Куинн     | Роберт Палм                                        | 27 октября 1990  |  |
| Во время расследования смерти маленькой девочки Макс Гриви и Майк Логан раскрывают большое число семейных тайн. |                                                                            |                  |                                                    |                  |  |
| |                                                                            |                  |                                                    |                  |  |
| 1.10 | „Пленник любви“ (англ. Prisoner of Love)                                   | Майкл Фреско     | Роберт Стюарт Натан и Дэвид Блэк                   | 4 декабря 1990   |  |
| Детективы расследуют убийство художника, известного садомазохистскими темами. |                                                                            |                  |                                                    |                  |  |
| |                                                                            |                  |                                                    |                  |  |
| 1.11 | „Из полутьмы“ (англ. Out of the Half-Light)                                | Эгберт Швакхамер | Майкл Дуган                                        | 11 декабря 1990  |  |
| Максу Гриви и Майку Логану при расследовании изнасилования чернокожего подростка препятствует чернокожий политик, не дающий детективам доступ к жертве. |                                                                            |                  |                                                    |                  |  |
| |                                                                            |                  |                                                    |                  |  |
| 1.12 | „Выбор жизни“ (англ. Life Choice)                                          | Аарон Липстэдт   | Дик Вульф, Дэвид Блэк и Роберт Стюарт Натан        | 8 января 1991    |  |
| Бенджамин Стоун оказывается под давлением общественности, когда готовится обвинить в суде человека, обвиняемого во взрыве клиники абортов. |                                                                            |                  |                                                    |                  |  |
| |                                                                            |                  |                                                    |                  |  |
| 1.13 | „Смерть в семье“ (англ. A Death in the Family)                             | Гвен Арнер       | Дэвид Блэк и Джо Виола                             | 15 января 1991   |  |
| Детективы начинают розыск человека, подозреваемого в убийстве полицейского. |                                                                            |                  |                                                    |                  |  |
| |                                                                            |                  |                                                    |                  |  |
| 1.14 | „Насилие лета“ (англ. The Violence of Summer)                              | Дон Скардино     | Майкл Дугган                                       | 5 февраля 1991   |  |
| Макс Гриви и Майк Логан пытаются найти больше доказательств против трёх парней, обвиняемых в изнасиловании телерепортера. |                                                                            |                  |                                                    |                  |  |
| |                                                                            |                  |                                                    |                  |  |
| 1.15 | „Потоки жадности (1)“ (англ. The Torrents of Greed (1))                    | Эгберт Швакхамер | Майкл Чернушин и Майкл Дугган                      | 12 февраля 1991  |  |
| Нападение на владельца кондитерской фабрики вынуждает Бенджамина Стоуна и Пола Робинетта возбудить дело против крупной мафиозной банды. |                                                                            |                  |                                                    |                  |  |
| |                                                                            |                  |                                                    |                  |  |
| 1.16 | „Потоки жадности (2)“ (англ. The Torrents of Greed (2))                    | Эгберт Швакхамер | Майкл Чернушин и Майкл Дугган                      | 19 февраля 1991  |  |
| Бенджамин Стоун пытается спасти разваливающееся судебное преследование, когда один из мафиози предлагает сделку. |                                                                            |                  |                                                    |                  |  |
| |                                                                            |                  |                                                    |                  |  |
| 1.17 | „Грибы“ (англ. Mushrooms)                                                  | Дэниел Сакхайм   | Роберт Палм                                        | 26 февраля 1991  |  |
| Случайное убийство двух детей 14-летним мальчиком выводит детективов к торговцу наркотиками и агенту по операциям с недвижимостью. |                                                                            |                  |                                                    |                  |  |
| |                                                                            |                  |                                                    |                  |  |
| 1.18 | „Секретные акционеры“ (англ. The Secret Sharers)                           | Эгберт Швакхамер | Роберт Стюарт Натан                                | 12 марта 1991    |  |
| Бенджамин Стоун сталкивается с умелым адвокатом и негодующей общественностью, когда хочет обвинить в суде молодого человека, подозреваемого в убийстве торговца наркотиками. |                                                                            |                  |                                                    |                  |  |
| |                                                                            |                  |                                                    |                  |  |
| 1.19 | „Зуб змеи“ (англ. The Serpent's Tooth)                                     | Дон Скардино     | Роберт Стюарт Натан, Рене Балсер и Джошуа Штерн    | 19 марта 1991    |  |
| Детективы подозревают двух братьев в убийстве богатых родителей. |                                                                            |                  |                                                    |                  |  |
| |                                                                            |                  |                                                    |                  |  |
| 1.20 | „Проблемы“ (англ. The Troubles)                                            | Джон Витезелл    | Дик Вульф и Роберт Палм                            | 26 марта 1991    |  |
| Майк Логан вынужден забыть о своих принципах. Он подозревает, что ливанский контрабандист и ирландский террорист убили торговца наркотиками. |                                                                            |                  |                                                    |                  |  |
| |                                                                            |                  |                                                    |                  |  |
| 1.21 | „Соната для органа соло“ (англ. Sonata For a Solo Organ)                   | Фред Джерберлл   | Майкл Чернушин, Джо Моргенштерн и Майкл Дугган     | 2 апреля 1991    |  |
| Стоун и Робинетт преследуют по суду хирурга и богатого отца больного, решивших незаконно получить почку. |                                                                            |                  |                                                    |                  |  |
| |                                                                            |                  |                                                    |                  |  |
| 1.22 | „Синяя стена“ (англ. The Blue Wall)                                        | Верн Гиллум      | Дик Вульф и Роберт Стюарт Натан                    | 9 июня 1991      |  |
| Начальник отдела Дональд Крейген подозревается в уничтожении материалов дела. Детективы и прокуроры начинают сотрудничать друг с другом для того, чтобы снять с него подозрения. |                                                                            |                  |                                                    |                  |  |
| |                                                                            |                  |                                                    |                  |  |

### Второй сезон (1991—1992)
| Номер | Название                                                | Режиссёр         | Сценаристы                                         | Дата премьеры    |
| --- | ------------------------------------------------------- | ---------------- | -------------------------------------------------- | ---------------- |
| 2.01 (23) | „Признание“ (англ. Confession)                          | Фред Джербер     | Майкл Дугган и Роберт Палм                         | 17 сентября 1991 |
| Логан получает нового напарника и действует на грани закона и преступления, чтобы добиться признания от человека, который подозревается в убийстве Макса Гриви. Стоун опасается, что дело может развалиться из-за незаконных действий Логана.                            |                                                         |                  |                                                    |                  |
| |                                                         |                  |                                                    |                  |
| 2.02 (24) | „Заработная плата любви“ (англ. The Wages of Love)      | Эд Шерин         | Эд Цукерман и Роберт Стюарт Нейтан                 | 24 сентября 1991 |
| Сиретта и Логан расследуют убийство женатого мужчины и его молодой любовницы. |                                                         |                  |                                                    |                  |
| |                                                         |                  |                                                    |                  |
| 2.03 (25) | „Ария“ (англ. Aria)                                     | Дон Скардино     | Кристин Рум и Майкл С. Чернушин                    | 1 октября 1991   |
| Молодая актриса найдена мертвой. Диагноз — передозировка наркотиков при подозрительных обстоятельствах. Расследование приводит Сиретту и Логана к очень агрессивной матери актрисы. В деле появляется режиссёр порнографического кино.                                   |                                                         |                  |                                                    |                  |
| |                                                         |                  |                                                    |                  |
| 2.04 (26) | „Убежище“ (англ. Asylum)                                | Кристофер Табори | Кэти Маккормик и Роберт Палм                       | 8 октября 1991   |
| Убийство человека перед передвижным буфетом приводит Серетту и Логана к бездомному бродяге. Однако обвинение может рухнуть из-за отсутствия ордера на обыск. |                                                         |                  |                                                    |                  |
| |                                                         |                  |                                                    |                  |
| 2.05 (27) | „Бог благословляет ребёнка“ (англ. God Bless the Child) | Эгберт Швакхамер | Дэвид Блэк, Роберт Стюарт Нейтан                   | 22 октября 1991  |
| Супружеская пара предстает перед судом после того, когда, основываясь на религиозных верованиях, они отказывают своей дочери в медицинской помощи. Дело принимает более серьёзный поворот, когда детективы узнают, что другой ребёнок умер при подобных обстоятельствах. |                                                         |                  |                                                    |                  |
| |                                                         |                  |                                                    |                  |
| 2.06 (28) | „Неправильное представление“ (англ. Misconception)      | Дэниел Сакхайм   | Майкл С. Чернушин, Майкл Дугган                    | 29 октября 1991  |
| Серетта и Логан занимаются расследованием ограбления, сопряжённым с изнасилованием беременной секретарши. |                                                         |                  |                                                    |                  |
| |                                                         |                  |                                                    |                  |
| 2.07 (29) | „В память“ (англ. In Memory Of)                         | Эд Шерин         | Дэвид Блэк, Роберт Стюарт Нейтан, Шиван Бирн       | 5 ноября 1991    |
| Серетта и Логан исследуют останки мальчика, исчезнувшего 31 год назад. |                                                         |                  |                                                    |                  |
| |                                                         |                  |                                                    |                  |
| 2.08 (30) | „Неконтролируемый“ (англ. Out of Control)               | Джон Витезелл    | Джек Ричардсон, Дэвид Блэк, Роберт Стюарт Нейтан   | 12 ноября 1991   |
| Серетта и Логан исследуют избиение студента колледжа группой молодых людей во время Хэллоуина. Но показания жертвы не поддерживаются никакими свидетельствами. |                                                         |                  |                                                    |                  |
| |                                                         |                  |                                                    |                  |
| 2.09 (31) | „Отказ“ (англ. Renunciation)                            | Гвен Арнер       | Майкл С. Чернушин                                  | 19 ноября 1991   |
| Серетта и Логан расследуют убийство мужа школьной учительницы. Они подозревают, что потерпевшая крутит роман с одним из своих учеников. |                                                         |                  |                                                    |                  |
| |                                                         |                  |                                                    |                  |
| 2.10 (32) | „Небеса“ (англ. Heaven)                                 | Эд Шерин         | Роберт Палм, Нэнси Миллер                          | 26 ноября 1991   |
| Детективы расследуют обстоятельства перестрелки в незаконном социальном клубе, в результате которой погибло 53 человека. Расследование выводит детективов к незаконным иммигрантам, продаже зелёных карт и поджогу.                                                      |                                                         |                  |                                                    |                  |
| |                                                         |                  |                                                    |                  |
| 2.11 (33) | „Его час на сцене“ (англ. His Hour Upon the Stage)      | Стив Коэн        | Роберт Стюарт Нейтан, Джайлс Блант                 | 10 декабря 1991  |
| Серетта и Логан занимаются расследованием дела о найденном в мусорном контейнере замороженном трупе. |                                                         |                  |                                                    |                  |
| |                                                         |                  |                                                    |                  |
| 2.12 (34) | „Звездный хлам“ (англ. Star Struck)                     | Эд Шерин         | Дэвид Блэк, Салли Немет, Роберт Нейтан, Алан Гелб  | 7 января 1992    |
| Серетта и Логан расследуют убийство актрисы мыльной оперы. По подозрению в убийстве они арестовывают одержимого поклонника актрисы. |                                                         |                  |                                                    |                  |
| |                                                         |                  |                                                    |                  |
| 2.13 (35) | „Разрыв“ (англ. Severance)                              | Джеймс Фревли    | Майкл С. Чернушин, Уильям Н. Фордс, Майкл Дугган   | 14 января 1992   |
| Детективы расследуют сразу три убийства, которые, кажется, совершены одним наемным убийцей. Стоун противостоит старому конкуренту в суде. |                                                         |                  |                                                    |                  |
| |                                                         |                  |                                                    |                  |
| 2.14 (36) | „Кровь толстых“ (англ. Blood is Thicker...)             | Питер Левин      | Эд Цукерман, Роберт Нейтан                         | 4 февраля 1992   |
| Детективы расследуют ограбление, которое закончилось смертью богатой женщины. Единственной зацепкой для детективов становится серебряная булавка, которая, возможно, принадлежит жертве.                                                                                 |                                                         |                  |                                                    |                  |
| |                                                         |                  |                                                    |                  |
| 2.15 (37) | „Доверие“ (англ. Trust)                                 | Дэниел Сакхайм   | Майкл Дугган, Рене Балсер                          | 11 февраля 1992  |
| Подростка обвиняют в убийстве своего приятеля. Стоун опасается, что подозреваемому может сойти с рук убийство. |                                                         |                  |                                                    |                  |
| |                                                         |                  |                                                    |                  |
| 2.16 (38) | „Месть“ (англ. Vengeance)                               | Дэниел Сакхайм   | Майкл С. Чернушин, Питер С. Греенберг, Рене Балсер | 18 февраля 1992  |
| Серетта и Логан расследуют убийство молодой женщины. Семья убитой требует у Стоуна выдать убийцу в их руки. |                                                         |                  |                                                    |                  |
| |                                                         |                  |                                                    |                  |
| 2.17 (39) | „Сестры милосердия“ (англ. Sisters of Mercy)            | Фред Джербер     | Роберт Палм, Рене Балсер                           | 3 марта 1992     |
| Детективы расследуют дело о сексуальном домогательстве. В деле появляются данные на монахиню, отвечающую за приют для молодых подростков. |                                                         |                  |                                                    |                  |
| |                                                         |                  |                                                    |                  |
| 2.18 (40) | „Колыбель к могиле“ (англ. Cradle to Grave)             | Джеймс Фроли     | Салли Немет, Роберт Нейтан                         | 31 марта 1992    |
| Детективы расследуют дело о трупе младенца. |                                                         |                  |                                                    |                  |
| |                                                         |                  |                                                    |                  |
| 2.19 (41) | „Плодородные области“ (англ. The Fertile Fields)        | Эд Шерин         | Майкл С. Чернушин, Рене Балсер                     | 7 апреля 1992    |
| Детективы расследуют убийство ювелира, еврея по национальности. С первого взгляда, это убийство на почве расовой ненависти. Однако расследование приводит детективов к брату жертвы и его бизнесу.                                                                       |                                                         |                  |                                                    |                  |
| |                                                         |                  |                                                    |                  |
| 2.20 (42) | „Нетерпимости“ (англ. Intolerance)                      | Стив Робман      | Роберт Нейтан, Салли Немет                         | 14 апреля 1992   |
| Серетта и Логан расследуют убийство студента, китайца по национальности. Расследование приводит детективов к его приемной матери и сводному брату. |                                                         |                  |                                                    |                  |
| |                                                         |                  |                                                    |                  |
| 2.21 (43) | „Тишина“ (англ. Silence)                                | Эд Шерин         | Майкл С. Чернушин, Майкл Дугган, Рене Балсер       | 28 апреля 1992   |
| Детективы расследуют убийство сына политического деятеля. Покойный был гомосексуалистом, и детективам чинятся препятствия, чтобы не обнародовать данные о сексуальной ориентации жертвы.                                                                                 |                                                         |                  |                                                    |                  |
| |                                                         |                  |                                                    |                  |
| 2.22 (44) | „Жесткая работа“ (англ. The Working Stiff)              | Дэниел Сакхайм   | Роберт Палм, Уильям Н. Фордс                       | 14 мая 1992      |
| Серетта и Логан расследуют убийство рабочего с Уолл Стрит. В расследование привлекаются прежний губернатор города и старый друг одного из прокуроров. |                                                         |                  |                                                    |                  |
| |                                                         |                  |                                                    |                  |

### Третий сезон (1992—1993)
| Номер | Название                                            | Режиссёр          | Сценаристы                                                     | Дата премьеры    |
| --- | --------------------------------------------------- | ----------------- | -------------------------------------------------------------- | ---------------- |
| 3.01 (45) | «Толстокожий» (англ. Skin Deep)                     | Дэниел Сакхайм    | Роберт Нейтан, Гордон Райфилд                                  | 23 сентября 1992 |
| Детективы расследуют убийство фотографа. Они подозревают, что преступление совершили его модели. |                                                     |                   |                                                                |                  |
| |                                                     |                   |                                                                |                  |
| 3.02 (46) | «Заговор» (англ. Conspiracy)                        | Эд Шерин          | Майкл С. Чернушин, Рене Балсер                                 | 30 сентября 1992 |
| Серетта и Логан расследуют убийство афро-американского лидера. Они арестовывают человека, у бывшей жены которого были дела с жертвой. |                                                     |                   |                                                                |                  |
| |                                                     |                   |                                                                |                  |
| 3.03 (47) | «Прощение» (англ. Forgiveness)                      | Билл Д’Элия       | Эд Цукерман, Роберт Нейтан                                     | 7 октября 1992   |
| Студент колледжа из мексиканской семьи убил свою богатую невесту, с которой вместе учился. Причиной стало то, что она прекратила с ним отношения. Но адвокат давит на присяжных и Стоуна, требуя мягкий приговор из-за тяжелого положения клиента.            |                                                     |                   |                                                                |                  |
| |                                                     |                   |                                                                |                  |
| 3.04 (48) | «Корпоративная завеса» (англ. The Corporate Veil)   | Дон Скардино      | Джо Моргенштерн, Майкл С. Чернушин                             | 14 октября 1992  |
| Подросток умирает из-за дефектного продукта. Детективы вскоре обнаруживают, что он не единственный, кто умер от продуктов, произведенных этой же компанией.                                                                                                   |                                                     |                   |                                                                |                  |
| |                                                     |                   |                                                                |                  |
| 3.05 (49) | «Преданное счастье» (англ. Wedded Bliss)            | Верн Гиллум       | Роберт Нейтан, Эдвард Померанц                                 | 21 октября 1992  |
| Найдены два трупа в наручниках. Жертвы идентифицированы как мексиканские иммигранты, и расследование показывает, что они, возможно, были рабами в подпольном предприятии.                                                                                     |                                                     |                   |                                                                |                  |
| |                                                     |                   |                                                                |                  |
| 3.06 (50) | «Беспомощный» (англ. Helpless)                      | Джеймс Фрейли     | Майкл С. Чернушин, Кристин Роум                                | 4 ноября 1992    |
| Доктор Оливет обращается в полицию, обвиняя уважаемого гинеколога в насилии. Дело в суде приобретает неожиданные обороты. |                                                     |                   |                                                                |                  |
| |                                                     |                   |                                                                |                  |
| 3.07 (51) | «Самооборона» (англ. Self Defense)                  | Эд Шерин          | Хелл Повелл, Рене Балсер                                       | 11 ноября 1992   |
| Греческий иммигрант, владелец ювелирного магазина при самообороне убивает двух грабителей. Однако детективы приходят к выводу, что самооборона быстро превратилась в месть.                                                                                   |                                                     |                   |                                                                |                  |
| |                                                     |                   |                                                                |                  |
| 3.08 (52) | «Принц Тьмы» (англ. Prince of Darkness)             | Гилберт М. Шилтон | Роберт Нейтан, Уильям Н. Фордс                                 | 18 ноября 1992   |
| Торговец наркотиками, колумбиец по национальности обвиняется в убийстве колумбийской пары в ресторане. Серетту ранит торговец оружием, который выступает в суде в качестве свидетеля.                                                                         |                                                     |                   |                                                                |                  |
| |                                                     |                   |                                                                |                  |
| 3.09 (53) | «Точка зрения» (англ. Point of View)                | Гилберт Мозес     | Велон Грин, Рене Балсер                                        | 25 ноября 1992   |
| Детектив Логан получает нового напарника — детектива Бриско. Они расследуют убийство. Свидетели утверждают, что это была самооборона. Этот случай дает возможность Стоуну помериться силами со старым другом из юридической школы.                            |                                                     |                   |                                                                |                  |
| |                                                     |                   |                                                                |                  |
| 3.10 (54) | «Консультация» (англ. Consultation)                 | Джеймс Хауман     | Мэтт Кейне, Джо Рейнкемейер                                    | 9 декабря 1992   |
| Детективы расследуют смерть нигерийской женщины, которая умерла, провозя героин в желудке. |                                                     |                   |                                                                |                  |
| |                                                     |                   |                                                                |                  |
| 3.11 (55) | «Большая семья» (англ. Extended Family)             | Чарли Коррелл     | Венделл Раулс, Роберт Нейтан                                   | 6 января 1993    |
| Дочь бродвейского производителя похищена посреди дня из универмага. Позже детективы находят пропавшую и её мать в женском общежитии. Мать утверждает, что дочь была изнасилована отцом, однако показния самой дочери очень непоследовательны.                 |                                                     |                   |                                                                |                  |
| |                                                     |                   |                                                                |                  |
| 3.12 (56) | «Право советоваться» (англ. Right to Counsel)       | Джеймс Фрейли     | Майкл С. Чернушин, Барри М. Школьник                           | 13 января 1993   |
| Невиновный мужчина признавается в убийстве подруги. Помощник прокурора подозревает, что защита тайно замыслила незаконную сделку, чтобы получить финансы убитой.                                                                                              |                                                     |                   |                                                                |                  |
| |                                                     |                   |                                                                |                  |
| 3.13 (57) | «Ночь и туман» (англ. Night and Fog)                | Эд Шерин          | Майкл С. Чернушин, Рене Балсер                                 | 3 февраля 1993   |
| Пожилой человек обвиняется в том, что помог жене совершить самоубийство. Но Стоун перестает верить обвиняемому, когда узнает, что тот во время Второй мировой войны сотрудничал с нацистами.                                                                  |                                                     |                   |                                                                |                  |
| |                                                     |                   |                                                                |                  |
| 3.14 (58) | «Сдержать обещание» (англ. Promises to Keep)        | Эд Шерин          | Дуглас Старк, Роберт Нейтан, Джошуа Стерн, Уильям Н. Фордс     | 10 февраля 1993  |
| Детективы Бриско и Логан расследуют убийство молодой женщины, работавшей доктором. Расследование выводит детективов на необычные отношения между женихом погибшей с собственным психиатром.                                                                   |                                                     |                   |                                                                |                  |
| |                                                     |                   |                                                                |                  |
| 3.15 (59) | «Материнская любовь» (англ. Mother Love)            | Дэниел Сакхайм    | Роберт Нейтан, Велон Грин                                      | 24 февраля 1993  |
| Мать признавается в убийстве дочери. Убитая была наркоманкой и тратила все деньги семьи. Стоун и сотрудники пытаются уговорить прокуратуру смягчить приговор, однако Робинет непреклонен.                                                                     |                                                     |                   |                                                                |                  |
| |                                                     |                   |                                                                |                  |
| 3.16 (60) | «Юрисдикция» (англ. Jurisdiction)                   | Брюс Сет Грин     | Велон Грин, Рене Балсер                                        | 3 марта 1993     |
| С помощью детектива из Бруклина, Бриско и Логан получают признание от умственно отсталого человека в убийстве двух медсестер. Дальнейшее расследование показывает, что он может быть невиновным. Но подозреваемый настаивает на том, что убийство совершил он |                                                     |                   |                                                                |                  |
| |                                                     |                   |                                                                |                  |
| 3.17 (61) | «Неподходящее поведение» (англ. Conduct Unbecoming) | Артур В. Форней   | Майкл С. Чернушин, Велон Грин, Питер С. Греенберг, Рене Балсер | 8 марта 1993     |
| .Детективы расследуют убийство женщины, служащей военно-морской службы. Она была убита во время пьяной потасовки. |                                                     |                   |                                                                |                  |
| |                                                     |                   |                                                                |                  |
| 3.18 (62) | «Животный инстинкт» (англ. Animal Instinct)         | Эд Шерин          | Майкл С. Чернушин, Сибил Гарднер                               | 17 марта 1993    |
| Убийство известного генетика приводит Бриско и Логана к группе «зелёных». |                                                     |                   |                                                                |                  |
| |                                                     |                   |                                                                |                  |
| 3.19 (63) | «Вирус» (англ. Virus)                               | Стив Робман       | Майкл С. Чернушин, Рене Балсер                                 | 21 апреля 1993   |
| Компьютерный вирус создает сбой в клинике для больных сахарным диабетом. Сбой приводит к двум смертельным случаям. Детективы выходят на хакера-подростка, чей отец обвинял клинику в злоупотреблении служебным положением.                                    |                                                     |                   |                                                                |                  |
| |                                                     |                   |                                                                |                  |
| 3.20 (64) | «Охранка» (англ. Securitate)                        | Джеймс Хейман     | Мэтт Кейне, Джо Рейнкемейер                                    | 5 мая 1993       |
| Детективы расследуют два убийства. Бывший начальник румынской тайной полиции убивает собственного брата. После этого его убивает собственный сын. |                                                     |                   |                                                                |                  |
| |                                                     |                   |                                                                |                  |
| 3.21 (65) | «Мужественность» (англ. Manhood)                    | Эд Шерин          | Роберт Нейтан, Велон Грин                                      | 12 мая 1993      |
| Полицейский убит при попытке арестовать уличных торговцев наркотиками. Детективы узнают, что некоторые из его товарищей в это время стояли в стороне и позволили ему умереть.                                                                                 |                                                     |                   |                                                                |                  |
| |                                                     |                   |                                                                |                  |
| 3.22 (66) | «Благосклонность» (англ. Benevolence)               | Эд Шерин          | Дуг Палай, Рене Балсер                                         | 19 мая 1993      |
| Бриско и Логан расследуют смерть глухонемой женщины. |                                                     |                   |                                                                |                  |
| |                                                     |                   |                                                                |                  |

### Четвёртый сезон (1993—1994)
| Номер | Название                                                 | Режиссёр          | Сценаристы                                     | Дата премьеры    |
| --- | -------------------------------------------------------- | ----------------- | ---------------------------------------------- | ---------------- |
| 4.01 (67) | „Зачистка“ (англ. Sweeps)                                | Джеймс Фрейли     | Крейг Макнир, Роберт Нейтан                    | 15 сентября 1993 |
| Детективы Бриско и Логан расследуют убийство осужденного растлителя малолетних, застреленного отцом жертвы в скандальном ток-шоу |                                                          |                   |                                                |                  |
| |                                                          |                   |                                                |                  |
| 4.02 (68) | „Волонтеры“ (англ. Volunteers)                           | Джеймс Куинн      | Рене Балсер                                    | 29 сентября 1993 |
| Бриско и Логан расследуют жестокое нападение на бездомного человека в районе домов среднего класса. Стоуну приходится преследовать по суду одного из жителей района.                                                                                                 |                                                          |                   |                                                |                  |
| |                                                          |                   |                                                |                  |
| 4.03 (69) | „Разногласие“ (англ. Discord)                            | Эд Шерин          | Майкл С. Чернушин                              | 6 октября 1993   |
| Детективы Бриско и Логан получают заявление об изнасиловании от студентки колледжа известным рок-музыкантом. В ходе расследования детективы узнают, что музыкант не настолько хорош, как он показывает себя Америке.                                                 |                                                          |                   |                                                |                  |
| |                                                          |                   |                                                |                  |
| 4.04 (70) | „Профиль“ (англ. Profile)                                | Е. В. Швакхамер   | Гордон Райфилд, Эд Цукерман                    | 13 октября 1993  |
| В городе происходит несколько убийств серийного характера. Детективам Бриско и Логану остается очень мало времени, чтобы предотвратить очередное убийство. - Эпизод получил премию „Эмми“.                                                                           |                                                          |                   |                                                |                  |
| |                                                          |                   |                                                |                  |
| 4.05 (71) | „Черный галстук“ (англ. Black Tie)                       | Энтони В.Форней   | Майкл С. Чернушин, Уэлон Грин                  | 20 октября 1993  |
| Миллионер Джонатан Киес найден мертвым в своем доме. Полицейские получают анонимное сообщение о его убийстве. Логан и Бриско при расследовании сталкиваются с трудностями, когда вдова и её поверенный не разрешают провести вскрытие трупа.                         |                                                          |                   |                                                |                  |
| |                                                          |                   |                                                |                  |
| 4.06 (72) | „Гордость и радость“ (англ. Pride and Joy)               | Гилберт М. Шилтон | Эдвард Померанц, Роберт Нейтан                 | 27 октября 1993  |
| Детективы расследуют смерть отца одаренного студента. |                                                          |                   |                                                |                  |
| |                                                          |                   |                                                |                  |
| 4.07 (73) | „Апокриф“ (англ. Apocrypha)                              | Габриэль Беамонт  | Майкл С. Чернушин                              | 3 ноября 1993    |
| Детективы расследуют взрыв в подземном гараже банка на Уолл-Стрит, в результате которого погиб один человек. |                                                          |                   |                                                |                  |
| |                                                          |                   |                                                |                  |
| 4.08 (74) | „Американская мечта“ (англ. American Dream)              | Константин Макрис | Сибил Гарднер                                  | 9 ноября 1993    |
| Детективы расследуют убийство человека, чей разложившийся труп нашли на строительной площадке. |                                                          |                   |                                                |                  |
| |                                                          |                   |                                                |                  |
| 4.09 (75) | „Плохое наследство“ (англ. Born Bad)                     | Фред Гербер       | Майкл С. Чернушин                              | 16 ноября 1993   |
| Детективы арестовывают 14-летнего мальчика по обвинению в убийстве друга. Но адвокат в суде утверждает, что обвиняемого надо оправдать, потому что мальчик имеет дополнительную Y-хромосому, благодаря которой генетически предрасположен к преступной деятельности. |                                                          |                   |                                                |                  |
| |                                                          |                   |                                                |                  |
| 4.10 (76) | „Преследование счастья“ (англ. The Pursuit of Happiness) | Денн Форек        | Морган Джендел, Роберт Нейтан                  | 1 декабря 1993   |
| Детективы расследуют убийство владельца успешной мясной компании и подозревают его русскую невесту. В суде адвокаты пытаются дискредитировать свидетелей. |                                                          |                   |                                                |                  |
| |                                                          |                   |                                                |                  |
| 4.11 (77) | „Золотые годы“ (англ. Golden Years)                      | Хилейн Хид        | Дуг Палау, Эд Цукерман                         | 5 января 1994    |
| Детективы обвиняют внучку в том, что она заморила бабушку голодом до смерти, но та утверждает, что так предписывал доктор. |                                                          |                   |                                                |                  |
| |                                                          |                   |                                                |                  |
| 4.12 (78) | „Схваченный“ (англ. Snatched)                            | Константин Макрис | Уэлон Грин, Рене Балсер                        | 12 января 1994   |
| Детективы подозревают сына богатого бизнесмена, он обвинен в симуляции собственного похищения, чтобы получить выкуп в пять миллионов долларов. |                                                          |                   |                                                |                  |
| |                                                          |                   |                                                |                  |
| 4.13 (79) | „Заводчик“ (англ. Breeder)                               | Артур В. Форней   | Майкл Чернушин, Рене Балсер                    | 19 января 1994   |
| Детективы сталкиваются с необычным делом. В больницу попадает истекающая кровью женщина, которая утверждает, что последнее, что она помнит, как ехала в такси, пытаясь родить ребёнка.                                                                               |                                                          |                   |                                                |                  |
| |                                                          |                   |                                                |                  |
| 4.14 (80) | „Осуждение“ (англ. Censure)                              | Эд Шерин          | Уильям Н. Фордс                                | 2 февраля 1994   |
| Детективы пытаются найти человека, который шантажирует известного судью. Позже Кинкэйд обвиняется в том, что она сфабриковала обвинения против судьи. |                                                          |                   |                                                |                  |
| |                                                          |                   |                                                |                  |
| 4.15 (81) | „Дети“ (англ. Kids)                                      | Дон Скардино      | Майкл Харберт, Роберт Нейтан                   | 9 февраля 1994   |
| Детективы расследуют убийство 14-летнего мальчика, которого застрелили из движущегося автомобиля. Детективы вместе с Ван Буреном арестовывают сына бывшего полицейского.                                                                                             |                                                          |                   |                                                |                  |
| |                                                          |                   |                                                |                  |
| 4.16 (82) | „Большой взрыв“ (англ. Big Bang)                         | Дэнн Флорек       | Эд Цукерман                                    | 2 марта 1994     |
| Жене физика-ядерщика присылают бомбу в почтовом ящике, которая взрывается и убивает женщину. Бриско и Логан пытаются найти виновного. |                                                          |                   |                                                |                  |
| |                                                          |                   |                                                |                  |
| 4.17 (83) | „Беспокойный день“ (англ. Мayhem)                        | Джеймс Куинн      | Майкл С. Чернушин, Уэлон Грин, Рене Балсер     | 9 марта 1994     |
| Бриско и Логан расследуют несколько преступлений, которые им приходится раскрыть за 24 часа. |                                                          |                   |                                                |                  |
| |                                                          |                   |                                                |                  |
| 4.18 (84) | „Пари“ (англ. Wager)                                     | Эд Шерин          | Кевин Аркади, Харви Соломон, Майкл С. Чернушин | 30 марта 1994    |
| Бриско и Логан расследуют убийство отца известного бейсболиста. |                                                          |                   |                                                |                  |
| |                                                          |                   |                                                |                  |
| 4.19 (85) | „Убежище“ (англ. Sanctuary)                              | Артур В. Форней   | Майкл С. Чернушин, Уильям Н. Фордс             | 13 апреля 1994   |
| Детективы расследуют автомобильный наезд еврея-водителя на молодых афроамериканцев в Гарлеме. |                                                          |                   |                                                |                  |
| |                                                          |                   |                                                |                  |
| 4.20 (86) | „Питание“ (англ. Nurture)                                | Джейс Александр   | Пэрис Куоллес, Эд Цукерман                     | 4 мая 1994       |
| Стоун выдвигает обвинение против женщины, которая похитила маленькую девочку, над которой издевались в семье. |                                                          |                   |                                                |                  |
| |                                                          |                   |                                                |                  |
| 4.21 (87) | „Двойной“ (англ. Doubles)                                | Эд Шерин          | Майкл С. Чернушин, Рене Балсер                 | 18 мая 1994      |
| Бриско и Логан расследуют нападение на талантливую теннисистку накануне главного турнира. |                                                          |                   |                                                |                  |
| |                                                          |                   |                                                |                  |
| 4.22 (88) | „Старые друзья“ (англ. Old Friends)                      | Джеймс Куинн      | Джошуа Штерн, Роберт Нейтан                    | 25 мая 1994      |
| Детективы расследуют убийство главы компании продуктов детского питания. Расследование приводит их к российской диаспоре. Стоун жестоко ведет себя со свидетелем, в результате чего его вынуждают уйти в отставку.                                                   |                                                          |                   |                                                |                  |
| |                                                          |                   |                                                |                  |

### Пятый сезон (1994—1995)
| Номер | Название                                         | Режиссёр          | Сценаристы                                   | Дата премьеры    |
| --- | ------------------------------------------------ | ----------------- | -------------------------------------------- | ---------------- |
| 5.01 (89) | „Другое мнение“ (англ. Second Opinion)           | Эд Шерин          | Майкл С. Чернушин, Джереми Р. Литтман        | 21 сентября 1994 |
| Детективы расследуют смерть женщины, которая якобы умерла от рака. В это время Кинкейд знакомится с новым начальником, Джеком Маккоем. |                                                  |                   |                                              |                  |
| |                                                  |                   |                                              |                  |
| 5.02 (90) | „Кома“ (англ. Coma)                              | Джейс Александр   | Эд Цукерман                                  | 28 сентября 1994 |
| Детективы подозревают, что владелец комедийного клуба выстрелил в свою жену, в результате чего та оказалась в коме. Но они не могут найти достаточно веского доказательства, чтобы признать его виновным. |                                                  |                   |                                              |                  |
| |                                                  |                   |                                              |                  |
| 5.03 (91) | „Синий бамбук“ (англ. Blue Bamboo)               | Дон Скардино      | Морган Джендел, Халл Пауэл, Рене Балсер      | 5 октября 1994   |
| Детективы расследуют убийство владельца ночного клуба, приехавшего из Японии посетить Нью-Йорк. Детективы арестовывают певицу, которая когда-то работала на покойного. Её адвокат в суде использует новую тактику.                                                                                                 |                                                  |                   |                                              |                  |
| |                                                  |                   |                                              |                  |
| 5.04 (92) | „Семейные ценности“ (англ. Family Values)        | Константин Макрис | Уильям Н. Фордс, Рене Балсер                 | 12 октября 1994  |
| Детективы расследуют смерть богатого издателя. |                                                  |                   |                                              |                  |
| |                                                  |                   |                                              |                  |
| 5.05 (93) | „Белый кролик“ (англ. White Rabbit)              | Стив Робман       | Эд Цукерман, Морган Джендел                  | 19 октября 1994  |
| Детективы узнают, что примерная провинциальная жена и мать оказывается беглой студенткой-радикалом, замешанной в убийстве полицейского 23-летней давности. |                                                  |                   |                                              |                  |
| |                                                  |                   |                                              |                  |
| 5.06 (94) | „Компетентность“ (англ. Competence)              | Фред Гербер       | Маукл С.Чернушин, Марк Б.Перри               | 2 ноября 1994    |
| Лейтенант Анита Ван Бурен убивает невооруженного подростка у торгового автомата. Она утверждает, что пресекла попытку грабежа, и что на свободе гуляет второй вооруженный грабитель. Но ей никто не верит. |                                                  |                   |                                              |                  |
| |                                                  |                   |                                              |                  |
| 5.07 (95) | „Драгоценный“ (англ. Precious)                   | Константин Маркис | И. С. Рапопорт, Рене Балсер                  | 9 ноября 1994    |
| Детективы преследуют супружескую пару после того, как они обнаруживают, что трое их младенцев умерли при таинственных обстоятельствах. |                                                  |                   |                                              |                  |
| |                                                  |                   |                                              |                  |
| 5.08 (96) | „Достоинство“ (англ. Virtue)                     | Марта Митчелл     | Марк Б.Перри, Джереми Р. Литтман             | 23 ноября 1994   |
| Маккой обвиняет члена городского совета в шантаже. |                                                  |                   |                                              |                  |
| |                                                  |                   |                                              |                  |
| 5.09 (97) | „Негодяи“ (англ. Scoundrels)                     | Марк Лауб         | Эд Цукерман, Чарли С.Мэнн                    | 30 ноября 1994   |
| Детективы расследуют убийство адвоката, который незаконно присвоил деньги многих своих клиентов. |                                                  |                   |                                              |                  |
| |                                                  |                   |                                              |                  |
| 5.10 (98) | „Домашний консультант“ (англ. House Counsel)     | Джеймс Куинн      | Майкл С. Чернушин, Барри М. Школьник         | 4 января 1995    |
| В ходе судебного процесса происходит убийство присяжного заседателя. Это приводит к „сражению“ в суде между Маккоем и его давним другом, адвокатом подозреваемого. |                                                  |                   |                                              |                  |
| |                                                  |                   |                                              |                  |
| 5.11 (99) | „Опекун“ (англ. Guardian)                        | Кристофер Мисиано | Уильям Н. Фордс, Рене Балсер                 | 11 января 1995   |
| Финансовый советник вовлечен в смерть от передозировки наркотиков одного из детей его клиента. |                                                  |                   |                                              |                  |
| |                                                  |                   |                                              |                  |
| 5.12 (100) | „Потомство“ (англ. Progeny)                      | Дон Скардино      | Эд Цукерман, Морган Джендел, Марк Б.Перри    | 25 января 1995   |
| Детективы расследуют убийство доктора, делавшего аборты. |                                                  |                   |                                              |                  |
| |                                                  |                   |                                              |                  |
| 5.13 (101) | „Ярость“ (англ. Rage)                            | Артур В. Форней   | Майкл С. Чернушин                            | 1 февраля 1995   |
| Детективы арестовывают брокера с Уолл-Стрит по подозрению в убийстве начальника. Его адвокат использует новую тактику в суде. |                                                  |                   |                                              |                  |
| |                                                  |                   |                                              |                  |
| 5.14 (102) | „Работа“ (англ. Performance)                     | Марта Митчелл     | Рене Балсер, Джереми Р. Литтман, Эд Цукерман | 8 февраля 1995   |
| Детективы исследуют порнофильм, в котором изображалось изнасилование и убийство девушки, похожее на настоящее. Детективы находят девушку, которая оказалась живой. Убийство было инсценировано, но зато изнасилование оказалось настоящим.                                                                         |                                                  |                   |                                              |                  |
| |                                                  |                   |                                              |                  |
| 5.15 (103) | „Семя“ (англ. Seed)                              | Дон Скардино      | Майкл С. Чернушин, Дженис Даймонд            | 15 февраля 1995  |
| Бриско и Логан расследуют смерть женщины. Работа приводит их в клинику с банком спермы, а также к доктору, который нарушает этические правила в работе. Но у детективов нет доказательств против него из-за условий конфиденциальности.                                                                            |                                                  |                   |                                              |                  |
| |                                                  |                   |                                              |                  |
| 5.16 (104) | „Ваннаби“ (англ. Wannabe)                        | Льюис Гулд        | И. С. Рапопорт, Рене Балсер                  | 15 марта 1995    |
| Детективы расследуют убийство директора престижной частной школы, которого застрелили на пороге собственного дома. |                                                  |                   |                                              |                  |
| |                                                  |                   |                                              |                  |
| 5.17 (105) | „Стихийное бедствие“ (англ. Act of God)          | Константин Маркис | Эд Цукерман, Уолтер Далленбах                | 22 марта 1995    |
| Детективы расследуют взрыв на стройке, в результате которого погиб ребёнок. Бриско и Логан подозревают подрядчика стройки. Но после того, как его отправляют в тюрьму, появляется новый подозреваемый. |                                                  |                   |                                              |                  |
| |                                                  |                   |                                              |                  |
| 5.18 (106) | „Привилегорованный“ (англ. Privileged)           | Винсент Мисиано   | Джереми Р. Литтман, Сьюзан О’Мэлли           | 5 апреля 1995    |
| Пьяный мужчина, попавший в автомобильную аварию, возвращается в дом, где раньше жили его родители, и убивает нынешних хозяев. Он думал, что убил родителей, и под гипнозом рассказывает детективам о своем детстве.                                                                                                |                                                  |                   |                                              |                  |
| |                                                  |                   |                                              |                  |
| 5.19 (107) | „Жестокий и необычный“ (англ. Cruel and Unusual) | Мэтью Пенн        | Рене Балсер, Майкл С. Чернушин               | 19 апреля 1995   |
| Детективы расследуют смерть молодого парня, страдающего аутизмом, в камере предварительного следствия. Следствие приводит детективов в лечебницу, где используются необычные и, возможно, незаконные методы лечения.                                                                                               |                                                  |                   |                                              |                  |
| |                                                  |                   |                                              |                  |
| 5.20 (108) | „Плохая вера“ (англ. Bad Faith)                  | Дэнн Флорек       | Рене Балсер                                  | 26 апреля 1995   |
| Логан переживает дурные воспоминания детства, когда его друг найден мертвым. На первый взгляд, это — самоубийство. При расследовании детективы пересекаются с бывшем священнослужителем, в прошлом у которого были проблемы с законом на почве педофилии. Есть предположение, что он изнасиловал Логана в детстве. |                                                  |                   |                                              |                  |
| |                                                  |                   |                                              |                  |
| 5.21 (109) | „Пурпурное сердце“ (англ. Purple Heart)          | Артур В. Форней   | Морган Джендел, Уильям Н. Фордс              | 3 мая 1995       |
| Детективы расследуют убийство таксиста. Вскоре подозреваемый в убийстве тоже найден мертвым. |                                                  |                   |                                              |                  |
| |                                                  |                   |                                              |                  |
| 5.22 (110) | „Выключатель“ (англ. Switch)                     | Кристофер Мисиано | Джереми Р. Литтман, Сибил Гарднер            | 17 мая 1995      |
| Детективы обвиняют бизнесмена в убийстве психиатра, который работал с его разносторонне развитой дочерью. |                                                  |                   |                                              |                  |
| |                                                  |                   |                                              |                  |
| 5.23 (111) | „Гордость“ (англ. Pride)                         | Эд Шерин          | Эд Цукерман, Джин Ричингс                    | 24 мая 1995      |
| Детективы расследуют убийство члена городского совета. Логан понижен в должности и переведен на Стэйтан Айленд, после того, как ударил члена совета у здания суда. |                                                  |                   |                                              |                  |
| |                                                  |                   |                                              |                  |

### Шестой сезон (1995—1996)
| Номер | Название                                         | Режиссёр          | Сценаристы                                           | Дата премьеры    |
| --- | ------------------------------------------------ | ----------------- | ---------------------------------------------------- | ---------------- |
| 6.01 (112) | „Горький плод“ (англ. Bitter Fruit)              | Константин Макрис | Джереми Р. Литтман, Рене Балсер                      | 20 сентября 1995 |
| Бриско и его новый партнер Рейнальдо Кертис расследуют убийство маленькой девочки, которая исчезла между школой и уроком музыки. |                                                  |                   |                                                      |                  |
| |                                                  |                   |                                                      |                  |
| 6.02 (113) | „Бунтари“ (англ. Rebels)                         | Эд Шерин          | Эд Цукерман, Сьюзан О’Мэлли                          | 27 сентября 1995 |
| Бриско и Кертис расследуют убийство студента колледжа в баре. |                                                  |                   |                                                      |                  |
| |                                                  |                   |                                                      |                  |
| 6.03 (114) | „Дикость“ (англ. Savages)                        | Джейс Александр   | Майкл С. Чернушин, Барри М. Школьник, Морган Джендел | 18 октября 1995  |
| Маккой и Кинкейд ссорятся из-за смертной казни. Маккой преследует по суду человека, который убил полицейского во время наркооблавы. |                                                  |                   |                                                      |                  |
| |                                                  |                   |                                                      |                  |
| 6.04 (115) | „Уголовная ответственность“ (англ. Jeopardy)     | Кристофер Мисиано | Джереми Р. Литтман, Рене Балсер                      | 1 ноября 1995    |
| Детективы расследуют тройное убийство в издательстве журнала. |                                                  |                   |                                                      |                  |
| |                                                  |                   |                                                      |                  |
| 6.05 (116) | „По горячим следам“ (англ. Hot Pursuit)          | Льюис Гулд        | Эд Цукерман, Морган Джендел                          | 8 ноября 1995    |
| Детективы арестовывают нескольких человек по подозрению в убийстве и ограблении. Маккой должен определить, является ли молодая женщина, найденная с ними, заложницей или активным участником преступлений. |                                                  |                   |                                                      |                  |
| |                                                  |                   |                                                      |                  |
| 6.06 (117) | „Паранойя“ (англ. Paranoia)                      | Фред Гербер       | Майкл С. Чернушин                                    | 15 ноября 1995   |
| Детективы расследуют убийство студентки. В убийстве они подозревают её соседку по комнате. |                                                  |                   |                                                      |                  |
| |                                                  |                   |                                                      |                  |
| 6.07 (118) | „Унижение“ (англ. Humiliation)                   | Мэтью Пенн        | Майкл С. Чернушин, Барри М. Школьник                 | 22 ноября 1995   |
| Детективы подозревают женатого пластического хирурга в убийстве проститутки. У Кинкейд есть одна догадка насчет дела. |                                                  |                   |                                                      |                  |
| |                                                  |                   |                                                      |                  |
| 6.08 (119) | „Ангелочек“ (англ. Angel)                        | Артур В. Форней   | Майкл С. Чернушин, Дженис Даймонд                    | 29 ноября 1995   |
| Женщина обращается к детективам, утверждая, что какой-то пуэрториканец похитил её дочку. |                                                  |                   |                                                      |                  |
| |                                                  |                   |                                                      |                  |
| 6.09 (120) | „Кровавый навет“ (англ. Blood Libel)             | Константин Макрис | И. С. Рапопорт, Рене Балсер                          | 3 января 1996    |
| Детективы арестовывают подростка-антисемита по обвинению в убийстве учителя-еврея. Адвокат подростка утверждает, что обвиняемый является жертвой заговора евреев. |                                                  |                   |                                                      |                  |
| |                                                  |                   |                                                      |                  |
| 6.10 (121) | „Доследование“ (англ. Remand)                    | Джейс Александр   | Илейн Лойсер, Рене Балсер                            | 10 января 1996   |
| Через 30 лет вскрываются новые данные по делу об изнасиловании, что приводит к неутешительному выводу: в тюрьме сидит невиновный. Окружной прокурор Шифф разрешает Маккою и Кинкейд повторное расследование. |                                                  |                   |                                                      |                  |
| |                                                  |                   |                                                      |                  |
| 6.11 (122) | „Состав преступления“ (англ. Corpus Delicti)     | Кристофер Мисиано | Эд Цукерман, Барри М. Школьник                       | 17 января 1996   |
| Детективы расследовали смерть цирковой лошади, в результате чего было выявлено страховое мошенничество. |                                                  |                   |                                                      |                  |
| |                                                  |                   |                                                      |                  |
| 6.12 (123) | „Подарок“ (англ. Trophy)                         | Марта Митчелл     | Джереми Р. Литтман, Эд Цукерман                      | 31 января 1996   |
| Прежняя помощница и любовница МакКоя обвиняет его в подделке свидетельства, которое помогло поместить невинного человека в тюрьму. |                                                  |                   |                                                      |                  |
| |                                                  |                   |                                                      |                  |
| 6.13 (124) | „Балтимор-пленительный город“ (англ. Charm City) | Артур В. Форней   | Майкл С. Чернушин, Джордж Замакона                   | 2 февраля 1996   |
| Бриско и Кертис объединяются с детективами из Балтимора Пэмблтоном и Бейлисом, чтобы поймать человека, обвиняемого во взрыве газовых бомб в метро Нью-Йорка и церкви Балтимора. Однако нью-йоркские детективы быстро обнаруживают, что методы расследования их коллег из Балтимора весьма нестандартные. - Первый из трёх кроссоверов с сериалом „Убойный отдел“. |                                                  |                   |                                                      |                  |
| |                                                  |                   |                                                      |                  |
| 6.14 (125) | „Попечители“ (англ. Custody)                     | Константин Макрис | Морган Джендел, Рене Балсер                          | 21 февраля 1996  |
| Бывший прокурор Пол Робинетт становится адвокатом молодой чёрной женщины, обвиняемой в похищении своего биологического ребёнка от белых приемных родителей. |                                                  |                   |                                                      |                  |
| |                                                  |                   |                                                      |                  |
| 6.15 (126) | „На бис“ (англ. Encore)                          | Мэтью Пенн        | Джереми Р. Литтман, Эд Цукерман                      | 28 февраля 1996  |
| Детективы расследуют убийство второй жены бывшего владельца клуба комедии, который в прошлом был признан невиновным в убийстве своей первой жены. |                                                  |                   |                                                      |                  |
| |                                                  |                   |                                                      |                  |
| 6.16 (127) | „Спаситель“ (англ. Savior)                       | Дэвид Платт       | Майкл С. Чернушин, Барри М. Школьник                 | 13 марта 1996    |
| Детективы обвиняют мужчину в убийстве жены, сына и тяжком ранении дочери. |                                                  |                   |                                                      |                  |
| |                                                  |                   |                                                      |                  |
| 6.17 (128) | „Жизнь во лжи“ (англ. Deceit)                    | Винсент Мисиано   | Эдди Филдман, Рене Балсер                            | 2 марта 1996     |
| Детективы расследуют убийство молодого поверенного. Убийство произошло после того, как он решает подать заявление о сексуальном насилии против своего работодателя. Бриско и Кертис быстро обнаруживают, что как у предполагаемого насильника, так и у его жены есть превосходный повод для убийства. |                                                  |                   |                                                      |                  |
| |                                                  |                   |                                                      |                  |
| 6.18 (129) | „Расплата“ (англ. Atonement)                     | Марта Митчелл     | Морган Джендел, Эд Цукерман                          | 10 апреля 1996   |
| Детективы расследуют убийство знаменитой модели, пристрастившейся к кокаину и посещению вечеринок. |                                                  |                   |                                                      |                  |
| |                                                  |                   |                                                      |                  |
| 6.19 (130) | „Раб“ (англ. Slave)                              | Джейс Александр   | Илэйн Лойсер, Рене Балсер                            | 21 апреля 1996   |
| Детективы расследуют убийство женщины, которую застрелили во сне. |                                                  |                   |                                                      |                  |
| |                                                  |                   |                                                      |                  |
| 6.20 (131) | „Подружки“ (англ. Girlfriends)                   | Кристофер Мисиано | Эд Цукерман, Сьюзан О’Мэлли, Джереми Р. Литтман      | 1 мая 1996       |
| После того, как найдено тело студентки колледжа, детективы ищут насильника университетского городка. |                                                  |                   |                                                      |                  |
| |                                                  |                   |                                                      |                  |
| 6.21 (132) | „За себя“ (англ. Pro Se)                         | Льюис Гулд        | И. С. Рапопорт, Рене Балсер                          | 8 мая 1996       |
| В зверском убийстве трёх человек обвиняется бездомный. Когда дело ложится на стол прокурора, Кинкейд узнает подозреваемого — тот обвинялся год назад, а Кинкейд была обвинителем. |                                                  |                   |                                                      |                  |
| |                                                  |                   |                                                      |                  |
| 6.22 (133) | „Тоска по семье“ (англ. Homesick)                | Мэтью Пенн        | Барри М. Школьник, Илейн Лойсер                      | 17 мая 1996      |
| Детективы расследуют убийство младенца. Все улики указывают на молодую няню. |                                                  |                   |                                                      |                  |
| |                                                  |                   |                                                      |                  |
| 6.23 (134) | „Отголоски“ (англ. Aftershock)                   | Марта Митчелл     | Дженис Даймонд                                       | 17 мая 1996      |
| Эпизод рассказывает о личной жизни Ван Бурен, Бриско, Кертис, МакКое, и Кинкейд, их боли и радостях после того, как они увидели смертную казнь обвиненного ими человека. Кинкейд переживает по поводу казни и подумывает об уходе из полиции. Ван Бурен пишет письмо матери. Бриско встречается с дочерью и понимает, что у них в отношениях все очень сложно. - Этот эпизод первый за весь сериал, который рассказывает о личной жизни детективов и в котором нет никаких расследований преступлений. |                                                  |                   |                                                      |                  |
| |                                                  |                   |                                                      |                  |

### Седьмой сезон (1996—1997)
| Номер | Название                                        | Режиссёр          | Сценаристы                                   | Дата премьеры    |
| --- | ----------------------------------------------- | ----------------- | -------------------------------------------- | ---------------- |
| 7.01 (135) | „Причина смерти“ (англ. Causa Mortis)           | Эд Шерин          | Рене Балсер                                  | 18 сентября 1996 |
| Бриско и Кертис расследуют похищение автомобиля и убийство молодой женщины, матери четырёх маленьких детей. Убитая успела перед смертью записать на магнитофон имя своего убийцы. Новый помощник МакКоя, Джейми Росс, настроена жестко преследовать по суду человека, совершившего это убийство. |                                                 |                   |                                              |                  |
| |                                                 |                   |                                              |                  |
| 7.02 (136) | „Идентификация личности“ (англ. ID)             | Константин Макрис | Эд Цукерман                                  | 25 сентября 1996 |
| В лифте ТЦ найден труп молодой женщины. Детективы подозревают в убийстве родную сестру покойной. |                                                 |                   |                                              |                  |
| |                                                 |                   |                                              |                  |
| 7.03 (137) | „Хорошая девочка“ (англ. Good Girl)             | Джейс Александр   | Джереми Р. Литтман                           | 7 октября 1996   |
| Бриско и Кертис расследуют убийство чернокожего студента. Расследование приводит Бриско к молодой девушке, которая утверждает, что она не имеет к нему никакого отношения. |                                                 |                   |                                              |                  |
| |                                                 |                   |                                              |                  |
| 7.04 (138) | „Оставшийся в живых“ (англ. Survivor)           | Винсент Мисиано   | Барри М. Школьник                            | 23 октября 1996  |
| Бриско и Кертис расследуют убийство торговца антиквариатом. |                                                 |                   |                                              |                  |
| |                                                 |                   |                                              |                  |
| 7.05 (139) | „Коррупция“ (англ. Corruption)                  | Мэтью Пенн        | Рене Балсер                                  | 30 октября 1996  |
| Детектив признается, что выстрелил в подозреваемого наркодилера в целях самозащиты, но никто из его коллег не может подтвердить его историю. |                                                 |                   |                                              |                  |
| |                                                 |                   |                                              |                  |
| 7.06 (140) | „Смятение“ (англ. Double Blind)                 | Кистофер Мисиано  | Джереми Р. Литтман, Вилльам Н.Фордес         | 6 ноября 1996    |
| Детективы расследуют убийство уборщика, в котором нет никаких очевидных улик и мотивов. |                                                 |                   |                                              |                  |
| |                                                 |                   |                                              |                  |
| 7.07 (141) | „Успокоение“ (англ. Deadbeat)                   | Константин Макрис | Эд Цукерман, И. С. Рапопорт                  | 13 ноября 1996   |
| Детективы расследуют убийство автомобильного брокера. Причастны ли к убийству его бывшая жена и тесть? |                                                 |                   |                                              |                  |
| |                                                 |                   |                                              |                  |
| 7.08 (142) | „Семейные дела“ (англ. Family Business)         | Льюис Гулд        | Гарднер Штерн, Барри М. Школьник             | 20 ноября 1996   |
| Убит управляющий самого популярного торгового центра в Нью-Йорке, муж одной из дочерей владельца ТЦ. Пистолет принадлежит его жене, отпечатки на нём — её сестре. |                                                 |                   |                                              |                  |
| |                                                 |                   |                                              |                  |
| 7.09 (143) | „Ловушка“ (англ. Entrapment)                    | Мэтью Пенн        | Рене Балсер, Ричард Сверен                   | 8 января 1997    |
| Выстрел в чернокожего общественного деятеля связан с преступлением двухлетней давности. Однако Бриско и Кертис не могут работать над этим делом из-за вмешательства ФБР. |                                                 |                   |                                              |                  |
| |                                                 |                   |                                              |                  |
| 7.10 (144) | „Наследство“ (англ. Legacy)                     | Брайан Мертес     | Джереми Р. Литтман                           | 15 января 1997   |
| Детективы расследуют бытовое, на первый взгляд, убийство. Но расследование приводит Бриско и Кертиса к профессиональному киллеру. |                                                 |                   |                                              |                  |
| |                                                 |                   |                                              |                  |
| 7.11 (145) | „Угроза“ (англ. Menace)                         | Константин Макрис | И. С. Рапопорт, Барри М. Школьник            | 5 февраля 1997   |
| Детективы расследуют самоубийство женщины, которое оказывается убийством. |                                                 |                   |                                              |                  |
| |                                                 |                   |                                              |                  |
| 7.12 (146) | „Бартер“ (англ. Barter)                         | Дэн Карлок        | Эдди Флидманн, Рене Балсер                   | 12 февраля 1997  |
| На парковке убита молодая женщина. Детективы полагают, что её приняли за кого-то другого. |                                                 |                   |                                              |                  |
| |                                                 |                   |                                              |                  |
| 7.13 (147) | „Супружество“ (англ. Matrimony)                 | Льюис Гулд        | Эд Цукерман, Ричард Сверен                   | 19 февраля 1997  |
| Детективы расследуют убийство богатого пожилого мужчины. Они подозревают в убийстве его молодую жену. |                                                 |                   |                                              |                  |
| |                                                 |                   |                                              |                  |
| 7.14 (148) | „Работающие мамочки“ (англ. Working Mom)        | Джейс Александр   | Джереми Р. Литтман, И. С. Рапопорт           | 26 февраля 1997  |
| Детективы расследуют убийство бывшего полицейского. |                                                 |                   |                                              |                  |
| |                                                 |                   |                                              |                  |
| 7.15 (149) | „Трилогия (Часть 1)“ (англ. D-Girl)             | Эд Шерин          | Эд Цукерман, Рене Балсер                     | 13 марта 1997    |
| Первая часть трилогии. Кертис и Бриско находят тело обезглавленной женщины, у которой также были отрезаны кисти и ступни. Убитая женщина была главой крупной киностудии, и детективы едут к её тренеру по фитнесу в Лос-Анджелес.                                                                |                                                 |                   |                                              |                  |
| |                                                 |                   |                                              |                  |
| 7.16 (150) | „Разворот (часть 2)“ (англ. Turnaround)         | Эд Шерин          | Гарднер Штерн, Эд Цукерман, Рене Балсер      | 20 марта 1997    |
| Вторая часть. В Лос-Анджелесе Бриско и Кертис продолжают расследование убийства. |                                                 |                   |                                              |                  |
| |                                                 |                   |                                              |                  |
| 7.17 (151) | „Время для шоу (часть 3)“ (англ. Showtime)      | Эд Шерин          | Гарднер Штерн, Эд Цукерман, Рене Балсер      | 27 марта 1997    |
| В заключительной части трилогии детективы направляют дело об убийстве главы киностудии в суд. В убийстве обвиняют её мужа. |                                                 |                   |                                              |                  |
| |                                                 |                   |                                              |                  |
| 7.18 (152) | „Бешеная собака“ (англ. Mad Dog)                | Кристофер Мисиано | Рене Балсер                                  | 2 апреля 1997    |
| Маккой увлекается судебным преследованием серийного насильника, недавно освобожденного досрочно, поскольку сразу после его освобождения произошло ещё одно схожее изнасилование c убийством. Маккой действует на грани служебных полномочий.                                                     |                                                 |                   |                                              |                  |
| |                                                 |                   |                                              |                  |
| 7.19 (153) | „Надвое сказано“ (англ. Double Down)            | Артур В. Форней   | Ричард Сверен, Симон Винкелберг, Эд Цукерман | 16 апреля 1997   |
| Адвокаты заключают сделку с подозреваемым убийцей полицейского, чтобы найти жертву похищения. Однако прокуроры отменяют сделку после того, как жертва найдена мертвой, а детективы подозревают, что похититель об этом знал.                                                                     |                                                 |                   |                                              |                  |
| |                                                 |                   |                                              |                  |
| 7.20 (154) | „Мы любим Майка“ (англ. We Like Mike)           | Дэвид Платт       | Гарднер Штерн, И. С. Рапопорт                | 30 апреля 1997   |
| Жизнь доброго самаритянина идет под откос, когда ему предъявляется обвинение в убийстве. Когда Джек предлагает мужчине, чтобы тот свидетельствовал против настоящего убийцы, жизнь Майка существенно ухудшается.                                                                                 |                                                 |                   |                                              |                  |
| |                                                 |                   |                                              |                  |
| 7.21 (155) | „Страсть“ (англ. Passion)                       | Константин Макрис | Барри М. Школьник, Ричард Сверен             | 7 мая 1997       |
| Расследование убийства редактора раскрывает любовный треугольник между жертвой, претенциозным автором, и ревнивым адвокатом. |                                                 |                   |                                              |                  |
| |                                                 |                   |                                              |                  |
| 7.22 (156) | „Прошлые несовершенства“ (англ. Past Imperfect) | Кристофер Мисиано | Дженис Даймонд                               | 14 мая 1997      |
| Расследование убийства бывшей фотомодели выводит детективов Бриско, и Кертис на тайны убитой, которые та отчаянно пыталась скрыть. |                                                 |                   |                                              |                  |
| |                                                 |                   |                                              |                  |
| 7.23 (157) | „Терминал“ (англ. Terminal)                     | Константин Макрис | Эд Цукерман, Рене Балсер                     | 21 мая 1997      |
| Расследование стрельбы в водном ресторане выводит детективов на антисемитских фанатиков. Позже Бриско и Кертис докапываются, что стрельба имела более личный характер. Шифф и Маккой противостоят Губернатору, который через специального представителя требует для преступника смертной казни.  |                                                 |                   |                                              |                  |
| |                                                 |                   |                                              |                  |

### Восьмой сезон (1997—1998)
| Номер | Название                                   | Режиссёр          | Сценаристы                     | Дата премьеры    |
| --- | ------------------------------------------ | ----------------- | ------------------------------ | ---------------- |
| 8.01 (158) | „Острые ощущения“ (англ. Thrill)           | Марта Митчелл     | Рене Балсер                    | 24 сентября 1997 |
| Полицейские расследуют убийство разносчика пиццы. Расследование выводит их на двух молодых парней, которые сделали это ради острых ощущений. Они тут же начинают указывать друг на друга, так что Маккой и Росс настоящего убийцу определить трудно. |                                            |                   |                                |                  |
| |                                            |                   |                                |                  |
| 8.02 (159) | „Опровержение“ (англ. Denial)              | Кристофер Мисиано | Рене Балсер, Дэвид Шор         | 8 октября 1997   |
| Документы в пятнах крови и украденная кредитная карта приводят Бриско и Кертиса к паре молодых любовников, которые как один опровергают выводы МакКоя и Росс по поводу убийства одним из них новорожденного ребёнка. |                                            |                   |                                |                  |
| |                                            |                   |                                |                  |
| 8.03 (160) | „Морской блюз“ (англ. Navy Blues)          | Джейс Александр   | Кэти Маккормик, Дик Вульф      | 15 октября 1997  |
| Женщина-пилот Морского флота убивает подчиненного. Маккой боится, что флот может препятствовать расследованию прокуратуры, потому что подозреваемая — весьма ценный специалист и положительный женский образец для подражания. |                                            |                   |                                |                  |
| |                                            |                   |                                |                  |
| 8.04 (161) | „Урожай“ (англ. Harvest)                   | Мэтью Пенн        | И. С. Рапопорт, Рене Балсер    | 29 октября 1997  |
| Детективы Бриско и Кертис расследуют случайную стрельбу из движущегося транспорта, но муж жертвы, кажется, знает больше, чем говорит. Когда стрелок найден, Маккой и Росс обнаруживают несоответствие в медицинских заключениях, которое порождает множество новых вопросов. Главный из них — кто на самом деле виноват: стрелявшие или доктор с „комплексом Бога“?          |                                            |                   |                                |                  |
| |                                            |                   |                                |                  |
| 8.05 (162) | „Аннулирование“ (англ. Nullification)      | Константин Макрис | Дэвид Блэк                     | 5 ноября 1997    |
| При ограблении тремя грабителями в масках инкассаторской машины один охранник убит, а другой ранен. Расследование выводит детективов Бриско и Кертис в тихий пригород, где один предприимчивый человек по интернету ведет вербовку бойцов в отряд местного народного ополчения.                                                                                              |                                            |                   |                                |                  |
| |                                            |                   |                                |                  |
| 8.06 (163) | „Это ты — малышка!“ (англ. Baby, It’s You) | Эд Шерин          | Джордж Замакона                | 12 ноября 1997   |
| Бриско и Кертис расследуют смерть 14-летней модели. Причиной смерти стало заражение крови. Детективы приезжают в Балтимор, чтобы с помощью местных детективов Манча (Ричард Белзер, „Убийство: Жизнь на Улице“) и Фалсоне (Джон Седа, „Убийство: Жизнь на Улице“) завершить расследование. История имеет продолжение в одном из эпизодов сериала „Убийство: Жизнь на Улице“. |                                            |                   |                                |                  |
| |                                            |                   |                                |                  |
| 8.07 (164) | „Кровь“ (англ. Blood)                      | Джейс Александр   | Крейг Теппер, Рене Балсер      | 19 ноября 1997   |
| Женщина спрыгнула с балкона. Детективы получают доказательства того, что её, скорее всего, столкнули. Расследование осложняется, так как у мужа покойной есть какая-то тайна. |                                            |                   |                                |                  |
| |                                            |                   |                                |                  |
| 8.08 (165) | „Тень“ (англ. Shadow)                      | Мэтью Пенн        | Ричард Сверен                  | 26 ноября 1997   |
| Убийство поручителя выглядит довольно обычным, пока случайные слова главного подозреваемого не раскрывают возможную связь между адвокатом и осведомителем в судебной системе. |                                            |                   |                                |                  |
| |                                            |                   |                                |                  |
| 8.09 (166) | „Поджигатель“ (англ. Burned)               | Константин Макрис | Шиван Бирн                     | 10 декабря 1997  |
| В полицию приходит девушка, услышавшая на автоответчике своего парня признания в убийстве. Влиятельный родственник подозреваемого делает все, чтобы заставить прокуроров замять это дело. |                                            |                   |                                |                  |
| |                                            |                   |                                |                  |
| 8.10 (167) | „Ритуал“ (англ. Ritual)                    | Брайан Мертес     | Кэти Маккормик, Ричард Сверен  | 17 декабря 1997  |
| Детективы Бриско и Кертис делают неправильное заключение при расследовании смерти найденного за мусорным баком мужчины. Прокурорам же придется решить, что важнее, моральные устои и традиции или закон. |                                            |                   |                                |                  |
| |                                            |                   |                                |                  |
| 8.11 (168) | „Под влиянием“ (англ. Under the Influence) | Адам Дэвидсон     | Рене Балсер                    | 7 января 1998    |
| Три человека погибли в автокатастрофе, виновным признан пьяный водитель. Маккой сам не свой, что дает повод Росс подозревать, что Маккой желает хоть как-нибудь отомстить за смерть Клэр Кинкэйд. |                                            |                   |                                |                  |
| |                                            |                   |                                |                  |
| 8.12 (169) | „Эксперт“ (англ. Expert)                   | Льюис Гулд        | Дэвид Шор, И. С. Рапопорт      | 21 января 1998   |
| Дочь осужденного убийцы предстает перед судом, обвиняемая в попытке убить свидетеля-эксперта, который свидетельствовал в суде, на котором был обвинен её отец. |                                            |                   |                                |                  |
| |                                            |                   |                                |                  |
| 8.13 (170) | „Отверженный“ (англ. Castoff)              | Глория Муцио      | Дэвид Блэк, Гарольд Шехтер     | 28 января 1998   |
| Бриско и Кертис ловят серийного убийцу, когда расследуют убийство социального работника. На суде Маккой и Росс сражаются против адвоката убийцы, который построил свою защиту весьма оригинально, утверждая, что его клиент — результат засилья телевидения. |                                            |                   |                                |                  |
| |                                            |                   |                                |                  |
| 8.14 (171) | „Горе“ (англ. Grief)                       | Кристофер Мисиано | Сьюзан Ошри                    | 4 февраля 1998   |
| В центральном парке найден сильно избитый парень. В ходе расследования выясняется, что он причастен к изнасилованиям беспомощных женщин в больнице. |                                            |                   |                                |                  |
| |                                            |                   |                                |                  |
| 8.15 (172) | „Сохранить лицо“ (итал. Faccia a Faccia)   | Марта Митчелл     | Рене Балсер, Эдди Фелдман      | 25 февраля 1998  |
| Наемный убийца мафии, проходящий по программе защиты свидетеля, обнаружен мертвым в Центральном парке. Адвокаты крестного отца мафиозной группы усердно трудятся, чтобы главного свидетеля признали невменяемым. |                                            |                   |                                |                  |
| |                                            |                   |                                |                  |
| 8.16 (173) | „Развод“ (англ. Divorce)                   | Константин Макрис | Барри М. Школьник              | 4 марта 1998     |
| Детективы Бриско и Кертис расследуют дело об убийстве женщины-психолога, дающей разрешение на аннулирование католических браков. |                                            |                   |                                |                  |
| |                                            |                   |                                |                  |
| 8.17 (174) | „Переносчик“ (англ. Carrier)               | Дж. Ранелли       | Дэвид Блэк                     | 1 апреля 1998    |
| Расследование смерти молодой женщины приводит детективов к человеку, который сознательно распространял ВИЧ. |                                            |                   |                                |                  |
| |                                            |                   |                                |                  |
| 8.18 (175) | „Сталкер“ (англ. Stalker)                  | Ричард Доббс      | Кэти Маккормик                 | 15 апреля 1998   |
| Бриско и Кертис расследуют нападение на женщину, которую столкнули с лестницы. Она утверждает, что кто-то преследует её. |                                            |                   |                                |                  |
| |                                            |                   |                                |                  |
| 8.19 (176) | „Исчезнувший“ (англ. Disappeared)          | Дэвид Платт       | Ричард Сверен, Уильям Н. Фордс | 22 апреля 1998   |
| Детективы Бриско и Кертис пытаются распутать тайну исчезновения двух человек из собственной квартиры. Когда их ключевой подозреваемый также исчезает, их единственная надежда — свидетель, который утверждает, что знает имя похитителя. |                                            |                   |                                |                  |
| |                                            |                   |                                |                  |
| 8.20 (177) | „Бремя“ (англ. Burden)                     | Константин Макрис | Дэвид Шор, И. С. Рапопорт      | 24 апреля 1998   |
| Детективы Бриско и Кертис расследуют смерть 12-летнего парализованного мальчика. Маккой и Росс пытаются выяснить, чем было мотивировано убийство — милосердием или поиском острых ощущений. |                                            |                   |                                |                  |
| |                                            |                   |                                |                  |
| 8.21 (178) | „Плохая девчонка“ (англ. Bad Girl)         | Джейс Александр   | Ричард Сверен, Рене Балсер     | 29 апреля 1998   |
| Детективы занимаются расследованием убийства женщины-полицейского в Центральном парке. Внезапное религиозное преобразование убийцы вынуждает МакКоя и Росс бороться за смертную казнь. Появление старого противника МакКоя подвергает опасности переизбрание Шиффа на должность. Дочь Бриско арестована за хранение и распространение наркотиков.                            |                                            |                   |                                |                  |
| |                                            |                   |                                |                  |
| 8.22 (179) | „Поврежденный“ (англ. Damaged)             | Константин Макрис | Дженис Даймонд                 | 6 мая 1998       |
| Расстреляна учительница средней школы. Но не она была мишенью 13-летней девочки, сестру которой изнасиловали три подонка. Трагически погибает дочь Бриско. |                                            |                   |                                |                  |
| |                                            |                   |                                |                  |
| 8.23 (180) | „Бульварная газета“ (англ. Tabloid)        | Байан Мертес      | Дэвид Блэк, Алек Болдуин       | 13 мая 1998      |
| Убита член апелляционного суда. Её муж признается в убийстве репортера, публикации которого поломали не одну карьеру. |                                            |                   |                                |                  |
| |                                            |                   |                                |                  |
| 8.24 (181) | „Чудовище“ (англ. Monster)                 | Эд Шерин          | Ричард Сверен, Рене Балсер     | 20 мая 1998      |
| Политическое давление и нехватка времени вынуждают детективов выбить признание из единственного подозреваемого в зверском сексуальном посягательстве на молодую девочку. |                                            |                   |                                |                  |
| |                                            |                   |                                |                  |

### Девятый сезон (1998—1999)
| Номер | Название                                | Режиссёр          | Сценаристы                                    | Дата премьеры    |
| --- | --------------------------------------- | ----------------- | --------------------------------------------- | ---------------- |
| 9.01 (182) | „Желанный“ (англ. Cherished)            | Эд Шерин          | Кэти Маккормик, Карл Нельсон, Скотт Тобин     | 23 сентября 1998 |
| При расследовании смерти приемной девочки детективы Бриско и Кёртис раскрывают тайны, которые приемная семья девочки отчаянно пытается скрыть. Маккой и его новый партнер Эбби Кармайкл пытаются доказать, что это было убийство, но скоро понимают, что вещи не всегда то, чем они кажутся. |                                         |                   |                                               |                  |
| |                                         |                   |                                               |                  |
| 9.02 (183) | „Вытяжка“ (англ. DWB)                   | Константин Макрис | Рене Балсер, Кэти Маккормик                   | 7 октября 1998   |
| Белые полицейские обвиняются в убийстве афроамериканца. Маккой подвергается давлению со стороны федеральных обвинителей, которые хотят заключить сделку с виновными. |                                         |                   |                                               |                  |
| |                                         |                   |                                               |                  |
| 9.03 (184) | „Приманка“ (англ. Bait)                 | Льюис Гулд        | И. С. Рапопорт, Дэвид Шор                     | 14 октября 1998  |
| Расследование случая с раненым подростком выводит детективов к ещё одному преступлению — убийство его одноклассницы. И все это является частью операции по борьбе с наркотиками. |                                         |                   |                                               |                  |
| |                                         |                   |                                               |                  |
| 9.04 (185) | „Полет“ (англ. Flight)                  | Дэвид Платт       | Ричард Сверен, Уильям Н. Фордс                | 21 октября 1998  |
| Внезапная смерть мальчика в детском саду. Гриппом ребёнок был инфицирован с помощью инъекции. Маккой и Кармайкл должны доказать связь убийцы с теми, кто продал ему препарат. |                                         |                   |                                               |                  |
| |                                         |                   |                                               |                  |
| 9.05 (186) | „Агония“ (англ. Agony)                  | Константин Макрис | Кэти Маккормик                                | 4 ноября 1998    |
| Женщина подвергается жестокому нападению. Полиция полагает, что они наткнулись на серийного убийцу. Обвинители бьются над вопросом, как присудить ему смертную казнь с учетом того, что именно эту женщину он не трогал. |                                         |                   |                                               |                  |
| |                                         |                   |                                               |                  |
| 9.06 (187) | „Шифровка“ (англ. Scrambled)            | Марта Митчелл     | Дик Тереси, Эд Цукерман, Джудит Хоппер        | 11 ноября 1998   |
| В клинике найдена мертвой врач-эмбриолог, повреждены эмбрионы, которые хранились в морозильнике. Исходя из свидетельств и улик, детективы полагают, что убийца был достаточно отчаянным, чтобы убить любого, кто мешал. |                                         |                   |                                               |                  |
| |                                         |                   |                                               |                  |
| 9.07 (188) | „Яд“ (англ. Venom)                      | Джейс Александр   | И. С. Рапопорт, Дэвид Шор                     | 18 ноября 1998   |
| В театральном переулке ранена женщина, её спутник убит. Детективы ищут врагов убитого молодого человека. Если, конечно, целью убийцы был именно он. |                                         |                   |                                               |                  |
| |                                         |                   |                                               |                  |
| 9.08 (189) | „Гнилье“ (англ. Punk)                   | Мэтью Пенн        | Мэтт Уиттен, Ричард Сверен                    | 25 ноября 1998   |
| Убит тюремный охранник. Положительные отзывы сослуживцев не сочетаются с отзывами тех, кого он охранял. |                                         |                   |                                               |                  |
| |                                         |                   |                                               |                  |
| 9.09 (190) | „Справедливый Север“ (англ. True North) | Артур В. Форней   | Эд Цукерман                                   | 9 декабря 1998   |
| Двойное убийство богатого человека и его дочери приводит детективов к жене и мачехе покойных. Обвиняемая — гражданка Канады, и это препятствует свершению правосудия. |                                         |                   |                                               |                  |
| |                                         |                   |                                               |                  |
| 9.10 (191) | „Ненависть“ (англ. Hate)                | Константин Макрис | Рене Балсер                                   | 6 января 1999    |
| В парке найдена жестоко избитая 16-летняя девочка, которая умирает по дороге в больницу. Детективы раскрывают группу подростков-нацистов, действиями которой руководит взрослый мужчина. В суде обвинителям предстоит доказать, что „словом можно убить“. |                                         |                   |                                               |                  |
| |                                         |                   |                                               |                  |
| 9.11 (192) | „Крепость“ (англ. Ramparts)             | Мэтью Пенн        | Кэти Маккормик, Линн Е. Литт                  | 13 января 1999   |
| Застав жену с любовником, мужчина стреляет в обоих, а пистолет выбрасывает в Гудзон. Во время поиска оружия находят в воде автомобиль с останками убитого человека. В итоге Бриско и Кёртис расследуют дело 30-летней давности. |                                         |                   |                                               |                  |
| |                                         |                   |                                               |                  |
| 9.12 (193) | „Приют“ (англ. Haven)                   | Дэвид Патт        | Дэвид Шор, И. С. Рапопорт                     | 10 февраля 1999  |
| Бриско и Кертис расследуют убийство руководителя центра для молодёжи Гарлема. Маккой и Кармайкл обвиняют того, кому сочувствуют. |                                         |                   |                                               |                  |
| |                                         |                   |                                               |                  |
| 9.13 (194) | „Охотники“ (англ. Hunters)              | Ричард Доббс      | Джерри Конвей, Уильям Н. Фордс                | 10 февраля 1999  |
| Условно-освобожденный найден в багажнике собственного автомобиля. В расследовании Бриско и Кёртиса опережают на шаг „охотники за головами“, которые в ходе своего преследования убивают ещё двоих. Однако в суде обвинителям предстоит проиграть… |                                         |                   |                                               |                  |
| |                                         |                   |                                               |                  |
| 9.14 (195) | „Второстепенное дело“ (англ. Sideshow)  | Эд Шерин          | Рене Балсер                                   | 17 февраля 1999  |
| Труп молодой женщины найден в Беттери-парке. При расследовании Бриско и Кёртис снова сталкиваются с коллегами из Балтимора. Совместное расследование показывает, что жертва была вовлечена в любовную интригу с другим правительственным служащим высокого ранга. |                                         |                   |                                               |                  |
| |                                         |                   |                                               |                  |
| 9.15 (196) | „Ученик“ (англ. Disciple)               | Марта Митчелл     | Кэти Маккормик, Линн Е. Литт, Ричард Сверен   | 24 февраля 1999  |
| Расследование случая смерти 15-летней девушки в пункте первой помощи. Детективы приходят к выводу, что смерть подростка являлась неким ритуалом. Маккой и Кармайкл должны выяснить в суде, что это было: жестокое убийство или неудачная попытка изгнания дьявола. |                                         |                   |                                               |                  |
| |                                         |                   |                                               |                  |
| 9.16 (197) | „Вред“ (англ. Harm)                     | Ричард Доббс      | Эдди Фелдман, Рене Балсер                     | 3 марта 1999     |
| Пожилой адвокат по разводам впал в кому вследствие удара кружкой по голове в собственном доме. Однако в суде под обвинение Кармайкл попадают врачи клиники, допустившие смерть молодой женщины во время операции. |                                         |                   |                                               |                  |
| |                                         |                   |                                               |                  |
| 9.17 (198) | „Щит“ (англ. Shield)                    | Стивен Вертимер   | Дэвид Шор, И. С. Рапопорт, Рене Балсер        | 24 марта 1999    |
| Детективы Бриско и Кертис расследуют убийство полицейского. Однако профессиональная деятельность тут ни при чём: убитый был тираном, издевался над своей подружкой и её детьми. |                                         |                   |                                               |                  |
| |                                         |                   |                                               |                  |
| 9.18 (199) | „Подросток“ (англ. Juvenile)            | Девис Х.Голд      | Ричард Сверен, Линн Е. Литт                   | 14 апреля 1999   |
| Расследование убийства газетного комментатора приводит детективов и прокуроров к делу об убийстве двадцатилетней давности. Прокуратура вовлекает в дело подозреваемую, которая тогда была подростком. |                                         |                   |                                               |                  |
| |                                         |                   |                                               |                  |
| 9.19 (200) | „С чистого листа“ (англ. Tabula Rasa)   | Ричард Доббс      | Уильям Н. Фордс, Кэти Маккормик               | 21 апреля 1999   |
| Кто-то сбросил женщину под поезд в метро. Главный подозреваемый в убийстве — муж подруги убитой. 15 лет назад он похитил детей у жены, с которой развелся, и исчез в неизвестном направлении. |                                         |                   |                                               |                  |
| |                                         |                   |                                               |                  |
| 9.20 (201) | „Империя“ (англ. Empire)                | Мэттью Пенн       | Рене Балсер                                   | 5 мая 1999       |
| Детективы Бриско и Кертис расследуют смерть нью-йоркского корпоративного магната. Смерть наступила от передозировки препарата для усиления потенции. |                                         |                   |                                               |                  |
| |                                         |                   |                                               |                  |
| 9.21 (202) | „Честолюбивый“ (англ. Ambitious)        | Кристофер Мисиано | Барри М. Школьник, Ричард Сверен              | 12 мая 1999      |
| Детективы расследуют убийство владельца небольшого музыкального бизнеса. Однако в суде обвинители сталкиваются с крупным мафиозным кланом. |                                         |                   |                                               |                  |
| |                                         |                   |                                               |                  |
| 9.22 (203) | „Допуск“ (англ. Admissions)             | Джейс Александр   | Уильям Н. Фордс, Линн Е. Литт, Кэти Маккормик | 19 мая 1999      |
| Детективы Бриско и Кертис расследуют убийство студентки на территории колледжа. Под подозрение попадает профессор, который курировал диссертацию убитой. |                                         |                   |                                               |                  |
| |                                         |                   |                                               |                  |
| 9.23 (204) | „Убежище 1“ (англ. Refuge (Part 1))     | Константин Макрис | Рене Балсер                                   | 26 мая 1999      |
| Детективы Бриско и Кертис находят на месте преступления двух мертвых человек. Один из них жертва, другой – убийца. С малым количеством улик расследование выводит детективов к 10-летнему свидетелю. Когда Маккой и Кармайкл начинают дело, подозреваемые заставляют свидетелей молчать. |                                         |                   |                                               |                  |
| |                                         |                   |                                               |                  |
| 9.24 (205) | „Убежище 2“ (англ. Refuge (Part 2))     | Константин Макрис | Рене Балсер                                   | 26 мая 1999      |
| Маккой и Кармайкл запутываются в опасном мире русской мафии. Ключевые свидетели найдены мертвыми. Чтобы благополучно завершить расследование, Маккой засаживает подозреваемых за решетку без достаточного количества доказательств, нарушая их гражданские свободы. Помощникам окружного прокурора нужно доказать крупномасштабное отмывание денег до того, как виновные будут освобождены из-за недостатка доказательств. |                                         |                   |                                               |                  |
| |                                         |                   |                                               |                  |

### Десятый сезон (1999—2000)
| Номер | Название                                              | Режиссёр          | Сценаристы                                              | Дата премьеры    |
| --- | ----------------------------------------------------- | ----------------- | ------------------------------------------------------- | ---------------- |
| 10.01 (206) | „Оружейное шоу“ (англ. Gunshow)                       | Эд Шерин          | Рене Балсер                                             | 22 сентября 1999 |
| Стрельба в Центральном Парке по людям побуждает Бриско и его нового партнера, детектива Эда Грина, проследить происхождение оружия убийства. Маккой поручает детективам найти и наказать убийцу и изготовителя оружия. |                                                       |                   |                                                         |                  |
| |                                                       |                   |                                                         |                  |
| 10.02 (207) | „Убийца“ (англ. Killerz)                              | Константин Макрис | Ричард Сверен                                           | 29 сентября 1999 |
| В убийстве маленького мальчика подозревается 10-летняя девочка. |                                                       |                   |                                                         |                  |
| |                                                       |                   |                                                         |                  |
| 10.03 (208) | „Шумоподавление“ (англ. DNR)                          | Дэвид Платт       | Кэти Маккормик, Уильям Н. Фордс                         | 6 октября 1999   |
| При попытке угнать автомобиль преступник стреляет в гражданского судью. Когда детективы Бриско и Грин начинают расследование, они выдвигают и работают по версии, исходя из которой, выходит, что подозреваемый — муж судьи. Сама судья находится при смерти, просит, чтобы ей дали умереть, и уверенно поддерживает невиновность мужа. |                                                       |                   |                                                         |                  |
| |                                                       |                   |                                                         |                  |
| 10.04 (209) | „Слияние“ (англ. Merger)                              | Стив Вертимер     | Линн Мамет                                              | 13 октября 1999  |
| 15-летняя девочка найдена мертвой от передозировки наркотиков. Детективы Бриско и Грин находят считают подозреваемым в убийстве одного человека из её богатой семьи, но не могут пока ничего доказать, потому как нужно разрешение судьи на пробу ДНК. Как только помощники окружного прокурора Атторни Маккой и Кармичайл начинают им помогать в деле, вспыхивает семейный скандал, который препятствует детективам и помощникам окружного прокурора доказать предумышленное убийство. |                                                       |                   |                                                         |                  |
| |                                                       |                   |                                                         |                  |
| 10.05 (210) | „Правосудие“ (англ. Justice)                          | Мэтью Пенн        | Джерри Конвей, Уильям Н. Фордс                          | 10 ноября 1999   |
| Работая над делом об убийства адвоката, Маккою приходится работать против прежнего коллеги, Джейми Росс, являющегося представителем человека, который утверждает, что имеет свидетельство, что приговоренный к смертной казни заключенный признан виновным был ошибочно. |                                                       |                   |                                                         |                  |
| |                                                       |                   |                                                         |                  |
| 10.06 (211) | „Марафон“ (англ. Marathon)                            | Джейс Александр   | Мэтт Виттен                                             | 17 ноября 1999   |
| Компетентность детектива Бриско под вопросом, поскольку он преследует испаноговорящего подозреваемого в вооруженном грабеже и убийстве. |                                                       |                   |                                                         |                  |
| |                                                       |                   |                                                         |                  |
| 10.07 (212) | „Козел отпущения“ (англ. Patsy)                       | Дэвид Платт       | Рене Балсер, Линн Е. Литт                               | 24 ноября 1999   |
| Мужчина, однажды обвиненный в убийстве подруги, теперь подозревается в нападении на сестру той женщины. |                                                       |                   |                                                         |                  |
| |                                                       |                   |                                                         |                  |
| 10.08 (213) | „Кровавые деньги“ (англ. Blood Money)                 | Мэтью Пенн        | Барри Шиндел                                            | 1 декабря 1999   |
| Таксист весьма удивляется, когда севший в машину пассажир прибывает к пункту назначения мертвым. Расследование этого случая выводит детективов к мошенничеству в страховании жертв нацистского преследования. |                                                       |                   |                                                         |                  |
| |                                                       |                   |                                                         |                  |
| 10.09 (214) | „Закат“ (англ. Sundown)                               | Джейс Александр   | Криста Вернофф, Уильям Н. Фордс                         | 15 декабря 1999  |
| Может ли Человек, страдающий болезнью Альцгеймера, быть достаточно компетентным, чтобы предстать перед судом за убийство? И, если он признан виновным, должен ли он подвергнуться почти негуманным условиям, характерным для заключенных его типа? |                                                       |                   |                                                         |                  |
| |                                                       |                   |                                                         |                  |
| 10.10 (215) | „Родители“ (англ. Loco Parentis)                      | Константин Макрис | Мэтт Виттен, Ричард Сверен                              | 5 января 2000    |
| Школьный хулиган обвиняется в убийстве одноклассника. Отец убийцы, как показывает расследование, способствовал становлению подобного характера сына, что дает повод прокуратуре обвинить его в убийстве. |                                                       |                   |                                                         |                  |
| |                                                       |                   |                                                         |                  |
| 10.11 (216) | „Столкновение“ (англ. Collision)                      | Дэвид Платт       | Джерри Конвей, Уильям Н. Фордс                          | 26 января 2000   |
| Расследование смерти женщины, страдающей шизофренией, выводит детективов к бездомному человеку, тоже не совсем нормальному. Прокуроры сталкиваются с трудностью, когда этот мужчина отказывается принять лекарство, таким образом уходя от суда. |                                                       |                   |                                                         |                  |
| |                                                       |                   |                                                         |                  |
| 10.12 (217) | „Материнское молоко“ (англ. Mother’s Milk)            | Ричард Доббс      | Линн Мамет, Барри Шиндел                                | 9 января 2000    |
| Детективы Бриско и Грин ищут пропавшего ребёнка между двумя молодыми родителями, находящимися в разных местах. Каждый из них уверен, что ребёнок находится с другим. А потом полицейские находят его на заднем дворе. Экспертиза показала, что малыш умер от хронического голодания. Кармичайл решает предъявить обвинение матери. |                                                       |                   |                                                         |                  |
| |                                                       |                   |                                                         |                  |
| 10.13 (218) | „Паника“ (англ. Panic)                                | Константин Макрис | Уильям Н. Фордс, Лин Мамет, Кэти Маккормик, Мэтт Уиттен | 16 февраля 2000  |
| Детективы подозревают, что популярный писатель был ранен на улице, потому что у него был любовный роман агентом ФБР, которая замужем, и которая помогала ему в некоторых исследованиях. Детективы вычислили правильный мотив, но подозревали не того. |                                                       |                   |                                                         |                  |
| |                                                       |                   |                                                         |                  |
| 10.14 (219) | „Право 2“ (англ. Entitled)                            | Эд Шерин          | Ричард Сверен, Роберт Палм, Рене Балсер                 | 18 февраля 2000  |
| Этот эпизод — вторая часть истории, начатой в сериале „Закон и порядок: Отдел специальных расследований“. Детективы из Отдела специальных расследований расследуют убийство двух мужчин, вычисляют, что нужный им человек является серийным убийцей, который ранее ускользал от детектива Бриско. |                                                       |                   |                                                         |                  |
| |                                                       |                   |                                                         |                  |
| 10.15 (220) | „Дураки для любви“ (англ. Fools For Love)             | Кристофер Мисиано | Кэти Маккормик, Линн Е. Литт                            | 23 февраля 2000  |
| В то время как детективы Бриско и Грин ищут убийцу двух девочек-подростков, которые были похищены, связаны и изнасилованы, они обнаруживают, что старшая сестра одной из жертв также отсутствует. Если она ещё жива, то могла стать основной свидетельницей против главного подозреваемого. Когда молодая женщина найдена, она отказывается свидетельствовать против её „друга“. Кармайкл оспаривает её историю, в то время как Маккой пытается сохранить быстро разваливающееся дело.  |                                                       |                   |                                                         |                  |
| |                                                       |                   |                                                         |                  |
| 10.16 (221) | „Обмен“ (англ. Trade This)                            | Джейс Александр   | Барри Шиндел                                            | 1 марта 2000     |
| Убийство биржевого маклера приводит Бриско и Грина к сотруднику, который связан с мошенничеством акциями и с организованной преступностью. |                                                       |                   |                                                         |                  |
| |                                                       |                   |                                                         |                  |
| 10.17 (222) | „Черный, белый и синий“ (англ. Black, White and Blue) | Джейс Александр   | Барри Шиндел                                            | 1 марта 2000     |
| Убийство белого подростка в Гарлеме кажется легким делом, тем более один из убийц вовсю хвастался этим, пока не оказывается, что двое патрульных присутствовали на месте преступления во время его совершения. |                                                       |                   |                                                         |                  |
| |                                                       |                   |                                                         |                  |
| 10.18 (223) | „Выдающаяся“ (англ. Mega)                             | Дэвид Платт       | Линн Мамет                                              | 5 апреля 2000    |
| При расследовании обстоятельств падения вертолета, в результате которого погибло шесть человек, детективы Бриско и Грин сначала подозревают склонного к суициду пилота, но, когда узнают, что вертолет упал в результате взрыва бомбы, их внимание переносится к жене одной из жертвы авиакатастрофы. |                                                       |                   |                                                         |                  |
| |                                                       |                   |                                                         |                  |
| 10.19 (224) | „Ответ Дороти“ (англ. Surrender Dorothy)              | Марта Митчелл     | Барри Шиндел, Мэтт Уиттен                               | 26 апреля 2000   |
| Когда скромная аспирантка найдена задушенной и багажнике автомобиля, детективы Бриско и Грин сначала подозревают местных членов банды, пока не обнаруживают, что у жертвы была встреча с одним из студентов колледжа. Детективы начинают подозревать мужа убитой — стильного психолога — когда узнают, что женщина встречалась с ним первый раз в качестве одного из пациентов. |                                                       |                   |                                                         |                  |
| |                                                       |                   |                                                         |                  |
| 10.20 (225) | „Незнакомка“ (англ. Untitled)                         | Джейс Александр   | Барри М. Школьник, Ричард Сверен                        | 5 мая 2000       |
| При расследовании дела найденной расчлененной женщины детективы Бриско и Грин обнаруживают, что жертва была богатым покровителем искусств. Интерес следователей к делу возрастает, когда они выходят на художника, который написал картину, на которой изобразил место преступления. Однако по ходу расследования внимание детективов поворачивается к возбужденной незнакомке, которая часто и публично замечалась выступающей против выставления подобных работ в галерее.            |                                                       |                   |                                                         |                  |
| |                                                       |                   |                                                         |                  |
| 10.21 (226) | „Наркоз“ (англ. Narcosis)                             | Константин Макрис | Кэти Маккормик, Линн Е. Литт                            | 10 мая 2000      |
| Убийство проститутки выводит детективов в сложное расследование, вовлекающее в себя азиатское кольцо проституции и рабства. |                                                       |                   |                                                         |                  |
| |                                                       |                   |                                                         |                  |
| 10.22 (227) | „Высоко и низко“ (англ. High & Low)                   | Ричард Доббс      | Джерри Конвей, Уильям Н. Фордс                          | 17 мая 2000      |
| Убита студентка колледжа, которая ночью подрабатывает стриптизершей. В результате расследования арестованы два торговца наркотиками. Торговцы связывают смерть студентки с известной порно-звездой и жульничеством. |                                                       |                   |                                                         |                  |
| |                                                       |                   |                                                         |                  |
| 10.23 (228) | „Жестокость“ (англ. Stiff)                            | Джейс Александр   | Халл Пауэлл, Рене Балсер                                | 24 мая 2000      |
| Богатая женщина средних лет находится в коме после очевидной передозировки отпускаемого по рецепту лекарства. Главный подозреваемый — муж, по версии следователей решивший избавить жену от мучений, однако расследование показывает, что и у дочери был мотив так поступить с матерью. |                                                       |                   |                                                         |                  |
| |                                                       |                   |                                                         |                  |
| 10.24 (229) | „Ступай с Богом“ (исп. Vaya Con Dios)                 | Кристофер Мисиано | Рене Балсер, Ричард Сверен                              | 24 мая 2000      |
| Офис окружного прокурора преследует по суду чилийского полковника за убийство жителя Нью-Йорка, работавшего с коммунистами во время военного переворота Пиночета. |                                                       |                   |                                                         |                  |
| |                                                       |                   |                                                         |                  |

### Одиннадцатый сезон (2000—2001)
| Номер | Название                                                                   | Режиссёр          | Сценаристы                               | Дата премьеры   |
| --- | -------------------------------------------------------------------------- | ----------------- | ---------------------------------------- | --------------- |
| 11.01 (230) | „Выносливый“ (англ. Endurance)                                             | Константин Макрис | Мэтт Уиттен                              | 18 октября 2000 |
| В результате пожара в квартире погибает мальчик с ограниченными возможностями. При расследовании выясняется, что ранее владелец антикварного магазина, расположенного в этом же здании, несколько раз уже переживал пожары. Детективы Бриско и Грин выясняют, что мальчик у родителей был весьма большим бременем, да и брак не сложился, хоть и продержался двенадцать лет. В эпизоде появляется мэр Нью-Йорка Рудольф Джулиани, который представляет существующей команде новое действующее лицу — окружного прокурора Нору Льюин. |                                                                            |                   |                                          |                 |
| |                                                                            |                   |                                          |                 |
| 11.02 (231) | „Дорожное правосудие“ (англ. Turnstile Justice)                            | Ричард Доббс      | Барри Шиндел                             | 25 октября 2000 |
| Найдена мертвая женщина, погибшая от удара головой о тротуар. Чтобы опознать жертву, приходится воспользоваться информацией, хранящейся на магнитном проездном. Карточка приводит детективов к хозяину, но его психическое состояние ставит перед прокурорами вопрос: только ли он один ответственен за преступление. Новый окружной прокурор Нора Льюин дает задание Джеку Маккою и Эбби Кармайкл получше присмотреться к системе здравоохранения, ответственную за освобождение эмоционально неустойчивого преступника.            |                                                                            |                   |                                          |                 |
| |                                                                            |                   |                                          |                 |
| 11.03 (232) | „Разногласие“ (англ. Dissonance)                                           | Льюис Гулд        | Уэнди Баттлс                             | 1 ноября 2000   |
| Детективы расследуют убийство молодой талантливой скрипачки, возвышение которой настроило против нее остальных музыкантов оркестра. |                                                                            |                   |                                          |                 |
| |                                                                            |                   |                                          |                 |
| 11.04 (233) | „Холодный прием“ (англ. Standoff)                                          | Джейс Александр   | П. К. Тодд                               | 8 ноября 2000   |
| Расследование убийства заключенного приводит к подозреваемому, но возникает вопрос: действовал ли он сам или же по заказу с воли. |                                                                            |                   |                                          |                 |
| |                                                                            |                   |                                          |                 |
| 11.05 (234) | „Возвращение“ (англ. Return)                                               | Стив Вертимер     | Аарон Зелман                             | 15 ноября 2000  |
| Когда подозреваемый убийца пытается искать убежище в Израиле, офис окружного прокурора стоит перед трудной задачей уговорить Израиль выдать его для суда в Нью-Йорке, при этом ни в коей мере не обидев еврейское сообщество. |                                                                            |                   |                                          |                 |
| |                                                                            |                   |                                          |                 |
| 11.06 (235) | „Гори, деточка, гори“ (англ. Burn Baby Burn)                               | Дэвид Платт       | Стив Сверен                              | 22 ноября 2000  |
| Бывший активист группы, известной как „Черная пантера“, обвиняется в убийстве полицейского. В свою защиту он настаивает на версии о самообороне. |                                                                            |                   |                                          |                 |
| |                                                                            |                   |                                          |                 |
| 11.07 (236) | „Воздаяние“ (англ. Amends)                                                 | Мэтью Пенн        | Уильям Н. Фордс                          | 29 ноября 2000  |
| По распоряжению начальства вновь поднято и открыто 20-летней давности дело об убийстве девочки-подростка. 20 лет назад его вел босс Бриско, в данный момент находящийся в отставке, а главным подозреваемым является сын известного политика. |                                                                            |                   |                                          |                 |
| |                                                                            |                   |                                          |                 |
| 11.08 (237) | „Тонкий лед“ (англ. Thin Ice)                                              | Джейс Александр   | Мэтт Уиттен, Бернард Голдберг            | 20 декабря 2000 |
| Отец признается в убийстве во время игры хоккейного тренера его сына. Защита выбирает тактику защиты, основанной на том, что его нельзя считать ответственным за действия, потому что он, подозреваемый, страдает от умственного дефекта, известного как „спортивный гнев“. |                                                                            |                   |                                          |                 |
| |                                                                            |                   |                                          |                 |
| 11.09 (238) | „Высокомерие“ (англ. Hubris)                                               | Константин Макрис | Кэти Маккормик, Уэнди Баттлс             | 10 января 2001  |
| Аферист защищает себя сам, когда его судят за убийство в ювелирном магазине. Во время суда он преднамеренно флиртует с одной из присяжных, таким образом пытаясь дискредитировать все жюри целиком. |                                                                            |                   |                                          |                 |
| |                                                                            |                   |                                          |                 |
| 11.10 (239) | „Так чья же это обезьяна?“ (англ. Whose Monkey Is it Anyway?)              | Винсент Мисиано   | Уильям М. Финкельштейн                   | 17 января 2001  |
| Ученый, работающий над вирусом СПИДа, убит обезьяной, выпущенной из его лаборатории активистами по защите прав животных. Последующий суд превращается в спор об этике использования животных в качестве испытуемых. |                                                                            |                   |                                          |                 |
| |                                                                            |                   |                                          |                 |
| 11.11 (240) | „Воскресенье в парке вместе с Хорхе“ (англ. Sunday in the Park with Jorge) | Джеймс Куинн      | Уильям М. Финкельштейн                   | 24 января 2001  |
| После праздника в Центральном Парке в озере найдена мертвая женщина. Среди подозреваемых — богатый муж покойной. |                                                                            |                   |                                          |                 |
| |                                                                            |                   |                                          |                 |
| 11.12 (241) | „Подростковая жестокость“ (англ. Teenage Wasteland)                        | Константин Макрис | Барри Шиндел, Аарон Зелман               | 7 февраля 2001  |
| Владельца ресторана забили насмерть, и детективы Бриско и Грин находят подростков, ищущих острых ощущений. Маккой и Льюин вынуждены решать, насколько молодым должен быть преступник, чтобы избежать смертной казни. |                                                                            |                   |                                          |                 |
| |                                                                            |                   |                                          |                 |
| 11.13 (242) | „Фобия“ (англ. Phobia)                                                     | Дэвид Платт       | Кэти Маккормик, Линн Мамет, Уэнди Баттлс | 14 февраля 2001 |
| Бриско и Грин расследуют смерть мужчины и похищение его приемного сына. По результатам расследования Маккой и Кармайкл делают вывод, что поводом в преступлении служила ненависть к гомосексуалистам, но никак не выкуп. |                                                                            |                   |                                          |                 |
| |                                                                            |                   |                                          |                 |
| 11.14 (243) | „Неудачный сезон“ (англ. A Losing Season)                                  | Джейс Александр   | Барри Шиндел, Уэнди Баттлс               | 21 февраля 2001 |
| Бриско и Грин расследуют гибель беременной француженки в автокатастрофе, и расследование скоро выводит детективов к профессиональному атлету Крису Коти, у которого были свои причины убрать женщину и ребёнка с пути своей карьеры. |                                                                            |                   |                                          |                 |
| |                                                                            |                   |                                          |                 |
| 11.15 (244) | „Унесенные прочь“ (англ. Swept Away — A Very Special Episode)              | Джеймс Куинн      | Уильям М. Финкельштейн                   | 28 февраля 2001 |
| При показе шоу случается реальное убийство. В руках детективов оказывается пленка со съемками этого шоу. |                                                                            |                   |                                          |                 |
| |                                                                            |                   |                                          |                 |
| 11.16 (245) | „Веселье в Бронксе“ (англ. Bronx Cheer)                                    | Ричард Доббс      | Ричард Сверен, Уэнди Баттлс              | 14 марта 2001   |
| Манхэттенский суд занимается торговцем наркотиками, обвиняемым в убийстве, которое произошло в Бронксе. За это же преступление другой человек уже был признан виновным судом в Бронксе и уже отбывает срок наказания. |                                                                            |                   |                                          |                 |
| |                                                                            |                   |                                          |                 |
| 11.17 (246) | „Эго“ (англ. Ego)                                                          | Джеймс Куинн      | Уэнди Баттлс                             | 21 марта 2001   |
| В реке найден труп помощницы прокурора штата. Детективы Бриско и Грин выясняют, что её босс списал исчезновение помощницы как случайное похищение с вокзала Олбани. При плотном изучении связей Конроя с помощницей и женой он быстро становится подозреваемым. |                                                                            |                   |                                          |                 |
| |                                                                            |                   |                                          |                 |
| 11.18 (247) | „Белый обман“ (англ. White Lie)                                            | Дон Скардино      | Ричард Сверен, Аарон Зелман              | 4 апреля 2001   |
| Убийство торговца наркотиками приводит детективов к жене армейского офицера, которая провозила контрабандой кокаин из Колумбии. |                                                                            |                   |                                          |                 |
| |                                                                            |                   |                                          |                 |
| 11.19 (248) | „Ремень безопасности“ (англ. Whiplash)                                     | Ричард Доббс      | Мэтт Уиттен, Аарон Зелман                | 18 апреля 2001  |
| Два страховых агента обвиняются в страховое мошенничестве с организаций автокатастроф «задним числом». |                                                                            |                   |                                          |                 |
| |                                                                            |                   |                                          |                 |
| 11.20 (249) | „Все мои дети“ (англ. All My Children)                                     | Дэвид Платт       | Ноа Байлин, Барри Шиндел                 | 2 мая 2001      |
| Убийство дошкольника выводит к женщине и её тайнам, которая, возможно, вымогала деньги у богатого отца жертвы. |                                                                            |                   |                                          |                 |
| |                                                                            |                   |                                          |                 |
| 11.21 (250) | „Телохранитель брата“ (англ. Brother’s Keeper)                             | Константин Макрис | Рене Балсер, Джо Кэннон                  | 9 мая 2001      |
| Бриско и Грин начинают приглядываться к двум агентам ФБР, которые предоставляют алиби ирландскому бандиту, подозреваемому в убийстве. Случай осложняется убийством свидетеля и появлением брата-близнеца бандита. |                                                                            |                   |                                          |                 |
| |                                                                            |                   |                                          |                 |
| 11.22 (251) | „Оцепеневшая школа“ (англ. School Daze)                                    | Ричард Доббс      | Барри Шиндел, Эрик Овермайер, Дик Вульф  | 16 мая 2001     |
| Маккой соперничает с прежним помощником — Джейми Россом, поскольку тот тоже преследует по суду бандита, обвиняемого в стрельбе по людям в средней школе. |                                                                            |                   |                                          |                 |
| |                                                                            |                   |                                          |                 |
| 11.23 (252) | „Судья Дрэд“ (англ. Judge Dread)                                           | Дэвид Платт       | Ричард Сверен, Аарон Зелман              | 23 мая 2001     |
| Бриско и Грин включились в работу по поиску убийцы жесткого судьи. Когда преступник найден, Кармайкл и Маккою весьма трудно становится доказать виновность подозреваемого. |                                                                            |                   |                                          |                 |
| |                                                                            |                   |                                          |                 |
| 11.24 (253) | „Расширенное голосование“ (англ. Deep Vote)                                | Джейс Александр   | Уильям Н. Фордс, Мэтт Уиттен             | 23 мая 2001     |
| Маккой пытается доказать, что государственный сенатор нанял киллера для убийства журналиста, расследующего нарушения процедуры голосования. Без конфиденциальных источников журналиста связать сенатора и убийцу просто невозможно. |                                                                            |                   |                                          |                 |
| |                                                                            |                   |                                          |                 |

### Двенадцатый сезон (2001—2002)
| Номер | Название                                                  | Режиссёр          | Сценаристы                                  | Дата премьеры    |
| --- | --------------------------------------------------------- | ----------------- | ------------------------------------------- | ---------------- |
| 12.01 (254) | „Кто освободил собак?“ (англ. Who Let the Dogs Out?)      | Дон Скардино      | Кэти Маккормик, Дуглас Старк                | 26 сентября 2001 |
| Бегун загрызен до смерти питбулем, и детективы обнаруживают, что владелец собаки жестоко обращался с собакой, обучая её нападать на людей. |                                                           |                   |                                             |                  |
| |                                                           |                   |                                             |                  |
| 12.02 (255) | „Вооруженные силы“ (англ. Armed Forces)                   | Марта Митчелл     | Ричард Сверен, Шон Яблонски                 | 3 октября 2001   |
| Убитый чистильщик обуви оказывается ветераном, пытавшимся вернуть „Бронзовую Звезду“, которой его наградили во время войны во Вьетнаме. |                                                           |                   |                                             |                  |
| |                                                           |                   |                                             |                  |
| 12.03 (256) | „Ради любви или денег“ (англ. For Love or Money)          | Константин Макрис | Уэнди Баттлс, Шон Яблонски                  | 10 октября 2001  |
| Смерть условно освобожденного наемного убийцы приводит к богатой вдове и дочери, которые наняли его, чтобы убить богатого родственника. |                                                           |                   |                                             |                  |
| |                                                           |                   |                                             |                  |
| 12.04 (257) | „Солдаты удачи“ (англ. Soldier of Fortune)                | Ричард Доббс      | Барри Шиндел                                | 24 октября 2001  |
| Детективы расследуют убийство алмазного брокера, замешанного в нелегальном сбыте алмазов, добытых в Сьерра-Леоне. |                                                           |                   |                                             |                  |
| |                                                           |                   |                                             |                  |
| 12.05 (258) | „Владение“ (англ. Possession)                             | Джеймс Куинн      | Роберт Палм                                 | 31 октября 2001  |
| Двое родственников, владеющих акциями торгового здания, подозреваются в убийстве одного из арендаторов. Убитая была единственным человеком, который препятствовал им продать здание за миллионы долларов.                                                                                |                                                           |                   |                                             |                  |
| |                                                           |                   |                                             |                  |
| 12.06 (259) | „Когда-то известный“ (англ. Formerly Famous)              | Ричард Доббс      | Уэнди Баттлс, Марк Гуггенхайм               | 7 ноября 2001    |
| Бриско и Грин подозревают, что бывший певец из Лас-Вегаса может быть связан с убийством жены. Детективы также обнаруживают, что у жены также есть нечистая история. Когда-то она попадалась за мошенничество.                                                                            |                                                           |                   |                                             |                  |
| |                                                           |                   |                                             |                  |
| 12.07 (260) | „История отпечатков пальцев“ (англ. Myth of Fingerprints) | Дэвид Платт       | Терри Копп, Аарон Зелман, Эрик Овермайер    | 14 ноября 2001   |
| В результате ошибки анализа отпечатков пальцев невиновного человека приговорили к тюрьме. При расследовании детективы обнаруживают, что, возможно, эта ошибка была не единственной, позволившей обвинителям выиграть процесс.                                                            |                                                           |                   |                                             |                  |
| |                                                           |                   |                                             |                  |
| 12.08 (261) | „Этот пожар“ (англ. The Fire This Time)                   | Дэвид Платт       | Дэвид Блэк                                  | 21 ноября 2001   |
| В результате пожара погибает школьная учительница, которую, несмотря на фатальные ожоги, удается опознать. Расследуя дело, Бриско и Грин выходят на радикальную группу защитников окружающей среды. Маккой пытается построить обвинение против человека, который управляет этой группой. |                                                           |                   |                                             |                  |
| |                                                           |                   |                                             |                  |
| 12.09 (262) | „3 ночных парня“ (англ. 3 Dawg Night)                     | Стив Вертимер     | Ричард Сверен, Аарон Зелман                 | 28 ноября 2001   |
| Звезда хип-хопа предстает перед судом по обвинению в убийстве посетителя ночного клуба. Маккой и Саузерлин противостоят ярому натиску адвокатов и представителей знаменитости, которые пытаются изолировать клиента от любой причастности к преступлению или допроса.                    |                                                           |                   |                                             |                  |
| |                                                           |                   |                                             |                  |
| 12.10 (263) | „Ущерб“ (англ. Prejudice)                                 | Эд Шерин          | Джил Голдсмит                               | 12 декабря 2001  |
| Убийство темнокожего президента издательства журнала приводит к подозреваемому, у которого просматривается явный расизм. Его адвокат хочет убедить суд, что расизм — это просто умственная болезнь.                                                                                      |                                                           |                   |                                             |                  |
| |                                                           |                   |                                             |                  |
| 12.11 (264) | „Воротник“ (англ. The Collar)                             | Мэтью Пенн        | Ричард Сверен                               | 9 января 2002    |
| Священник убит на исповеди, но настоящей целью был другой священник. Однако он отказывается сотрудничать со следствием, ссылаясь на тайну исповеди. |                                                           |                   |                                             |                  |
| |                                                           |                   |                                             |                  |
| 12.12 (265) | „Под покровом“ (англ. Undercovered)                       | Джейс Александр   | Уэнди Баттлс, Ноа Байлин                    | 16 января 2002   |
| Служащий страховой компании убит, потому что он являлся членом комитета, отклонившим просьбу на лечение дорогим, но эффективным препаратом для девочки, страдающей лейкемией. |                                                           |                   |                                             |                  |
| |                                                           |                   |                                             |                  |
| 12.13 (266) | „DR 1-102“ (англ. DR 1-102)                               | Ричард Доббс      | Марк Гуггенхайм, Аарон Зелман               | 30 января 2002   |
| Серену просят как адвоката помочь решить ситуацию с заложником, и её действия приводят к угрозе лишиться работы и юридической практики вообще. |                                                           |                   |                                             |                  |
| |                                                           |                   |                                             |                  |
| 12.14 (267) | „Пропавший“ (англ. Missing)                               | Дэвид Платт       | Эрик Овермайер, Мэтт Уиттен, Барри Шиндел   | 6 февраля 2002   |
| Бывший помощник сенатора штата исчезает, и позже его находят мертвым. |                                                           |                   |                                             |                  |
| |                                                           |                   |                                             |                  |
| 12.15 (268) | „Национальный доступ“ (англ. Access Nation)               | Константин Макрис | Терри Копп, Шон Яблонски                    | 27 февраля 2002  |
| Убийство приводит к расследованию, вовлекающему компьютерную фирму, которая продает информацию. Маккой берется за фирму, которая не обеспечила конфиденциальности, а в результате погиб человек.                                                                                         |                                                           |                   |                                             |                  |
| |                                                           |                   |                                             |                  |
| 12.16 (269) | „Заново родившаяся“ (англ. Born Again)                    | Джейс Александр   | Джил Голдсмит, Мэтт Уиттен, Уильям Н. Фордс | 6 марта 2002     |
| Расследование смерти 11-летней девочки раскрывает возможную виновность матери ребёнка и лечащего врача. |                                                           |                   |                                             |                  |
| |                                                           |                   |                                             |                  |
| 12.17 (270) | „Вероятности“ (англ. Girl Most Likely)                    | Стив Шилл         | Линн Мамет                                  | 27 марта 2002    |
| Была убита школьница. Варианты: 1 — Она собиралась сообщить о сексуальном посягательстве на неё двух одноклассников; 2 — Другой одноклассник боялся, что она шла к нему. |                                                           |                   |                                             |                  |
| |                                                           |                   |                                             |                  |
| 12.18 (271) | „Разные права“ (англ. Equal Rights)                       | Джеймс Куинн      | Терри Копп                                  | 3 апреля 2002    |
| Убийство рыночного аналитика приводит детективов к корпорации, акции которой упали… А там много-много подозреваемых. |                                                           |                   |                                             |                  |
| |                                                           |                   |                                             |                  |
| 12.19 (272) | „Резня“ (англ. Slaughter)                                 | Константин Макрис | Роб Врайт                                   | 10 апреля 2002   |
| Активный студент колледжа убит за то, что вел собственное расследование по поводу консервного мясного завода. Маккой раскрывает связь между заводом и пятью смертельными случаями в сети пунктов быстрого питания.                                                                       |                                                           |                   |                                             |                  |
| |                                                           |                   |                                             |                  |
| 12.20 (273) | „Ослепленный“ (англ. Dazzled)                             | Льюис Гулд        | Эрик Овермайер, Мэтт Уиттен                 | 24 апреля 2002   |
| При расследовании дела о мертвой женщине детективы находят свидетельства, что бывший муж погибшей и бывшая жена её настоящего мужа давно замыслили убить её. |                                                           |                   |                                             |                  |
| |                                                           |                   |                                             |                  |
| 12.21 (274) | „Нечестная игра“ (англ. Foul Play)                        | Ричард Доббс      | Ричард Сверен, Стюарт Филдман               | 1 мая 2002       |
| Расследование убийства частного сыщика приводит детективов к обнаружению незаконного гондурасского иммигранта, играющего в Нью-Йоркской молодежной бейсбольной лиге. |                                                           |                   |                                             |                  |
| |                                                           |                   |                                             |                  |
| 12.22 (275) | „Клиент поверенного“ (англ. Attorney Client)              | Мэтью Пенн        | Джилл Голдсмит                              | 8 мая 2002       |
| Адвокат обвиняется в убийстве жены. Во время суда подозреваемый пытается управлять системой, чтобы избежать осуждения. |                                                           |                   |                                             |                  |
| |                                                           |                   |                                             |                  |
| 12.23 (276) | „Сочетание несочетаемого“ (англ. Oxymoron)                | Константин Макрис | Майкл Герберт                               | 15 мая 2002      |
| Тело скудно одетой женщины найдено в Верхнем Ист-Сайде. Из-за её одеяния первоначально предполагается, что она могла быть первоклассным эскортом. |                                                           |                   |                                             |                  |
| |                                                           |                   |                                             |                  |
| 12.24 (277) | „Патриот“ (англ. Patriot)                                 | Дэвид Платт       | Уильям Н. Фордс, Шон Яблонски               | 22 мая 2002      |
| Ветеран операции „Буря в пустыне“, который видит себя солдатом на войне против террора, обвинен в убийстве араба. Дело осложняется, когда следователи выясняют, что убитый на самом деле был террористом.                                                                                |                                                           |                   |                                             |                  |
| |                                                           |                   |                                             |                  |

### Тринадцатый сезон (2002—2003)
| Номер | Название                                        | Режиссёр                      | Сценаристы                     | Дата премьеры   |
| --- | ----------------------------------------------- | ----------------------------- | ------------------------------ | --------------- |
| 13.01 (278) | „Американский джихад“ (англ. American Jihad)    | Константин Макрис             | Аарон Зелман, Марк Гуггенхайм  | 2 октября 2002  |
| Мусульманин, проживающий в Америке, становится главным подозреваемым в двойном убийстве. В дело замешана религия. |                                                 |                               |                                |                 |
| |                                                 |                               |                                |                 |
| 13.02 (279) | „Шангри-Ла“ (англ. Shangri-La)                  | Константин Макрис             | Майкл С. Чернушин              | 9 октября 2002  |
| Убийство учительницы английского языка средней школы раскрывает любовный треугольник, который включает студентку и мужчину-учителя. Оба становятся подозреваемыми. Прокуроры должны иметь дело с многократными личностями студента.                                                                                              |                                                 |                               |                                |                 |
| |                                                 |                               |                                |                 |
| 13.03 (280) | „Настоящее преступление“ (англ. True Crime)     | Марта Митчелл                 | Уэнди Баттлс, Ноа Байлин       | 16 октября 2002 |
| Расследуя смерть солиста рок-группы от передозировки наркотиков, детективы расспрашивают бывшего друга умершего. Следствию препятствует детектив в отставке, который несколько лет назад работал в паре с Бриско. Нетрадиционная тактика расследований делает бывшего сыщика подозреваемым.                                      |                                                 |                               |                                |                 |
| |                                                 |                               |                                |                 |
| 13.04 (281) | „Трагедия во ржи“ (англ. Tragedy on Rye)        | Дэвид Платт                   | Уильям Н. Фордс                | 30 октября 2002 |
| Трое подозреваемых арестованы на основании попавшей к прокурорам любительской видеозаписи. Грабители покидали чужой дом с украденным имуществом, а в самом доме обнаружилась убитая женщина. |                                                 |                               |                                |                 |
| |                                                 |                               |                                |                 |
| 13.05 (282) | „Кольцо“ (англ. The Ring)                       | Ричард Доббс                  | Майкл С. Чернушин              | 6 ноября 2002   |
| Кольцо, найденное на скелете, указывает, что жертва — женщина, была убита во Всемирном торговом центре 11 сентября. Член сильной политической семьи Нью-Йорка обвинен в её убийстве. |                                                 |                               |                                |                 |
| |                                                 |                               |                                |                 |
| 13.06 (283) | „Наемный убийца“ (англ. Hitman)                 | Ричард Доббс                  | Эрик Овермайер                 | 13 ноября 2002  |
| Убийство городского подрядчика вынуждает Бриско и Грина подозревать профессионального наемного убийцу. Они сосредотачиваются на возможных врагах жертвы и заканчивают подозрением жены жертвы и её друга. Однако, поскольку детективы рассматривают любую версию, улики приводят следователей к тому, о ком никто не подозревал. |                                                 |                               |                                |                 |
| |                                                 |                               |                                |                 |
| 13.07 (284) | „Сезон открыт“ (англ. Open Season)              | Мэтью Пенн                    | Ричард Сверен                  | 20 ноября 2002  |
| Адвокат, добившийся оправдания клиента в убийстве полицейского, убит возле ресторана. Детективы подозревают, что в дело вовлечены радикально настроенные полицейские, и что жизни других адвокатов также находятся в опасности.                                                                                                  |                                                 |                               |                                |                 |
| |                                                 |                               |                                |                 |
| 13.08 (285) | „Звездочка“ (англ. Asterisk)                    | Стив Шилл                     | Терри Копп                     | 27 ноября 2002  |
| Известный бейсболист становится главным подозреваемым в убийстве водителя лимузина, когда обнаруживается, что водитель регулярно поставлял ему стероиды. Дальнейшее расследование раскрывает шантаж как основной повод для убийства.                                                                                             |                                                 |                               |                                |                 |
| |                                                 |                               |                                |                 |
| 13.09 (286) | „Колесо“ (англ. The Wheel)                      | Ричард Доббс                  | Джилл Голсмит                  | 11 декабря 2002 |
| Расследование обстоятельств смерти от огня азиатки возле квартиры китайского генерального консула приводит детективов к выводу, что это было самосожжение ради протеста против чего-то там. Однако судебная экспертиза показывает, что она была убита заранее.                                                                   |                                                 |                               |                                |                 |
| |                                                 |                               |                                |                 |
| 13.10 (287) | „День матери“ (англ. Mother’s Day)              | Джейс Александр               | Дженис Даймонд                 | 8 января 2003   |
| Мать требует защиты после убийства своего сына, который сбил пешехода и уехал с места происшествия. |                                                 |                               |                                |                 |
| |                                                 |                               |                                |                 |
| 13.11 (288) | „Избранный“ (англ. Chosen)                      | Эд Шерин                      | Майкл С. Чернушин              | 15 января 2003  |
| После убийства букмекера, имеющего хорошую клиентуру, детективы арестовывают его партнера и обвиняют подозреваемого в предумышленном убийстве. Адвокат подозреваемого избирает необычную стратегию защиты. |                                                 |                               |                                |                 |
| |                                                 |                               |                                |                 |
| 13.12 (289) | „Под Богом“ (англ. Under God)                   | Глория Муцио                  | Марк Гуггенхайм, Ноа Байлин    | 5 февраля 2003  |
| Расследование убийства торговца наркотиками приводит детективов к церкви, расположенной недалеко от места преступления. Священник признается в убийстве, потому что не мог терпеть, как на его территории травят наркотиками молодежь, однако утверждает, что это была рука Бога.                                                |                                                 |                               |                                |                 |
| |                                                 |                               |                                |                 |
| 13.13 (290) | „Потеря сознания“ (англ. Absentia)              | Марта Митчелл, Дарнелл Мартин | Эрик Овермайер                 | 12 февраля 2003 |
| Свидетель по делу об убийстве внезапно исчезает. Помощники окружного прокурора обнаруживают, что этот свидетель 20-ю годами ранее обвинялся в убийстве своей подруги, а потом тоже исчез. |                                                 |                               |                                |                 |
| |                                                 |                               |                                |                 |
| 13.14 (291) | „Под несчастливой звездой“ (англ. Star Crossed) | Дэвид Платт                   | Ричард Сверен                  | 19 февраля 2003 |
| Молодой человек с небольшим интеллектом признается в совершении убийства. Однако помощник прокурора Соутерлин подозревает, что красивая, но управляемая женщина, на которую тот пытался произвести впечатление, уговорила его пойти на преступление, дабы произвести на неё впечатление.                                         |                                                 |                               |                                |                 |
| |                                                 |                               |                                |                 |
| 13.15 (292) | „Сука“ (англ. Bitch)                            | Константин Макрис             | Роз Уайнман, Майкл С. Чернушин | 26 февраля 2003 |
| Успешная деловая женщина обвиняется в убийстве биржевого маклера и, по совместительству, своего любовника. Мотивом послужили проблемы торговли. Обвиняемая утверждает, что у неё произошел психический срыв. |                                                 |                               |                                |                 |
| |                                                 |                               |                                |                 |
| 13.16 (293) | „Ящик для самоубийства“ (англ. Suicide Box)     | Мэтью Пенн                    | Аарон Зелман                   | 26 марта 2003   |
| Чернокожий подросток стреляет в полицейского, потому что недоволен результатами следствия обстоятельств смерти брата. Повторное расследование того дела ухудшает и без того напряженные расовые отношения. |                                                 |                               |                                |                 |
| |                                                 |                               |                                |                 |
| 13.17 (294) | „Гений“ (англ. Genius)                          | Джейс Александр               | Уильям Н. Фордс                | 2 апреля 2003   |
| Многообещающий молодой автор признается в убийстве и грабеже таксиста и требует, чтобы его приговорили к смертной казни. |                                                 |                               |                                |                 |
| |                                                 |                               |                                |                 |
| 13.18 (295) | „Береговая станция“ (англ. Maritime)            | Глория Муцио                  | Уэнди Баттлс                   | 17 апреля 2003  |
| Исчезнувший футболист становится главным подозреваемым в убийстве женщины, обнаруженной в реке Ист-Ривер. |                                                 |                               |                                |                 |
| |                                                 |                               |                                |                 |
| 13.19 (296) | „Провидец“ (англ. Seer)                         | Джеймс Куинн                  | Джилл Голдсмитт                | 23 апреля 2003  |
| Главный подозреваемый в убийстве женщины около секс-клуба утверждает, что он просто увидел преступление с помощью ясновидения. |                                                 |                               |                                |                 |
| |                                                 |                               |                                |                 |
| 13.20 (297) | „Статус-кво“ (англ. Status Quo)                 | Дэвид Платт                   | Эрик Овермиер, Роз Уайнман     | 30 апреля 2003  |
| Расследование убийства сотрудника частной школы выводит детективов к недовольным родителям, детям которых отказали в учёбе в этой школе. |                                                 |                               |                                |                 |
| |                                                 |                               |                                |                 |
| 13.21 (298) | „Посещение на дому“ (англ. House Calls)         | Джейс Александр               | Дженис Даймонд                 | 7 мая 2003      |
| Подозрительная смерть российской модели вынуждает детективов подозревать врачебную ошибку. |                                                 |                               |                                |                 |
| |                                                 |                               |                                |                 |
| 13.22 (299) | „Под защитой“ (англ. Sheltered)                 | Ричард Доббс                  | Терри Копп                     | 14 мая 2003     |
| Детективы охотятся на снайпера, застрелившего нескольких человек средь бела дня. |                                                 |                               |                                |                 |
| |                                                 |                               |                                |                 |
| 13.23 (300) | „Напарники“ (англ. Couples)                     | Дэвид Платт                   | Лоренцо Каркатерра             | 21 мая 2003     |
| Бриско и Грин ведут сразу три дела об убийстве и одно похищение, произошедшие в один день. Одно из преступлений связано с ещё одним преступлением, произошедшим десять лет назад. |                                                 |                               |                                |                 |
| |                                                 |                               |                                |                 |
| 13.24 (301) | „Дым“ (англ. Smoke)                             | Константин Макрис             | Майкл Чернушин, Дик Вульф      | 21 мая 2003     |
| Бриско и Грин расследуют дело упавшего во время пожара с верхних этажей жилого дома 11-летнего мальчика, сына популярного комика. В результате расследования получается, что мальчика выбросил из окна сам комик. |                                                 |                               |                                |                 |
| |                                                 |                               |                                |                 |

### Четырнадцатый сезон (2003—2004)
| Номер | Название                                                  | Режиссёр          | Сценаристы                                       | Дата премьеры    |
| --- | --------------------------------------------------------- | ----------------- | ------------------------------------------------ | ---------------- |
| 14.01 (302) | „Тела“ (англ. Bodies)                                     | Константин Макрис | Уильям Н. Фордс, Майкл С. Чернушин               | 21 сентября 2003 |
| Серийный убийца отказывается показать следователям места, где он похоронил свои жертвы. Адвокат, который тоже об этом знает, также отказывается выдать информацию, основываясь на конфиденциальности общения с подзащитным. |                                                           |                   |                                                  |                  |
| |                                                           |                   |                                                  |                  |
| 14.02 (303) | „Щедрость“ (англ. Bounty)                                 | Мэтью Пенн        | Майкл С. Чернушин                                | 1 октября 2003   |
| Убийство охотника за головами в номере мотеля связано с журналистом, который написал статью о преступнике, которого преследовал этот охотник. |                                                           |                   |                                                  |                  |
| |                                                           |                   |                                                  |                  |
| 14.03 (304) | „Нулевой пациент“ (англ. Patient Zero)                    | Дэвид Платт       | Уэнди Баттлс                                     | 8 октября 2003   |
| Исследование угона автомобиля, перевозящего контейнеры с вирусом, и убийство водителя, становится очень сложным, когда в Нью-Йорке вспыхивает вирус атипичной пневмонии. |                                                           |                   |                                                  |                  |
| |                                                           |                   |                                                  |                  |
| 14.04 (305) | „Отступник“ (англ. Shrunk)                                | Джейс Александр   | Ричард Сверен                                    | 22 октября 2003  |
| Известный бродвейский композитор обвиняется в убийстве. Его психиатр возлагает ответственность на травмирующий эпизод, который композитор пережил в подростковом возрасте. Однако Маккой обнаруживает, что у доктора также был мотив совершить это преступление. |                                                           |                   |                                                  |                  |
| |                                                           |                   |                                                  |                  |
| 14.05 (306) | „Пламя“ (англ. Blaze)                                     | Глория Муцио      | Марк Гуггенхайм, Аарон Зелман, Майкл С. Чернушин | 29 октября 2003  |
| Лидер рок-группы обвиняется в незаконном использовании фейерверка на своем концерте, вызвавшем смерть 23-х человек. Однако подросток — фанат группы — лжесвидетельствует, чтобы его кумира оправдали. |                                                           |                   |                                                  |                  |
| |                                                           |                   |                                                  |                  |
| 14.06 (307) | „Личность“ (англ. Identity)                               | Джейс Александр   | Дженис Даймонд                                   | 5 ноября 2003    |
| 80-летний мужчина обвиняется в убийстве человека, который украл его личность и заставил лишиться дома. |                                                           |                   |                                                  |                  |
| |                                                           |                   |                                                  |                  |
| 14.07 (308) | „Утопленник“ (англ. Floater)                              | Ричард Доббс      | Эрик Овермайер                                   | 12 ноября 2003   |
| Расследование убийства приводит детективов к судье, который берет взятки с избранной группы адвокатов по бракоразводным процессам. |                                                           |                   |                                                  |                  |
| |                                                           |                   |                                                  |                  |
| 14.08 (309) | „Возвращение“ (англ. Embedded)                            | Эд Шерин          | Крейг Терк                                       | 19 ноября 2003   |
| Убит только что возвратившийся из Ирака репортер. Расследование выявило факт, что он выдавал новости относительно передвижений и маневров войск, что повлекло за собой большие жертвы. Исследования баллистиков показывают, что оружие, которым был убит репортер, принадлежит одному из мертвых солдат. Теперь детективам предстоит узнать, кто провез в страну это оружие. |                                                           |                   |                                                  |                  |
| |                                                           |                   |                                                  |                  |
| 14.09 (310) | „Сострадание“ (англ. Compassion)                          | Константин Макрис | Роз Уайнман                                      | 26 ноября 2003   |
| Когда мошенник, выдающий себя за врача, отравлен уважаемым доктором, Маккою предстоит выяснить, что за мотив у этого преступления: месть или безумие. |                                                           |                   |                                                  |                  |
| |                                                           |                   |                                                  |                  |
| 14.10 (311) | „Разрыв контракта“ (англ. Ill-Conceived)                  | Дэвид Платт       | Ноа Байлин, Аарон Зелман, Майкл С. Чернушин      | 3 декабря 2003   |
| Незаконный мексиканский иммигрант обвиняется в убийстве своего босса и его жены. Сам подозреваемый рассказывает историю, как его собственную жену заставили стать суррогатной матерью для семьи его босса. |                                                           |                   |                                                  |                  |
| |                                                           |                   |                                                  |                  |
| 14.11 (312) | „Дарвинист“ (англ. Darwinian)                             | Джейс Александр   | Марк Гуггенхайм                                  | 7 января 2004    |
| Бездомный человек обвиняется в непредумышленном убийстве другого бездомного человека. Его адвокат утверждает, что законы цивилизованного общества не могут работать для бездомных. |                                                           |                   |                                                  |                  |
| |                                                           |                   |                                                  |                  |
| 14.12 (313) | „Возврат долга“ (англ. Payback)                           | Константин Макрис | Лоренцо Каркатерра                               | 14 января 2004   |
| Брокер недвижимого имущества обвиняется в том, что он наемный убийца главаря банды, недавно освобожденного из тюрьмы и пытающийся собрать свою команду. |                                                           |                   |                                                  |                  |
| |                                                           |                   |                                                  |                  |
| 14.13 (314) | „Женатые с детьми“ (англ. Married with Children)          | Ричард Доббс      | Уэнди Баттлс, Уильям Н. Фордс                    | 4 февраля 2004   |
| Детективы сообщают весть об убийстве женщины её сестре, но та, оказывается, на самом деле любовница жертвы. Вместе с усыновленным ребёнком погибшей она исчезает. |                                                           |                   |                                                  |                  |
| |                                                           |                   |                                                  |                  |
| 14.14 (315) | „Городской муниципалитет“ (англ. City Hall)               | Глория Муцио      | Марк Гуггенхайм, Ричард Сверен                   | 11 февраля 2004  |
| В результате обстрела городского муниципалитета погибают член городского совета и водный инспектор. |                                                           |                   |                                                  |                  |
| |                                                           |                   |                                                  |                  |
| 14.15 (316) | „День ветерана“ (англ. Veteran’s Day)                     | Дэвид Платт       | Ноа Байлин                                       | 18 февраля 2004  |
| Убитый горем ветеран войны в Персидском заливе из-за гибели сына в Афганистане убивает антивоенного протестующего. В суде он утверждает, что действовал под чрезвычайным эмоциональным состоянием. |                                                           |                   |                                                  |                  |
| |                                                           |                   |                                                  |                  |
| 14.16 (317) | „Я могу получить свидетеля?“ (англ. Can I Get a Witness?) | Дон Скардино      | Аарон Зелман                                     | 25 февраля 2004  |
| На глазах двух свидетелей в парке убит мальчик мужчиной на велосипеде. Свидетелям неоднократно угрожают, и, в конце концов, их находят убитыми. |                                                           |                   |                                                  |                  |
| |                                                           |                   |                                                  |                  |
| 14.17 (318) | „Свободные руки“ (англ. Hands Free)                       | Глория Муцио      | Дженис Даймонд                                   | 3 марта 2004     |
| Когда Маккой не в силах выиграть процесс против миллионера, обвиняемого в убийстве соседа, помощник прокурора удваивает усилия, чтобы доказать, что несколькими годами ранее тот убил свою вторую жену. |                                                           |                   |                                                  |                  |
| |                                                           |                   |                                                  |                  |
| 14.18 (319) | „Злое поколение“ (англ. Evil Breeds)                      | Константин Макрис | Ноа Байлин, Барри Шиндел                         | 24 марта 2004    |
| Главный свидетель в суде над нацистским военным преступником найден избитым до смерти в собственном доме. |                                                           |                   |                                                  |                  |
| |                                                           |                   |                                                  |                  |
| 14.19 (320) | „Человек из ниоткуда“ (англ. Nowhere Man)                 | Марта Митчелл     | Уильям Н. Фордс                                  | 31 марта 2004    |
| Детективы обнаруживают, что убитый помощника окружного прокурора оказался самозванцем и никогда не оканчивал юридическую школу. |                                                           |                   |                                                  |                  |
| |                                                           |                   |                                                  |                  |
| 14.20 (321) | „Все любят Раймондо“ (англ. Everybody Loves Raimondo’s)   | Ричард Доббс      | Лоренцо Саркатерра, Ричард Сверен                | 14 апреля 2004   |
| Продюсер убит в Раймондо, ресторане, известному преступными связями и знаменитыми клиентами. Бриско и Грин обнаруживают, что продюсер спорил с автором по вопросу прибыли от кино. |                                                           |                   |                                                  |                  |
| |                                                           |                   |                                                  |                  |
| 14.21 (322) | „Месть“ (итал. Vendetta)                                  | Дэвид Платт       | Дэвид Нахмод, Майкл С. Чернушин                  | 21 апреля 2004   |
| Бывший заключенный, с которого снимают обвинения в убийстве, убивает мужчину. Он утверждает, что не сделал бы этого, если б не был незаконно заключен в тюрьму. |                                                           |                   |                                                  |                  |
| |                                                           |                   |                                                  |                  |
| 14.22 (323) | „Гейджин“ (англ. Gaijin)                                  | Джейс Александр   | Уэнди Баттлс                                     | 28 апреля 2004   |
| Убийство знаменитой японской модели, приехавшей в Нью-Йорк, как выяснилось, оказалось заказанным якудзой. |                                                           |                   |                                                  |                  |
| |                                                           |                   |                                                  |                  |
| 14.23 (324) | „Скупщик икры“ (англ. Caviar Emptor)                      | Ричард Доббс      | Роз Уайнман                                      | 12 мая 2004      |
| Персидский бизнесмен найден мертвым в своей кровати. Дети жертвы и новая молодая жена становятся подозреваемыми в убийстве. |                                                           |                   |                                                  |                  |
| |                                                           |                   |                                                  |                  |
| 14.24 (325) | „C.O.D.“ (англ. C.O.D.)                                   | Мэтью Пенн        | Ричард Сверен, Марк Гуггенхайм                   | 19 мая 2004      |
| Две женщины обвиняются в организации заговора убить мужей друг друга. Тем временем детектив Бриско объявляет о своей отставке. |                                                           |                   |                                                  |                  |
| |                                                           |                   |                                                  |                  |

### Пятнадцатый сезон (2004—2005)
| Номер | Название                                            | Режиссёр          | Сценаристы                               | Дата премьеры    |
| --- | --------------------------------------------------- | ----------------- | ---------------------------------------- | ---------------- |
| 15.01 (326) | „Парадигма“ (англ. Paradigm)                        | Мэтью Пенн        | Ричард Сверен, Дик Вульф                 | 22 сентября 2004 |
| Грин с новым напарником Джо Фонтана расследуют убийство ветерана войны в Ираке, у которого есть инкриминирующие фотографии из тюрьмы Абу-Грейб. Иракская женщина, являющаяся американской гражданкой, обвинена в убийстве, но она утверждает, что была военнопленной.                                                                      |                                                     |                   |                                          |                  |
| |                                                     |                   |                                          |                  |
| 15.02 (327) | „Клуб вдов“ (англ. The Dead Wives Club)             | Дэвид Платт       | Ник Сантора                              | 22 сентября 2004 |
| Когда женщина, брошенная мужем-пожарником, ушедшим к вдове его напарника, может также потерять ещё и опеку над своими детьми, у неё не остается другого выхода, как убить конкурентку. На суде она утверждает, что действовала под влиянием посттравмирующего синдрома 11 сентября.                                                        |                                                     |                   |                                          |                  |
| |                                                     |                   |                                          |                  |
| 15.03 (328) | „Братство“ (англ. The Brotherhood)                  | Джин де Сегонзак  | Альфредо Барриос-мл., Уэнди Баттлс       | 29 сентября 2004 |
| Тюремные охранники обвиняются в убийстве освобожденного заключенного. Обвиняемые утверждают, что действовали под угрозой некоей банды, которые угрожали им и их семьям. Банда пытается угрожать также и судье, ведущему дело. |                                                     |                   |                                          |                  |
| |                                                     |                   |                                          |                  |
| 15.04 (329) | „Вниз со скоростью“ (англ. Coming Down Hard)        | Ричард Доббс      | Дейви Холмс                              | 6 октября 2004   |
| Два самоубийства студентов связаны с исследованием в университете нового лекарства. Финансировала эти исследования фармацевтическая компания, которая, по мнению следователей, могла знать о побочных эффектах, но руководители компании пытались это скрыть.                                                                              |                                                     |                   |                                          |                  |
| |                                                     |                   |                                          |                  |
| 15.05 (330) | „Игры с оружием“ (англ. Gunplay)                    | Константин Макрис | Уильям Н. Фордс, Луис Джонсон            | 20 октября 2004  |
| Убиты два незаконных продавца оружием во время операции, когда два агента под прикрытием пытались купить оружие. Маккой начинает подозревать, что адвокат защиты держал под контролем и руководил всей операцией. |                                                     |                   |                                          |                  |
| |                                                     |                   |                                          |                  |
| 15.06 (331) | „Порез“ (англ. Cut)                                 | Ричард Доббс      | Уэнди Баттлс                             | 27 октября 2004  |
| Жадность и самовлюбленность пластического хирурга приводят к смерти пациента. Офис окружного прокурора настаивает, чтобы Маккой преследовал по суду его за преступное небрежение, вместо того, чтобы передать вопрос гражданскому суду, после того, как расследование раскрывает несколько случаев невнимания доктора к уходу за больными. |                                                     |                   |                                          |                  |
| |                                                     |                   |                                          |                  |
| 15.07 (332) | „Без любви“ (англ. Gov Love)                        | Майкл Прессман    | Ричард Сверен, Росс Бергер               | 10 ноября 2004   |
| Расследование смерти жены губернатора раскрывает паутину неверности, жадности и коррупции, которая вынуждает МакКоя противостоять защите, основанной на новой интерпретации супружеской верности. |                                                     |                   |                                          |                  |
| |                                                     |                   |                                          |                  |
| 15.08 (333) | „Плач волка“ (англ. Cry Wolf)                       | Дон Скардино      | Лоренцо Каркатерра, Ник Сантора          | 17 ноября 2004   |
| Главарь бандитов обвиняется в убийстве человека, который видел его любовницу. Однако, когда ту находят убитой незадолго до суда, бандит настаивает, что искренне любил её и не имеет никакого отношения ни к какому из двух убийств. |                                                     |                   |                                          |                  |
| |                                                     |                   |                                          |                  |
| 15.09 (334) | „Все для семьи“ (англ. All in the Family)           | Джейс Александр   | Уильям Н. Фордс                          | 24 ноября 2004   |
| Жена бизнесмена обвиняется в найме российских киллеров, чтобы устроить покушение на её мужа. |                                                     |                   |                                          |                  |
| |                                                     |                   |                                          |                  |
| 15.10 (335) | „Враг“ (англ. Enemy)                                | Ричард Доббс      | Альфредо Барриос-мл.                     | 1 декабря 2004   |
| Афганский наркобарон вовлечен в связанную с наркотиками резню в Нью-Йорке. Однако судебное преследование является трудным, потому что правительство считает его союзником в войне с терроризмом в Афганистане. |                                                     |                   |                                          |                  |
| |                                                     |                   |                                          |                  |
| 15.11 (336) | „Неподвижный“ (англ. Fixed)                         | Эд Шерин          | Роз Уайнман, Эрик Овермайер              | 8 декабря 2004   |
| Когда условно освобожденный детский маньяк убит, расследование приводит к испуганному социальному работнику и экспериментальной тюремной программе. |                                                     |                   |                                          |                  |
| |                                                     |                   |                                          |                  |
| 15.12 (337) | „Богатство“ (англ. Mammon)                          | Джейс Александр   | Уильям Н. Фордс, Дуглас Старк            | 5 января 2005    |
| Подрядчик подозревается в убийстве инвестиционного банкира после того, как детективы обнаруживают, что в системе обеспечения безопасности дома кто-то копался, и у подрядчика были какие-то дела с женой банкира. |                                                     |                   |                                          |                  |
| |                                                     |                   |                                          |                  |
| 15.13 (338) | „Не любовь“ (англ. Ain't No Love)                   | Пэрис Баркли      | Ричард Сверен, Лоис Джонсон              | 12 января 2005   |
| Молодой исполнитель хип-хопа обвиняется в убийстве магната рэпа, но его друг во время суда свидетельствует, что он — убийца. Серена возражает против той тактики судебного расследования, которая применяется по этому делу, и её увольняют.                                                                                               |                                                     |                   |                                          |                  |
| |                                                     |                   |                                          |                  |
| 15.14 (339) | „Беглость“ (англ. Fluency)                          | Мэтью Пенн        | Ник Сантора                              | 19 января 2005   |
| Шестнадцать человек умирают от гриппа после того, как они получили поддельные инъекции против гриппа. Новый помощник прокурора Александра Борджа помогает Джеку Маккою преследовать по суду ответственную сторону за непредумышленное убийство.                                                                                            |                                                     |                   |                                          |                  |
| |                                                     |                   |                                          |                  |
| 15.15 (340) | „Наваждение“ (англ. Obsession)                      | Константин Макрис | Альфредо Барриос-мл., Уэнди Баттлс       | 9 февраля 2005   |
| Расследование смерти консервативного ведущего ток-шоу приводит к человеку, который утверждает, что имел дело с его женой. Маккой подозревает, что убийство заказала жена ведущего. |                                                     |                   |                                          |                  |
| |                                                     |                   |                                          |                  |
| 15.16 (341) | „Шестой“ (англ. The Sixth Man)                      | Дэвид Платт       | Лоис Джонсон, Ричард Сверен              | 16 февраля 2005  |
| Маккой преследует по суду известную звезду баскетбола, обвиняемую в убийстве человека, который предъявлял иск ему из-за массивной ссоры между игроками и поклонниками. |                                                     |                   |                                          |                  |
| |                                                     |                   |                                          |                  |
| 15.17 (342) | „Лицензия на убийство“ (англ. License to Kill)      | Константин Макрис | Ричард Сверен, Стюарт Филдман            | 23 февраля 2005  |
| Расследование дорожной аварии приводит Фонтану и Грина к убитому в лесу неизвестному человеку. |                                                     |                   |                                          |                  |
| |                                                     |                   |                                          |                  |
| 15.18 (343) | „Кулинарное шоу“ (англ. Dining Out)                 | Джин де Сегонзас  | Дейви Холмс                              | 2 марта 2005     |
| Ведущий популярного кулинарного шоу является подозреваемым в убийстве телевизионного руководителя. Однако судебное расследование получило неожиданный оборот, когда присяжный заседатель, очарованный клиентом, попадается на взятке от адвоката.                                                                                          |                                                     |                   |                                          |                  |
| |                                                     |                   |                                          |                  |
| 15.19 (344) | „Секта“ (англ. Sects)                               | Ричард Доббс      | Фрэнк Пуглиз                             | 30 марта 2005    |
| Расследование попытки самоубийства приводит к религиозному культу, который продвигает педофилию. |                                                     |                   |                                          |                  |
| |                                                     |                   |                                          |                  |
| 15.20 (345) | „Надгробная плита“ (англ. Tombstone)                | Эрик Штольц       | Рик Ейд                                  | 13 апреля 2005   |
| Адвокат престижной фирмы убит. Один из старших партнеров фирмы отказывается свидетельствовать против обвиняемого по эгоистичным причинам. Детектив Грин смертельно ранен, сопровождая неразговорчивого свидетеля. |                                                     |                   |                                          |                  |
| |                                                     |                   |                                          |                  |
| 15.21 (346) | „Опубликовать и умереть“ (англ. Publish and Perish) | Константин Макрис | Том Жентджорджи                          | 20 апреля 2005   |
| Фонтана с новым напарником Ником Фолко расследуют убийство порнозвезды. После того, как женщина, обвиненная в убийстве, также убита, они раскрывают связь обеих жертв с политически честолюбивым экс-комиссаром полиции. |                                                     |                   |                                          |                  |
| |                                                     |                   |                                          |                  |
| 15.22 (347) | „Королевский спорт“ (англ. Sport of Kings)          | Майкл Прессман    | Ричард Сверен, Ник Сантора, Уэнди Баттлс | 4 мая 2005       |
| Убийство жокея посылает Фонтану и Фолко в красочный мир скачек. Там они узнают, что владелец лошади использовал украденные из фонда деньги для её покупки. |                                                     |                   |                                          |                  |
| |                                                     |                   |                                          |                  |
| 15.23 (348) | „В Боге наша правда“ (англ. In God We Trust)        | Дэвид Платт       | Ричард Сверен                            | 11 мая 2005      |
| Когда Фонтана и Фолко расследуют пожар, в котором погиб человек. Подозреваемый пытается уйти от ответственности, утверждая, что стал ярым христианином после совершения убийства. |                                                     |                   |                                          |                  |
| |                                                     |                   |                                          |                  |
| 15.24 (349) | „Локомотив“ (англ. Locomotion)                      | Мэтью Пенн        | Эрик Овермайер                           | 18 мая 2005      |
| Неудавшаяся попытка самоубийства приводит к крушению поезда, в результате которого погибает 12 человек. Адвокат, предложивший защиту ненормальности клиента, уволен ответчиком, поскольку тот сам собирается себя защитить. |                                                     |                   |                                          |                  |
| |                                                     |                   |                                          |                  |

### Шестнадцатый сезон (2005—2006)
| Номер | Название                                      | Режиссёр          | Сценаристы                   | Дата премьеры    |
| --- | --------------------------------------------- | ----------------- | ---------------------------- | ---------------- |
| 16.01 (350) | „Красный шар“ (англ. Red Ball)                | Мэтью Пенн        | Дэвид Уилкокс                | 21 сентября 2005 |
| Молодая девушка похищена средь бела дня, и единственная связь с ней — экс-преступник, который требует сделки. |                                               |                   |                              |                  |
| |                                               |                   |                              |                  |
| 16.02 (351) | „Недостаток“ (англ. Flaw)                     | Джин де Сегонзак  | Крис Левинсон                | 28 сентября 2005 |
| Убит аферист, который попытался выйти на Оливию Бенсон. Чтобы расследовать дело до конца, Оливии и Фину приходится обратиться за помощью к Фонтане и Грину. Совместное расследование выводит следователей к мошенницам — матери и дочери. |                                               |                   |                              |                  |
| |                                               |                   |                              |                  |
| 16.03 (352) | „Призрак“ (англ. Ghosts)                      | Константин Макрис | Рик Эид                      | 8 октября 2005   |
| Фонтана и Маккой, несмотря на многочисленные препятствия, пытаются доказать виновность человека, десятью годами ранее убившего молодую девушку. |                                               |                   |                              |                  |
| |                                               |                   |                              |                  |
| 16.04 (353) | „Акт милосердия“ (англ. Age of Innocence)     | Дэвид Платт       | Дейви Холмс                  | 12 октября 2005  |
| Фонтана и Грин расследуют убийство мужчины, который решил отключить свою жену, живущую только за счет приборов, от этих самых приборов. У обоих подозреваемых есть железное алиби. |                                               |                   |                              |                  |
| |                                               |                   |                              |                  |
| 16.05 (354) | „Линия жизни“ (англ. Life Line)               | Розмари Родригес  | Грэг Плегман                 | 19 октября 2005  |
| Найден труп репортера Терезы Ричтер. Начав расследование, полиция понимает, что её смерть связана с историей, которую та вела по латинской банде L-12. Расследование выводит детективов к Кевину Друкеру, бизнесмену, который сообщил об угоне автомобиля, но в действительности плативший банде, чтобы те не трогали его сына Паттерсона, заключенного в тюрьму в том же корпусе, где отсиживали срок многие из членов банды. Маккой и Борджа понимают, что единственный способ, которым они могут добраться до L-12 и найти заказчика убийства репортера, — заставить Друкера говорить. Друкер говорить отказывается, если не будет гарантирована безопасность его сына. |                                               |                   |                              |                  |
| |                                               |                   |                              |                  |
| 16.06 (355) | „Неотъемлемое право“ (англ. Birthright)       | Константин Макрис | Дэвид Слак                   | 2 ноября 2005    |
| Медсестра обвиняется в выполнении лечащих инъекций подросткам, делать которые она не имела права, что привело к смерти одного из её пациентов. |                                               |                   |                              |                  |
| |                                               |                   |                              |                  |
| 16.07 (356) | „Карточный домик“ (англ. House of Cards)      | Майкл Прессман    | Уэнди Баттлс                 | 9 ноября 2005    |
| Мать-одиночка убита, а её ребёнок похищен. Следователи находят ребёнка с женщиной, которая похитила его, чтобы завершить аферу с мнимой беременностью. |                                               |                   |                              |                  |
| |                                               |                   |                              |                  |
| 16.08 (357) | „Минута Нью-Йорка“ (англ. New York Minute)    | Дон Скардино      | Николас Вуттон               | 16 ноября 2005   |
| Убийство водителя грузовика пограничной службой раскрывает историю о контрабанде. |                                               |                   |                              |                  |
| |                                               |                   |                              |                  |
| 16.09 (358) | „Уголовное право“ (англ. Criminal Law)        | Эд Шерин          | Дэвид Уилкокс                | 23 ноября 2005   |
| Убийство трёх женщин с одинаковыми именами выводят Фонтану и Грина к осужденному за убийство жены в полном народа офисе на 9 лет Лелэнду Барнсу. Детективы изо всех сил пытаются определить, как Барнс, сидящий в тюрьме, заставил кого-то, находящегося на свободе, убивать людей, которые способствовали его осуждению. Расследование приводит детективов к сыновьям Лелэнда. |                                               |                   |                              |                  |
| |                                               |                   |                              |                  |
| 16.10 (359) | „Кислота“ (англ. Acid)                        | Майкл Прессман    | Ричард Сверен                | 30 ноября 2005   |
| После того, как дочь одного из друзей колледжа Ван Бурен найдена мертвой в своей комнате, сама Ван Бурен присоединяется к Грину и Фонтане в поиске человека, который сжег её лицо кислотой несколькими месяцами ранее, что привело девушку к самоубийству. Ван Бурен пытается получить помощь у друга мертвой девушки, но неудачно, тот испуган, думает, что тот человек, который разрушил жизнь её старшей дочери, может разрушить жизнь и младшей дочери. |                                               |                   |                              |                  |
| |                                               |                   |                              |                  |
| 16.11 (360) | „Библейская история“ (англ. Bible Story)      | Рик Уиллис        | Ричард Сверен                | 7 декабря 2005   |
| Реликвия украдена из синагоги и осквернена. Преступление должно быть раскрыто прежде, чем в Манхэттене вспыхнет религиозная война. |                                               |                   |                              |                  |
| |                                               |                   |                              |                  |
| 16.12 (361) | „Друг семьи“ (англ. Family Friend)            | Джин де Сегонза   | Филипп Браунинг              | 11 января 2006   |
| После того, как Филип и Валери Мессик подвергаются нападению в собственном доме, Грин и Фонтана идут по следу мелкого головореза по имени Джей Флекнер. После того, как свидетельское показание Валери неумышленно помогает Фелкнеру избежать правосудия и вообще поимки, тот найден мертвым. Детективы вскоре выходят на друга семьи Боба Сералло. |                                               |                   |                              |                  |
| |                                               |                   |                              |                  |
| 16.13 (362) | „Сердце Тьмы“ (англ. Heart of Darkness)       | Ричард Доббс      | Картер Харрис                | 18 января 2006   |
| Маккой обвиняет в убийстве репортера женщину, но во время суда оказывается, что к преступлению может быть причастен кто-то ещё. |                                               |                   |                              |                  |
| |                                               |                   |                              |                  |
| 16.14 (363) | „Магнит“ (англ. Magnet)                       | Адам Бернштайн    | Дэвид Блэк                   | 8 февраля 2006   |
| Фонтана и Грин арестовывают студента по подозрению в убийстве сокурсника. Маккой сталкивается с трудным противником, когда начинает преследовать по суду студента за убийство. |                                               |                   |                              |                  |
| |                                               |                   |                              |                  |
| 16.15 (364) | „Выбор зла“ (англ. Choice of Evils)           | Майкл Прессман    | Дэвид Уилкокс                | 1 марта 2006     |
| Женщина признается, что застрелила своего сына из страха, что тот станет угрозой обществу. |                                               |                   |                              |                  |
| |                                               |                   |                              |                  |
| 16.16 (365) | „Стоимость денег“ (англ. Cost of Capital)     | Майкл Уоткинс     | Том Сматч, Рик Эид           | 8 марта 2006     |
| Расследование убийства банкира приводит детективов к открытию личных отношении с боссом. Маккой расспрашивает 14-летнюю дочь ответчика, которая раскрывает отвратительную семейную тайну. |                                               |                   |                              |                  |
| |                                               |                   |                              |                  |
| 16.17 (366) | „Америка Инкорпорейтед“ (англ. America, Inc.) | Джин де Сегонзак  | Ричард Сверен                | 22 марта 2006    |
| В то время как Маккой занимается делом по убийству военного подрядчика, судебное преследование прервано возможностью террористической атаки. |                                               |                   |                              |                  |
| |                                               |                   |                              |                  |
| 16.18 (367) | „Точка зрения“ (англ. Thinking Makes It So)   | Тони Голдуин      | Майкл С. Чернушин            | 29 марта 2006    |
| Фонтана обвиняется в превышении полномочий, чтобы заставить подозреваемого в похищении указать местоположение жертвы. |                                               |                   |                              |                  |
| |                                               |                   |                              |                  |
| 16.19 (368) | „Положительный“ (англ. Positive)              | Ричард Доббс      | Сонни Постильоне             | 5 марта 2006     |
| Когда подросток совершает самоубийство после убийства доктора, Фонтана и Грин узнают, что младшая сестра подростка недавно умерла от СПИДа. |                                               |                   |                              |                  |
| |                                               |                   |                              |                  |
| 16.20 (369) | „Влиятельное лицо“ (англ. Kingmaker)          | Дон Скардино      | Дэвид Слак                   | 3 мая 2006       |
| Расследование убийства Даны Бэкер, полицейского под прикрытием, Фонтана и Грин узнают, что человек, убивший её, опознал её как полицейского через фотографию в газете. Расследование преступления выводит детективов к Эрику Ланду, служащему у конгрессмена Прескотта. С первого взгляда кажется, что у того есть железное алиби, пока не обнаруживается письмо, которое тот послал в редакцию газеты по электронной почте. |                                               |                   |                              |                  |
| |                                               |                   |                              |                  |
| 16.21 (370) | „Непредусмотрительность“ (англ. Hindsight)    | Джин де Сегонзак  | Крис Левинсон                | 10 мая 2006      |
| Фонтана и Грин расследуют преступление, в котором подозревается прежний напарник Грина, Ник Фолко, проведший ночь с убитой. |                                               |                   |                              |                  |
| |                                               |                   |                              |                  |
| 16.22 (371) | „Захватчик“ (англ. Invaders)                  | Мэтью Пенн        | Ричард Сверен, Дэвид Уилкокс | 17 мая 2006      |
| Расследование дела о фальшивых денежных знаках приводит к смерти помощника прокурора Борджи. Маккой вынужден выбрать сомнительную и опасную юридическую тактику, но с гарантией, что убийцы Борджи отданы под суд. |                                               |                   |                              |                  |
| |                                               |                   |                              |                  |

### Семнадцатый сезон (2006—2007)
| Номер | Название                                              | Режиссёр          | Сценаристы                      | Дата премьеры    |
| --- | ----------------------------------------------------- | ----------------- | ------------------------------- | ---------------- |
| 17.01 (372) | „Известность“ (англ. Fame)                            | Джин де Сегонзак  | Николас Вуттон                  | 22 сентября 2006 |
| Грин и Кэссиди расследуют убийство полицейского, случившееся, когда тот пытался предотвратить грабеж. Расследование выводит детективов к украденным фотографиям жены знаменитого игрока. |                                                       |                   |                                 |                  |
| |                                                       |                   |                                 |                  |
| 17.02 (373) | „Воплощение“ (англ. Avatar)                           | Винсент Мисиано   | Дэвид Слак                      | 29 сентября 2006 |
| Грин и Кесседи занимаются расследованием дела, получившегося после того, как фотография мертвой женщины опубликована на популярном веб-сайте, B-Frendz.com. |                                                       |                   |                                 |                  |
| |                                                       |                   |                                 |                  |
| 17.03 (374) | „Сладкий дом“ (англ. Home Sweet)                      | Ричард Доббс      | Майкл С. Чернушин               | 6 октября 2006   |
| При взрыве здания погибает человек. Расследование показало, что владельцу здания предложили миллионы, чтобы тот продал свою собственность, но он отклонил это щедрое предложение — к огорчению бывшей жены. |                                                       |                   |                                 |                  |
| |                                                       |                   |                                 |                  |
| 17.04 (375) | „Американский страх“ (англ. Fear America)             | Константин Макрис | Сонни Постильоне, Роберт Нейтан | 13 октября 2006  |
| Убийство араба засняли на видео. Возможно, он был убит за то, что помог ФБР уничтожить арабскую террористическую ячейку в Нью-Йорке. |                                                       |                   |                                 |                  |
| |                                                       |                   |                                 |                  |
| 17.05 (376) | „Публичное наказание“ (англ. Public Service Homicide) | Константин Макрис | Крис Левинсон                   | 20 октября 2006  |
| Грин и Кэссиди расследуют убийство маньяка, подвергнутого поруганию в национальной программе телевизионных новостей. |                                                       |                   |                                 |                  |
| |                                                       |                   |                                 |                  |
| 17.06 (377) | „Спекулянт“ (англ. Profiteer)                         | Артур В. Форней   | Дэвид Уилкокс                   | 27 октября 2006  |
| Убит директор компании, производящей армейские бронежилеты. Детективы привязывают инцидент к американскому солдату, убитому в Ираке, которому бронежилет, произведённый этой компанией, не помог. |                                                       |                   |                                 |                  |
| |                                                       |                   |                                 |                  |
| 17.07 (378) | „Истине в вине“ (англ. In Vino Veritas)               | Тим Хантер        | Дэвид Уилкокс                   | 3 ноября 2006    |
| Бывший актёр, известный антисемит, арестован с кровью на одежде. При расследовании детективы обнаруживают, что был убит владелец телекомпании, по национальности еврей, с которым у подозреваемого обнаружились кое-какие связи. |                                                       |                   |                                 |                  |
| |                                                       |                   |                                 |                  |
| 17.08 (379) | „Освобождение“ (англ. Release)                        | Майкл Прессман    | Рик Эид, Николас Вуттон         | 10 ноября 2006   |
| Студентка обвиняется в убийстве человека в туристическом автобусе „Малыши-плохиши“. |                                                       |                   |                                 |                  |
| |                                                       |                   |                                 |                  |
| 17.09 (380) | „Тупик“ (англ. Deadlock)                              | Алекс Чаппл       | Дэвид Слак                      | 17 ноября 2006   |
| Грин и Кэссиди охотятся на серийного убийцу Леона Ворджича, который бежал из тюрьмы. В конце концов, Ворджича обнаруживают в школе, он заперся в классе с кучей заложников. |                                                       |                   |                                 |                  |
| |                                                       |                   |                                 |                  |
| 17.10 (381) | „Угловая комната“ (англ. Corner Office)               | Джоан Гтайн Шимке | Рик Эид, Ричард Сверен          | 8 декабря 2006   |
| После того, как корпоративный адвокат Чарльз Диллон обнаружен мертвым в гостиничном номере, Грин и Кэссиди узнают, что компания, на которую он работал, находится в шаге от банкротства. Расследование выводит детективов на дорогостоящую девушку по вызову, Джулию Велозо, которая, оказывается, была романтично связана с президентом компании, Самантой Вивер. |                                                       |                   |                                 |                  |
| |                                                       |                   |                                 |                  |
| 17.11 (382) | „Остаток дня“ (англ. Remains of the Day)              | Константин Макрис | Шия Рибовски, Дэвид Уилкокс     | 5 января 2007    |
| Майкл Джонс умирает в комнате своей матери без видимых причин. Его мать — Эшли — обвиняет взрослых детей своего бывшего мужа, Мили и Хиллари Фостер, которые борются с ней за управление состоянием их отца. Вскрытие трупа исключает версию Эшли и направляет Грина и Кэссиди в другом направлении.                                                               |                                                       |                   |                                 |                  |
| |                                                       |                   |                                 |                  |
| 17.12 (383) | „Случайная благотворительность“ (англ. Charity Case)  | Майкл Прессман    | Николас Вуттон                  | 12 января 2007   |
| Приемный младенец звезды мыльной оперы и его мать являются главными в расследовании убийства. |                                                       |                   |                                 |                  |
| |                                                       |                   |                                 |                  |
| 17.13 (384) | „Тема разговора“ (англ. Talking Points)               | Мэтью Пенн        | Майкл С. Чернушин               | 2 февраля 2007   |
| Убийство студента университета Джейсона Майлза на собрании, устроенном Джудит Барлоу, предоставляет детективам множество подозреваемых. Однако Грин и Кэссиди находят двоих, которые лгут о своих алиби. |                                                       |                   |                                 |                  |
| |                                                       |                   |                                 |                  |
| 17.14 (385) | „Церковь“ (англ. Church)                              | Константин Макрис | Рик Эид                         | 9 февраля 2007   |
| Священник признается в убийстве молодого гомосексуала, но Маккой и Рубироса скоро находят, что убийца — совсем другой человек. |                                                       |                   |                                 |                  |
| |                                                       |                   |                                 |                  |
| 17.15 (386) | „Смешение“ (англ. Melting Pot)                        | Джин де Сегонзак  | Ричард Сверен                   | 16 февраля 2007  |
| После того, как актриса найдена мертвой в своей квартире, Грин и Кесседи пытаются доказать, что её смерть не была самоубийством. - Эпизод основан на случае убийства актрисы Адриенн Схелли, которая была приглашённой звездой и сыграла ключевую роль в эпизоде „Высоко и низко“ (10-й сезон). В этом эпизоде актриса играла персонаж по имени Венди Олстон.      |                                                       |                   |                                 |                  |
| |                                                       |                   |                                 |                  |
| 17.16 (387) | „Убийственная книга“ (англ. Murder Book)              | Константин Макрис | Дэвид Уилкокс                   | 23 февраля 2007  |
| Грин и Кэссиди расследуют смерть литературного агента, одобрившего книгу, написанную экс-атлетом, который описывает, как он убил бы свою жену, если бы был убийцей. |                                                       |                   |                                 |                  |
| |                                                       |                   |                                 |                  |
| 17.17 (388) | „Правильная вера“ (англ. Good Faith)                  | Сэм Уайсман       | Дэвид Слак                      |                  |
| Грин и Кэссиди занимаются расследованием поджога церкви, в результате которого погиб человек. Расследование, однако, показало, что человека убили прежде, чем церковь заполыхала в пожаре. |                                                       |                   |                                 |                  |
| |                                                       |                   |                                 |                  |
| 17.18 (389) | „Цацки“ (англ. Bling)                                 | Карен Гавиола     | Мэтью Макго                     | 6 апреля 2007    |
| Ювелир, который работает с сообществом хип-хопа, признаёт себя виновным в убийстве женщины рэп-звезды. Но позднее он утверждает, что его запугал звукорежиссёр и заставил признаться в преступлении. |                                                       |                   |                                 |                  |
| |                                                       |                   |                                 |                  |
| 17.19 (390) | „Непредвиденные последствия“ (англ. Fallout)          | Константин Макрис | Сонни Постильоне                | 27 апреля 2007   |
| Офис помощника прокурора преследует по суду российского милиционера за то, что тот отравил до смерти российского иммигранта, который похитил его дочь для банды сутенёров в Нью-Йорке. |                                                       |                   |                                 |                  |
| |                                                       |                   |                                 |                  |
| 17.20 (391) | „Пленник“ (англ. Captive)                             | Майкл Уоткинс     | Ричард Сверен                   | 4 мая 2007       |
| При расследовании похищения и убийства молодого мальчика обнаруживается второй похищенный мальчик, пропавший много лет назад и теперь живущий с похитителем. Маккою предстоит решить, как поступить с этим мальчиком, когда обнаруживается, что убийца — именно он.                                                                                                |                                                       |                   |                                 |                  |
| |                                                       |                   |                                 |                  |
| 17.21 (392) | „Здесь“ (англ. Over Here)                             | Константин Макрис | Уильям Н. Фордс                 | 11 мая 2007      |
| Детективы связывают смертельные случаи двух бездомных мужчин к войне в Ираке. |                                                       |                   |                                 |                  |
| |                                                       |                   |                                 |                  |
| 17.22 (393) | „Семейный час“ (англ. The Family Hour)                | Мэтью Пенн        | Ричард Сверен, Дэвид Слак       | 18 мая 2007      |
| Расследуя убийство бывшей жены сенатора, детективы откапывают тревожную историю домашнего насилия, вовлекающего всю семью. Однако расследование резко меняет направление, когда сенатор пойман с поличным, убивая свою дочь. |                                                       |                   |                                 |                  |
| |                                                       |                   |                                 |                  |

### Восемнадцатый сезон (2008)
| Номер | Название                                       | Режиссёр          | Сценаристы                       | Дата премьеры   |
| --- | ---------------------------------------------- | ----------------- | -------------------------------- | --------------- |
| 18.01 (394) | „Звонок домой“ (англ. Called Home)             | Аллен Култер      | Рене Балсер                      | 2 января 2008   |
| Кир Лупо возвращается в Нью-Йорк после четырёх лет, проведенных за границей в борьбе с террористами. Лупо и Грин занимаются расследованием двух похожих самоубийств, одно из которых проделал брат Лупо. Детективы подозревают недавно условно освобожденного преступника, имеющего кличку „Доктор Смерть“.                                                                                        |                                                |                   |                                  |                 |
| |                                                |                   |                                  |                 |
| 18.02 (395) | „Темнота“ (англ. Darkness)                     | Майкл Диннер      | Уильям Н. Фордс                  | 2 января 2008   |
| Первое дело Грина и Лупо в качестве напарников. Мать и дочь похищены во время затмения, и это же затмение мешает расследованию детективам. |                                                |                   |                                  |                 |
| |                                                |                   |                                  |                 |
| 18.03 (396) | „Ублюдок“ (англ. Misbegotten)                  | Майкл Уоткинс     | Стефани Сенгупта, Дэвид Уилкокс  | 9 января 2008   |
| Грин и Лупо расследуют взрыв в научно-исследовательской лаборатории, приведшей к ранению охранницы. Расследование скоро поворачивается к последним экспериментам ученого. |                                                |                   |                                  |                 |
| |                                                |                   |                                  |                 |
| 18.04 (397) | „Беграничный“ (англ. Bottomless)               | Алекс Чаппл       | Эд Цукерман                      | 16 января 2008  |
| Детективы расследуют убийство молодого адвоката. Результаты расследования вскоре выводят детективов на бизнесмена, который работает на теневую транснациональную корпорацию под названием SavingsMart. |                                                |                   |                                  |                 |
| |                                                |                   |                                  |                 |
| 18.05 (398) | „Гонимый“ (англ. Driven)                       | Алан Тейлор       | Джина Гионфриддо, Ричард Сверен  | 23 января 2008  |
| Лупо и Грин занимаются расследованием убийства белого парня и темнокожей девчонки, обнаруженных недалеко от места жительства. Расследование затруднено, когда никто не хочет давать показания, но детективы все равно узнают, что ранее у белого парня случился конфликт с кем-то из местных. |                                                |                   |                                  |                 |
| |                                                |                   |                                  |                 |
| 18.06 (399) | „Звериная политика“ (англ. Political Animal)   | Джин де Сегонзак  | Дэвид Слак, Эд Цукерман          | 30 января 2008  |
| Мошенник, работающий в роли политической кассы одной из партий, обвинен в тройном убийстве. Чтобы бросить разумное сомнение во время суда, он указывает на несколько видных политических деятелей, которых он поддерживает. |                                                |                   |                                  |                 |
| |                                                |                   |                                  |                 |
| 18.07 (400) | „Недоотравление“ (англ. Quit Claim)            | Джим Маккей       | Дэвид Уилкокс, Уильям Н. Фордс   | 6 февраля 2008  |
| Помощник прокурора Каттер не уступает в остроумии мошеннику, единственному выжившему подозреваемому, обвиняемому в жульничестве с недвижимым имуществом, в аферу которого, к тому же, была вовлечена и организованная преступность. |                                                |                   |                                  |                 |
| |                                                |                   |                                  |                 |
| 18.08 (401) | „Нелегал“ (англ. Illegal)                      | Константин Макрис | Уильям Н. Фордс, Дэвид Слак      | 13 февраля 2008 |
| Гражданский полицейский обвиняется в убийстве одного из протестующих на митинге иммигрантов. Маккой, в свою очередь, обвиняется в стремлении замять дело. |                                                |                   |                                  |                 |
| |                                                |                   |                                  |                 |
| 18.09 (402) | „Палач“ (англ. Executioner)                    | Константин Макрис | Джина Джионфриддо, Ричард Сверен | 20 февраля 2008 |
| Расследование убийства доктора вынуждает Грина и Лупо подозревать, что убитый оказался не в то время и не в том месте. |                                                |                   |                                  |                 |
| |                                                |                   |                                  |                 |
| 18.10 (403) | „Танго“ (англ. Tango)                          | Дин Вайт          | Стефани Сенгупта                 | 27 февраля 2008 |
| Детективы Грин и Лупо расследуют убийство подростка. Чтобы выйти на преступника, детективы затевают игру с двумя подозреваемыми. К сожалению, невнимательность одного присяжного заседателя может напрочь разрушить убойную тактику Рубиросы. |                                                |                   |                                  |                 |
| |                                                |                   |                                  |                 |
| 18.11 (404) | „Предательство“ (англ. Betrayal)               | Марк Левин        | Ричард Сверен, Джина Джионфриддо | 5 марта 2008    |
| Молодая жена обвиняется в убийстве мужа, врача, по подозрению в сексуальных отношениях с клиентом-подростком. Она берёт всю защиту на себя и утверждает, что была одной из жертв-подростков своего мужа. |                                                |                   |                                  |                 |
| |                                                |                   |                                  |                 |
| 18.12 (405) | „Подчинение“ (англ. Submission)                | Константин Макрис | Эд Цукерман                      | 12 марта 2008   |
| Полицейские захватывают взбесившуюся собаку. Когда внутри собаки найден палец женщины, начинается интригующее расследование. Когда в расследование вмешивается весьма любопытный репортёр, дело грозит стать невозможным. |                                                |                   |                                  |                 |
| |                                                |                   |                                  |                 |
| 18.13 (406) | „Ангельский сад“ (англ. Angelgrove)            | Дарнелл Мартин    | Стефани Сенгупта, Дэвид Уилкокс  | 19 марта 2008   |
| Лупо и Грину приходится копаться в семейной истории убитого торговца произведениями искусства, подозреваемого в связях с террористами. |                                                |                   |                                  |                 |
| |                                                |                   |                                  |                 |
| 18.14 (407) | „Крапленая карта“ (англ. Burn Card)            | Марио Ван Пиблес  | Дэвид Уилкокс, Эд Цукерман       | 23 марта 2008   |
| Отдел внутренних расследований проявляет особый интерес к детективу Грину после того, как тот стреляет в игрока, связанному с текущим расследованием. История поднимает часть прошлого Грина, которое тот старается изо всех сил скрыть. - Последнее появление Джесси Л. Мартина в роли детектива Эда Грина, а также первое появление в сериале Энтони Андерсона в роли детектива Кевина Бернарда. |                                                |                   |                                  |                 |
| |                                                |                   |                                  |                 |
| 18.15 (408) | „Призрак“ (англ. Bogeyman)                     | Тим Хантер        | Джина Джионфриддо, Ричард Сверен | 30 марта 2008   |
| Очевидное самоубийство романиста быстро меняется на версию об убийстве. В подозреваемых — целый религиозный культ, в котором состоит муж погибшей. |                                                |                   |                                  |                 |
| |                                                |                   |                                  |                 |
| 18.16 (409) | „Забастовка“ (англ. Strike)                    | Мэрисоль Торрес   | Дэвид Слак, Уильям Н. Фордс      | 7 марта 2008    |
| Забастовка юристов заканчивается смертью ассистента адвоката. Расследование уходит в неожиданную сторону, когда Рубироса начинает противостоять Катеру, который, собственно, забастовку и начал. |                                                |                   |                                  |                 |
| |                                                |                   |                                  |                 |
| 18.17 (410) | „Персона нон грата“ (англ. Personae Non Grata) | Джон Дэвид Колес  | Стефани Сенгупта                 | 14 мая 2008     |
| Расследование убийства приводит Лупо и Бернарда в Платтсбург, где мошенница изображает из себя беглую дочь на социальном веб-сайте, чтобы соблазнять мужчин и вытягивать из них деньги. |                                                |                   |                                  |                 |
| |                                                |                   |                                  |                 |
| 18.18 (411) | „Меч короля Артура“ (англ. Excalibur)          | Джим Маккей       | Эд Цукерман, Рене Балсер         | 21 мая 2008     |
| Готовя дело об убийстве, офис окружного прокурора натыкается на потенциальный скандал, в котором фигурирует бизнес проституции и губернатор Нью-Йорка. Это дело может повлиять на карьеру Джека МакКоя как окружного прокурора. |                                                |                   |                                  |                 |
| |                                                |                   |                                  |                 |

### Девятнадцатый сезон (2008—2009)
| Номер | Название                                                 | Режиссёр          | Сценаристы                                      | Дата премьеры   |
| --- | -------------------------------------------------------- | ----------------- | ----------------------------------------------- | --------------- |
| 19.01 (412) | „Грохот“ (англ. Rumble)                                  | Константин Макрис | Кристофер Амброс, Ричард Сверен                 | 5 ноября 2008   |
| Маккой использует антитеррористический закон, чтобы преследовать по суду группу хулиганов, вовлеченных в смертельную карательную ссору. Помощник прокурора Каттер с ним категорически не согласен. - В эпизоде упоминаются события эпизода „Убежище“ из 9-го сезона. |                                                          |                   |                                                 |                 |
| |                                                          |                   |                                                 |                 |
| 19.02 (413) | „Вызов“ (англ. Challenged)                               | Фред Бернер       | Эд Цукерман, Рене Балсер                        | 12 ноября 2008  |
| Умственно отсталый человек, свидетель убийства, не желает раскрывать отвратительные семейные тайны убитого, так же, как и выдать информацию об убийце. |                                                          |                   |                                                 |                 |
| |                                                          |                   |                                                 |                 |
| 19.03 (414) | „Потерянные парни“ (англ. Lost Boys)                     | Крис Залла        | Ричард Сверен, Джина Джионфриддо                | 19 ноября 2008  |
| Расследование смерти 17-летнего подростка выводит Лупо и Бернарда в мир фундаменталистской Мормонской секты, её лидера многоженца, и одной из его жен, которая пытается сбежать от него. |                                                          |                   |                                                 |                 |
| |                                                          |                   |                                                 |                 |
| 19.04 (415) | „Падение“ (англ. Falling)                                | Майкл Уоткинс     | Кит Айснер, Стефани Сенгупта                    | 26 ноября 2008  |
| Упавший подъемный кран убивает человека. Детективы находят свидетельство умышленного нарушения правил. |                                                          |                   |                                                 |                 |
| |                                                          |                   |                                                 |                 |
| 19.05 (416) | „От удара“ (англ. Knock Off)                             | Константин Макрис | Мэтью Макго, Джонатан Ринтельс, Уильям Н. Фордс | 3 декабря 2008  |
| При расследовании убийства туриста детективы подозревают, что в преступление вовлечены коррумпированные сотрудники правоохранительных органов. Тем временем губернатор угрожает назначить нового окружного прокурора на приближающихся выборах. |                                                          |                   |                                                 |                 |
| |                                                          |                   |                                                 |                 |
| 19.06 (417) | „Конфетка“ (англ. Sweetie)                               | Марио Ван Пиблес  | Люк Шелхас, Эд Цукерман                         | 10 декабря 2008 |
| Известный автор-историк найден мертвым в сообществе мужчин, занимающихся проституцией. |                                                          |                   |                                                 |                 |
| |                                                          |                   |                                                 |                 |
| 19.07 (418) | „Ноль“ (англ. Zero)                                      | Мэрисоль Торрес   | Люк Шелхас, Эд Цукерман                         | 17 декабря 2008 |
| Труп женщины найден в городском саду. Бернарду и Лупо приходится разбираться в её противоречивой жизни и связях со смертью полицейского в Нью-Джерси. |                                                          |                   |                                                 |                 |
| |                                                          |                   |                                                 |                 |
| 19.08 (419) | „Движимое имущество“ (англ. Chattel)                     | Джим Маккей       | Мэтью Макго, Уильям Н. Фордс                    | 7 января 2009   |
| Два адвоката по бракоразводным процессам убиты в собственном доме. Расследование раскрывает незаконный бизнес, связанный с усыновлением детей. |                                                          |                   |                                                 |                 |
| |                                                          |                   |                                                 |                 |
| 19.09 (420) | „В соответствии с лжесвидетельством“ (англ. By Perjury)  | Дарнелл Мартин    | Кристофер Абрози, Ричард Сверен                 | 14 января 2009  |
| Каттер противостоит адвокату, умело манипулирующему законами, что позволяет тому многому сходить с рук. Ошибка Лупо подвергает риску жизнь Каттера. |                                                          |                   |                                                 |                 |
| |                                                          |                   |                                                 |                 |
| 19.10 (421) | „Обещание“ (англ. Pledge)                                | Алекс Чаппл       | Джина Джионфриддо, Ричард Сверен                | 21 января 2009  |
| Гарольд и Джойс Фоли, биологи в местном университете, приходят домой и находят сына и домработницу убитыми. |                                                          |                   |                                                 |                 |
| |                                                          |                   |                                                 |                 |
| 19.11 (422) | „Жесткая удача“ (англ. Lucky Stiff)                      | Марк Левин        | Мэтью Макго, Эд Цукерман                        | 28 января 2009  |
| Мошенник признан виновным в смерти одного из „деловых партнеров“. Но, когда он сам и его жена убиты, у детективов появляются новые подозреваемые. |                                                          |                   |                                                 |                 |
| |                                                          |                   |                                                 |                 |
| 19.12 (423) | „Незаконнорожденный“ (англ. Illegitimate)                | Джош Марстон      | Кит Айснер, Стефани Сегупта                     | 4 февраля 2009  |
| Офис окружного прокурора пытается доказать, что бизнесмен, полагающий, что он — незаконнорожденный сын президента Кеннеди, на самом деле организатор тройного убийства. |                                                          |                   |                                                 |                 |
| |                                                          |                   |                                                 |                 |
| 19.13 (424) | „Криминальный парень“ (англ. Crimebusters)               | Алекс Чаппл       | Ричард Сверен, Джина Джионфриддо                | 11 февраля 2009 |
| У детективов есть двое подозреваемых во взрыве зажигательной бомбы в рекрутском центре. Взрыв убил ребёнка. |                                                          |                   |                                                 |                 |
| |                                                          |                   |                                                 |                 |
| 19.14 (425) | „Экстаз“ (англ. Rapture)                                 | Фред Бернер       | Люк Шелхас, Эд Цукерман                         | 18 февраля 2009 |
| Владелец веб-сайта убит человеком, решившим возвратить советских евреев в Израиль, чтобы выполнить библейское пророчество. Однако убийца, когда покинул офис окружного прокурора, ищет убежище в иранском посольстве. |                                                          |                   |                                                 |                 |
| |                                                          |                   |                                                 |                 |
| 19.15 (426) | „Выручка“ (англ. Bailout)                                | Джин де Сегонзак  | Кристофер Амбрози, Ричард Сверен                | 11 марта 2009   |
| Жена президента обанкротившегося банка сбита скрывшимся с места происшествия автомобилем. Расследование раскрывает похищение с целью получения выкупа. |                                                          |                   |                                                 |                 |
| |                                                          |                   |                                                 |                 |
| 19.16 (427) | „Вычет“ (англ. Take-out)                                 | Джим Маккей       | Кит Айснер, Уильям Н. Фордс                     | 18 марта 2009   |
| Убийство журналиста, занимающегося расследованием для репортажа о шпионах, выводит детективов к китайскому посольству. |                                                          |                   |                                                 |                 |
| |                                                          |                   |                                                 |                 |
| 19.17 (428) | „Далекие якоря“ (англ. Anchors Away)                     | Алекс Чаппл       | Мэтью Макго, Эд Цукерман                        | 25 марта 2009   |
| Детективы Лупо и Бернард расследуют убийство телерепортера, который был вовлечен в любовный треугольник с одним из сотрудников телекомпании. |                                                          |                   |                                                 |                 |
| |                                                          |                   |                                                 |                 |
| 19.18 (429) | „Продвиньте это!“ (англ. Promote This!)                  | Майкл Уоткинс     | Кристофер Амбрози, Ричард Сверен                | 29 апреля 2009  |
| Детективы расследуют избиение латиноамериканского незаконного иммигранта, который может быть связан с серией других преступлений на почве ненависти. |                                                          |                   |                                                 |                 |
| |                                                          |                   |                                                 |                 |
| 19.19 (430) | „Все новое“ (англ. All New)                              | Роджер Юнг        | Кит Айснер, Уильям Н. Фордс                     | 6 мая 2009      |
| Пожарный Томас Купер и его жена Линда замучены и убиты в новом особняке. Убийства, как думают, связаны со старым нерешенным делом, связанным с наркотиками. Но, когда детективы узнают о пожарном по имени Ник Спенс, который только что присоединился к команде Купера и расследование указывает на него, как на виновного, Спенс сгорает при подозрительных обстоятельствах в пожаре. |                                                          |                   |                                                 |                 |
| |                                                          |                   |                                                 |                 |
| 19.20 (431) | „Обмен“ (англ. Exchange)                                 | Эрнест Дикерсон   | Стефани Сенгупта                                | 13 мая 2009     |
| Двое ученых погибают в пожаре. Сосед, пытавшийся их спасти, ранен. Детективы обнаруживают, что ученых убили до того, как начался пожар. |                                                          |                   |                                                 |                 |
| |                                                          |                   |                                                 |                 |
| 19.21 (432) | „Катайтесь или умрите“ (англ. Skate or Die)              | Норбето Барба     | Люк Шелхас, Эд Цукерман                         | 20 мая 2009     |
| Детективы Лупо и Бернард ищут серийного убийцу, специализирующегося на бездомных. В ходе расследования они также обнаруживают подражателя. |                                                          |                   |                                                 |                 |
| |                                                          |                   |                                                 |                 |
| 19.22 (433) | „Спасенный утопленник“ (англ. The Drowned and the Saved) | Фред Бернер       | Ричард Сверен, Джина Джионфриддо                | 3 июня 2009     |
| Расследование убийства раскрывает связи с женой губернатора и, возможно, скандал, вовлекающий губернатора, баллотирующегося в Сенат. |                                                          |                   |                                                 |                 |
| |                                                          |                   |                                                 |                 |

### Двадцатый сезон (2009—2010)
| Номер | Название                                                                   | Режиссёр          | Сценаристы                                     | Дата премьеры    |
| --- | -------------------------------------------------------------------------- | ----------------- | ---------------------------------------------- | ---------------- |
| 20.01 (434) | «Послание с Темной стороны» (англ. Memo From the Dark Side)                | Фред Бернер       | Кит Айснер, Рене Балсер                        | 25 сентября 2009 |
| Расследование убийства молодого военного в собственном гараже, по мнению следователей, связано с профессором права, работающим в Министерстве юстиции. |                                                                            |                   |                                                |                  |
| |                                                                            |                   |                                                |                  |
| 20.02 (435) | «Самая справедливая девочка в мире» (англ. Just a Girl in the World)       | Мэрисоль Торрес   | Ричард Сверен, Кристофер Амбрози               | 2 октября 2009   |
| Убита криминалист. Следователи подозревают её неверного жениха. |                                                                            |                   |                                                |                  |
| |                                                                            |                   |                                                |                  |
| 20.03 (436) | «Великий Сатана» (англ. Great Satan)                                       | Майкл Диннер      | Люк Шелхас, Эд Цукерман                        | 9 октября 2009   |
| Детективы Лупо и Бернард занимаются расследованием убийства музыканта. Сумка, набитая наличными деньгами, приводит их к множеству подозреваемых. |                                                                            |                   |                                                |                  |
| |                                                                            |                   |                                                |                  |
| 20.04 (437) | «Реальные укусы» (англ. Reality Bites)                                     | Константин Макрис | Люк Шелхас, Эд Цукерман                        | 16 октября 2009  |
| Отец нескольких усыновлённых детей обвиняется в убийстве жены из-за её нежелания закончить реалити-шоу, основанное на жизни их семьи. Суд угрожает превратиться в цирк средств массовой информации. |                                                                            |                   |                                                |                  |
| |                                                                            |                   |                                                |                  |
| 20.05 (438) | «Достоинство» (англ. Dignity)                                              | Джим Маккей       | Джули Мартин, Ричард Сверен                    | 23 октября 2009  |
| Доктор, занимающийся абортами на поздних сроках, убит. Происходит весьма эмоциональный суд над защитником против абортов, что угрожает поссорить Каттера и Рубиросу. |                                                                            |                   |                                                |                  |
| |                                                                            |                   |                                                |                  |
| 20.06 (439) | «Поисковая система человеческих органов» (англ. Human Flesh Search Engine) | Дарнелл Мартин    | Мэтью Макго, Эд Цукерман                       | 30 октября 2009  |
| Офис окружного прокурора обвиняет оператора веб-сайта, после того, как убийца использовал информацию с этого сайта, чтобы убить человека. |                                                                            |                   |                                                |                  |
| |                                                                            |                   |                                                |                  |
| 20.07 (440) | «Потерянный мальчик» (англ. Boy Gone Astray)                               | Роуз Трош         | Кит Айснер, Рене Балсер                        | 6 ноября 2009    |
| Офису окружного прокурора предстоит иметь дело с двумя молодыми подростками, которые обучались искусству убивать мексиканским наркокартелем. |                                                                            |                   |                                                |                  |
| |                                                                            |                   |                                                |                  |
| 20.08 (441) | «Примесь» (англ. Doped)                                                    | Марио Ван Пиблес  | Кристофер Амброзе, Ричард Сверен               | 6 ноября 2009    |
| То, что поначалу кажется обыкновенной аварией при вождении в нетрезвом виде, становится более сложным, когда следователи обнаруживают, что жертва собиралась положить конец фармацевтической компании, на которую она работала. |                                                                            |                   |                                                |                  |
| |                                                                            |                   |                                                |                  |
| 20.09 (442) | «Для защиты» (англ. For the Defense)                                       | Уильям Клейер     | Люк Шелхас, Эд Цукерман                        | 13 ноября 2009   |
| После того, как главный свидетель в суде по делу об убийстве найден мертвым, детективы подозревают, что Маркус Уолл, бывший окружной прокурор, а ныне адвокат, может быть вовлечен в ряд убийств свидетелей. |                                                                            |                   |                                                |                  |
| |                                                                            |                   |                                                |                  |
| 20.10 (443) | «Дробовик» (англ. Shotgun)                                                 | Роджер Янг        | Ричард Сверен, Джули Мартин                    | 20 ноября 2009   |
| Бизнесмен в испанском квартале становится героем после перестрелки с тремя вооружёнными грабителями. Однако расследование обнаруживает, что в его показаниях имеются кое-какие несоответствия, и перестрелка могла быть вовсе не самообороной. |                                                                            |                   |                                                |                  |
| |                                                                            |                   |                                                |                  |
| 20.11 (444) | «Федеральное правительство» (англ. Fed)                                    | Алекс Чаппл       | Кит Айснер, Рене Балсер                        | 11 декабря 2009  |
| Организатор общества, работающий над регистрацией избирателя, найден мертвым со словом «FED», нацарапанным на его груди. Первоначально детективы подозревают антиправительственный заговор, но узнают, что жертва тайно собирала дискредитирующую информацию на организацию, на которую он (организатор сообщества) работал.                                                            |                                                                            |                   |                                                |                  |
| |                                                                            |                   |                                                |                  |
| 20.12 (445) | «Шантаж» (англ. Blackmail)                                                 | Марк Левин        | Мэтью Макго, Эд Цукерман                       | 15 января 2010   |
| Смерть журналиста, работавшего на веб-сайт сплетен о знаменитостях, приводит детективов к издателю, который стремился использовать информацию, которую собрала для истории, чтобы шантажировать известного ведущего ток-шоу. |                                                                            |                   |                                                |                  |
| |                                                                            |                   |                                                |                  |
| 20.13 (446) | «Смерть со стальными глазами» (англ. Steel-Eyed Death)                     | Майкл Прессман    | Ричард Сверен, Кристофер Амбрози, Джули Матрин | 1 марта 2010     |
| Семья из четырёх человек убита в собственном доме. Есть два подозреваемых и оба с психологическими отклонениями. |                                                                            |                   |                                                |                  |
| |                                                                            |                   |                                                |                  |
| 20.14 (447) | «Парни в огне» (англ. Boy on Fire)                                         | Роуз Трош         | Дуглас Шоулас, Мэтью Макго, Эд Цукерман        | 1 марта 2010     |
| Двое подростков, учащихся средней школы, обвиняются в убийстве другого ученика из более успешной частной школы. Лупо и Бернард подозревают, что директор школы предоставляет подозреваемым фальшивое алиби. |                                                                            |                   |                                                |                  |
| |                                                                            |                   |                                                |                  |
| 20.15 (448) | «Фальшивый бриллиант» (англ. Brilliant Disguise)                           | Алекс Чаппл       | Кит Айснер, Рене Балсер                        | 8 марта 2010     |
| Молодая женщина найдена убитой в отеле. Улики на месте преступления выводят детективов к студенту-медику. |                                                                            |                   |                                                |                  |
| |                                                                            |                   |                                                |                  |
| 20.16 (449) | «Невиновность» (англ. Innocence)                                           | Фред Бернер       | Ричард Сверен, Джули Мартин                    | 15 марта 2010    |
| Человек признан виновным в убийстве гомосексуалиста на почве ненависти, но группа, назвавшая себя «Коллективная Невиновность», настроена очистить его имя. |                                                                            |                   |                                                |                  |
| |                                                                            |                   |                                                |                  |
| 20.17 (450) | «Четыре убитых полицейских» (англ. Four Cops Shot)                         | Джим Маккей       | Мэтью Макго, Люк Шелхас, Эд Цукерман           | 22 марта 2010    |
| На глазах нескольких свидетелей убили четырёх полицейских. Расследование раскрывает интересный факт: убитые, возможно, знали убийцу. |                                                                            |                   |                                                |                  |
| |                                                                            |                   |                                                |                  |
| 20.18 (451) | «Бразилия» (англ. Brazil)                                                  | Джин де Сегонзак  | Кит Айснер, Рене Балсер                        | 29 марта 2010    |
| При расследовании отравления во время симпозиума по вопросу глобального потепления, доктора Оскара Сильвы, детективы Кир Лупо и Кевин Бернард сначала подозревают конкурентов доктора Сильвы в этом исследовании. Однако скоро обнаруживается, что доктор Сильва вовлечен в грязную историю с бывшим мужем его жены, Филипом Шоемэкером, и расследование поворачивается к семье жертвы. |                                                                            |                   |                                                |                  |
| |                                                                            |                   |                                                |                  |
| 20.19 (452) | «Незваный гость» (англ. Crashers)                                          | Дарнелл Мартин    | Ричард Сверен, Кристофер Амбрози, Джули Мартин | 3 мая 2010       |
| Молодой человек обвиняется в убийстве сестры после того, как они являлись на вечеринку без приглашения. Очень скоро детективы находят неожиданную связь между подозреваемым и офисом нью-йоркского сенатора, который был также на вечеринке. |                                                                            |                   |                                                |                  |
| |                                                                            |                   |                                                |                  |
| 20.20 (453) | «Сборщик налогов Комет» (англ. The Taxman Cometh)                          | Фред Бернер       | Уильям Н. Фордс, Эд Цукерман                   | 10 мая 2010      |
| Когда молодая наследница умирает от очевидной передозировки наркотиков, Лупо и Бернард начинают подозревать её кузена, наследство которого увеличилось после её смерти. |                                                                            |                   |                                                |                  |
| |                                                                            |                   |                                                |                  |
| 20.21 (454) | «Бессмертный» (англ. Immortal)                                             | Джим Маккей       | Джули Мартин, Ричард Сверен                    | 17 мая 2010      |
| Расследование поножовщины со смертельным исходом приводит к биоисследовательской фирме, эксплуатирующей клетки умершего 50 лет назад человека, и ни разу не заплатившей его небогатым потомкам ни цента. |                                                                            |                   |                                                |                  |
| |                                                                            |                   |                                                |                  |
| 20.22 (455) | «Вечная любовь» (англ. Love Eternal)                                       | Уильям Клейер     | Эд Цукерман                                    | 17 мая 2010      |
| Команда телевизионного реалити-шоу обнаруживает тело мертвеца, запертое в клетке для собак. |                                                                            |                   |                                                |                  |
| |                                                                            |                   |                                                |                  |
| 20.23 (456) | «Резиновая комната» (англ. Rubber Room)                                    | Рене Балсер       | Рене Балсер                                    | 24 мая 2010      |
| Детективы ищут анонимного блогера, который опубликовал в интернете планы взрыва школы. |                                                                            |                   |                                                |                  |
| |                                                                            |                   |                                                |                  |

### Сезон 21 (2022)
| № общий | № в сезоне | Название                                    | Режиссёр   | Автор сценария | Дата премьеры   | Произв. код | Зрители в США (млн) |
| --- | ---------- | ------------------------------------------- | ---------- | -------------- | --------------- | ----------- | ------------------- |
| 457 | 1          | «Правильная вещь» «The Right Thing»         | Неизвестно | Неизвестно     | 24 февраля 2022 | 2101        | 5.80                |
| Недавно познакомившиеся партнеры Бернард и Косгроув расследуют убийство известного артиста эстрады. Спор из-за отказа от признания приводит к расколу в офисе окружного прокурора. |            |                                             |            |                |                 |             |                     |
| 458 | 2          | «Неосуществимая мечта» «Impossible Dream»   | Неизвестно | Неизвестно     | 3 марта 2022    | 2102        | 4.46                |
| Главный операционный директор крупной технологической компании найден убитым в Центральном парке. Прайс и Марун пытаются распутать паутину обмана, чтобы разоблачить коварного нарцисса. |            |                                             |            |                |                 |             |                     |
| 459 | 3          | «Отфильтрованная жизнь» «Filtered Life»     | Неизвестно | Неизвестно     | 10 марта 2022   | 2103        | 4.21                |
| Бернард и Косгроув расследуют исчезновение звезды социальных сетей, чье дело вызвало бурю негодования в интернете. Прайс и Марун должны взвесить свои решения по этому делу с учетом пожеланий семьи пропавшей женщины. |            |                                             |            |                |                 |             |                     |
| 460 | 4          | «Линии разломов» «Fault Lines»              | Неизвестно | Неизвестно     | 17 марта 2022   | 2104        | 4.62                |
| После убийства судьи суда по семейным делам Бернард и Косгроув разбираются в многочисленных жалобах на него. Когда окружной прокурор сталкивается с непредвиденными трудностями, Марун берет дело в свои руки, чтобы спасти его.                                                                                           |            |                                             |            |                |                 |             |                     |
| 461 | 5          | «Свободная речь» «Free Speech»              | Неизвестно | Неизвестно     | 7 апреля 2022   | 2105        | 3.91                |
| Бернард и Косгроув расследуют убийство кандидата в Конгресс. Прайс и Марун борются с экстремистским заговором, целью которого является сорвать планы кандидата любыми необходимыми средствами. |            |                                             |            |                |                 |             |                     |
| 462 | 6          | «Злая игра» «Wicked Game»                   | Неизвестно | Неизвестно     | 14 апреля 2022  | 2106        | 4.02                |
| Когда молодого человека находят мертвым, по всей видимости, от передозировки, Диксон яростно берется за расследование убийства, поскольку старое нераскрытое дело не дает ей покоя. Прайс и Марун рискуют подвергнуть свидетеля опасности, чтобы разоблачить подозреваемого и показать, что за ним скрывается монстр.      |            |                                             |            |                |                 |             |                     |
| 463 | 7          | «Наследие» «Legacy»                         | Неизвестно | Неизвестно     | 28 апреля 2022  | 2107        | 4.15                |
| Бернард и Косгроув сталкиваются с несколькими подозреваемыми в убийстве директора элитной частной школы. Жизнь подростка висит на волоске, пока Прайс и Марун спорят, кто более виновен - стрелок или пособник. |            |                                             |            |                |                 |             |                     |
| 464 | 8          | «Разрыв» «Severance»                        | Неизвестно | Неизвестно     | 5 мая 2022      | 2108        | 4.23                |
| Когда финансовый директор компании, входящей в список Fortune 500, обнаружена задушенной в своем доме, Бернард и Косгроув пытаются найти ее убийцу, чтобы соединить несколько тупиковых ситуаций. Обвинение сталкивается с трудной задачей, поскольку Маккой и Прайс сталкиваются с выбором, который может стоить им дела. |            |                                             |            |                |                 |             |                     |
| 465 | 9          | «Отличный претендент» «The Great Pretender» | Неизвестно | Неизвестно     | 12 мая 2022     | 2109        | 3.83                |
| Бернард и Косгроув должны сопоставить факты и вымысел, чтобы найти убийцу молодой манхэттенской светской львицы. Судебный процесс по делу об убийстве приобретает личный характер для Прайса и ставит Марун в компрометирующее положение.                                                                                  |            |                                             |            |                |                 |             |                     |
| 466 | 10         | «Черный и синий» «Black and Blue»           | Неизвестно | Неизвестно     | 19 мая 2022     | 2110        | 3.94                |
| Убийство детектива полиции Нью-Йорка, работающего не при исполнении служебных обязанностей, грозит разорвать город на части. Косгроув оплакивает потерю друга и просит капитана Бенсон помощи в раскрытии дела. Маккой и Прайс расходятся во мнениях о том, как привлечь виновного к ответственности.                      |            |                                             |            |                |                 |             |                     |

### Сезон 22 (2022 - 2023)
| № общий | № в сезоне | Название | Режиссёр | Автор сценария | Дата премьеры | Произв. код | Зрители в США (млн) |
| ------- | ---------- | -------- | -------- | -------------- | ------------- | ----------- | ------------------- |

### Сезон 23 (2024)
| № общий | № в сезоне | Название                                | Режиссёр   | Автор сценария | Дата премьеры  | Произв. код | Зрители в США (млн) |
| ------- | ---------- | --------------------------------------- | ---------- | -------------- | -------------- | ----------- | ------------------- |
| 489     | 1          | «Свободу слова» «Freedom of Expression» | Неизвестно | Неизвестно     | 18 января 2024 | 2301        | 5.32                |
| 490     | 2          | «Human Innovation»                      | Неизвестно | Неизвестно     | 25 января 2024 | 2302        | 4.60                |
| 491     | 3          | «Turn the Page»                         | Неизвестно | Неизвестно     | 1 февраля 2024 | 2303        | 4.85                |
| 492     | 4          | «Unintended Consequences»               | Неизвестно | Неизвестно     | 8 февраля 2024 | 2304        | 4.56                |